# Московская область

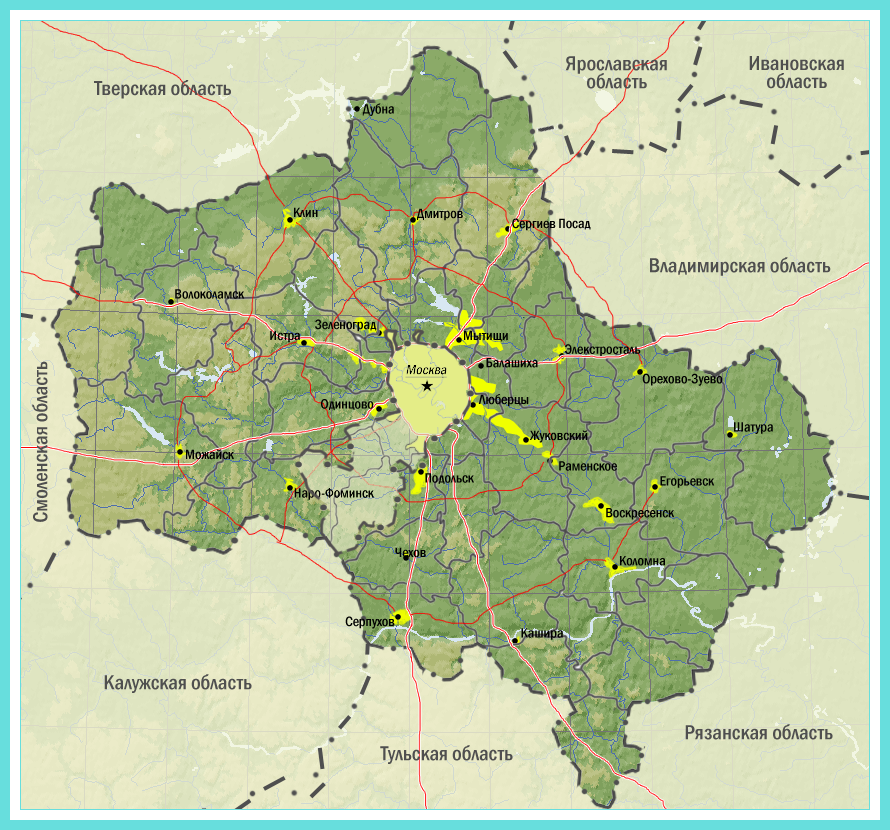
Карта Московской области

Моско́вская о́бласть (неофициально — Подмоско́вье) — субъект Российской Федерации, входящий в состав Центрального федерального округа. Административный центр Московской области не определён, но фактически — город Москва (не входит в состав области), часть органов административной власти области расположена в Красногорске. По численности населения превосходит все остальные субъекты федерации, уступая только Москве.
Область расположена в центральной части Восточно-Европейской равнины в бассейне рек Волги, Оки, Клязьмы, Москвы. Граничит на северо-западе и севере с Тверской областью, на северо-востоке и востоке — с Владимирской, на юго-востоке — с Рязанской, на юге — с Тульской, на юго-западе — с Калужской, на западе — со Смоленской, в центре — с городом федерального значения, столицей России Москвой. Также существует небольшой северный участок границы с Ярославской областью.
Московская область была образована 1 октября 1929 года постановлением Президиума ВЦИК от 14 января 1929 года. В состав области включались территории Московской, Тверской, Тульской и Рязанской губерний. Ядром области становилась Московская губерния, образованная в 1708 году.
Первоначально новый регион планировалось назвать Центрально-промышленная область, однако постановлением Президиума ВЦИК от 3 июня 1929 года название будущей области было изменено на Московскую.
Область состоит из 48 городов областного подчинения (c административными территориями или без), 3 посёлков городского типа областного подчинения (с их административными территориями) и 5 закрытых административно-территориальных образований. С точки зрения муниципального деления область состоит из 42 городских округа и 14 муниципальных округов.
Своё название область получила по Москве, которая, однако, является отдельным субъектом Российской Федерации и в состав области не входит. Органы государственной власти Московской области размещаются на территории города Москвы и Московской области. В 2007 году большинство органов исполнительной власти было перемещено в новый Дом правительства Московской области, расположенный на территории города Красногорска, в 350 м от границы с Москвой.

## Физико-географическая характеристика

### Географическое положение
Московская область находится в Центральном федеральном округе Российской Федерации, в центральной части Восточно-Европейской (Русской) равнины, в бассейне рек Волги, Оки, Клязьмы, Москвы. Область протянулась с севера на юг на 310 км, с запада на восток — на 340 км.

### Рельеф

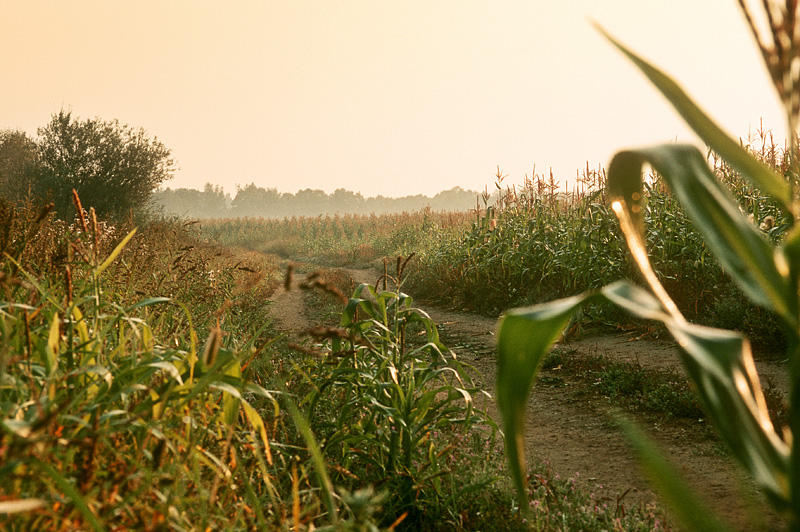
Подмосковный пейзаж

Рельеф Московской области в основном равнинный; западную часть занимают холмистые возвышенности (высоты больше 160 м), восточную — обширные низменности.
С юго-запада на северо-восток область пересекает граница Московского оледенения; к северу от неё распространены ледниково-эрозионные формы с моренными грядами, а к югу — лишь эрозионные формы рельефа. Процесс современного рельефообразования в наше время связан с эрозией, остальные же экзогенные процессы (карстовые, оползневые, эоловые) имеют второстепенное значение.
Почти весь запад и север Московской области занимает моренная Московская возвышенность с хорошо выраженными речными долинами, наибольшую среднюю высоту (около 300 м, в районе Дмитрова) имеющая в пределах Клинско-Дмитровской гряды, а верхнюю точку (310 м) у деревни Шапкино Можайского округа. Северный склон Московской возвышенности более крутой по сравнению с южным. В пределах возвышенности часты озёра ледникового происхождения (Нерское, Круглое, Долгое). К северу от названной возвышенности расположена плоская и сильно заболоченная аллювиально-зандровая Верхневолжская низменность, высота которой — не более 150 м; включает в себя Шошинскую и Дубнинскую низины (высоты менее 120 м).
На юге области простирается холмистая моренно-эрозионная Москворецко-Окская равнина, имеющая наибольшую высоту (255 м) в Москве в районе Ясенево у станции метро «Тёплый Стан», с чётко выраженными (особенно в южной части) речными долинами и плоскими междуречьями; в её пределах встречаются карстовые формы рельефа. Последние особенно распространены в Серпуховском округе. На крайнем юге области, за Окой, — довольно высокие (более 200 м, максимальная высота 238 м) северные отроги Среднерусской возвышенности с многочисленными оврагами и балками. Это Заокское эрозионное плато и Заосетринская эрозионная равнина.
Почти всю восточную половину Московской области (от условной линии Щёлково-Черноголовка-Киржач на севере до Оки на юге) занимает обширная Мещёрская низменность, в восточной своей части значительно заболоченная; самый высокий её холм (на древней моренной возвышенности в районе Егорьевска) имеет высоту 214 м над уровнем моря; преобладают высоты 120—150 м; речные долины выражены слабо. Почти все крупные озёра Мещёрской низменности (Чёрное, Святое и др.) имеют ледниковое происхождение. Тут же и самая низкая в регионе естественная высота — уровень воды Оки — около 97 метров.

### Геологическое строение и полезные ископаемые

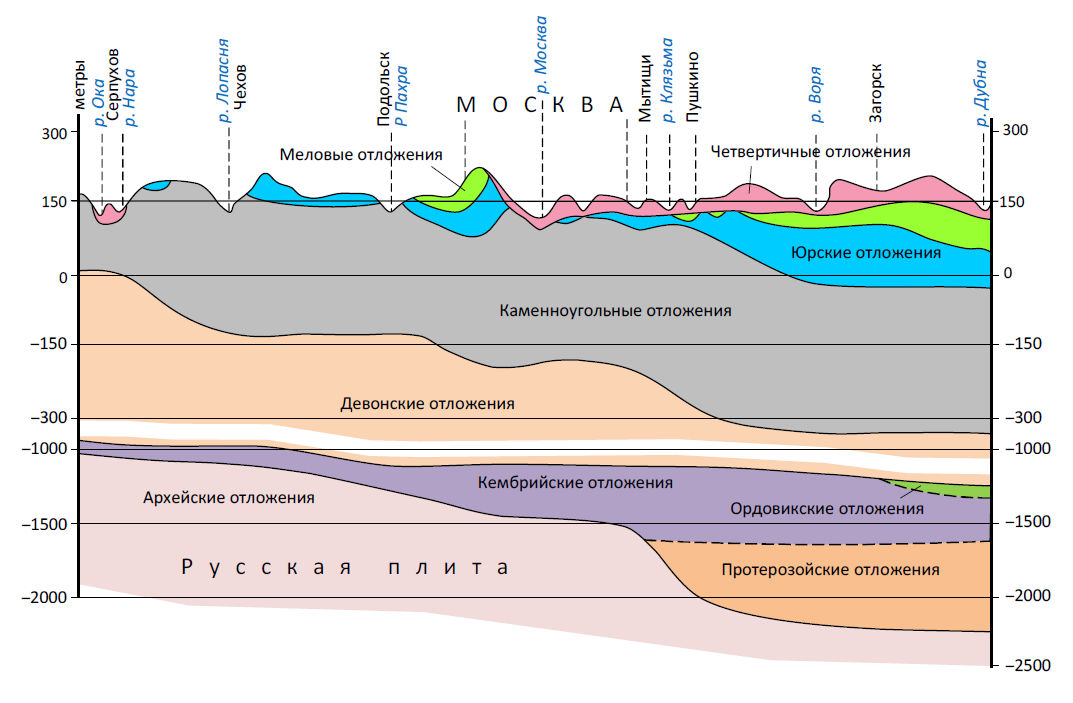
Геологический разрез по линии р. Ока — Москва — р. Дубна

Территория, занимаемая Московской областью, находится в центральной части Восточно-Европейской платформы; последняя, как и все платформы, складывается из кристаллического фундамента, в пределах Московской области не выходящего на поверхность, и осадочного чехла. В составе кристаллического фундамента — граниты и гнейсы архейского и протерозойского возраста, в составе осадочного чехла — отложения палеозойской, мезозойской и кайнозойской эр. Фундамент образует большую впадину — Московскую синеклизу — и залегает в её осевой зоне на 2—3 тыс. м. Наименьшие глубины залегания кристаллического фундамента (1000 м) — к югу от города Серебряные Пруды (на крайнем юге области), наибольшие (4200 м) — к востоку от Сергиева Посада (на северо-востоке области).
В пределах Московской области почти отсутствуют отложения третичного периода, значительно шире распространены отложения каменноугольного и юрского периодов. Отложения каменноугольного периода в Московской области представлены доломитами, известняками и мергелями. Широко распространены в Московской области и четвертичные отложения; их мощность убывает с северо-запада на юго-восток. Периодам между оледенениями соответствуют лихвинское, одинцовское, микулинское и молого-шекснинское межледниковья. Ледники оставили после себя моренные суглинки с галькой и валунами различных пород (граниты, гнейсы, кварциты; доломиты, известняки, песчаники); особенно заметные следы на территории области оставило днепровское оледенение (мощность морены достигает 15 м).

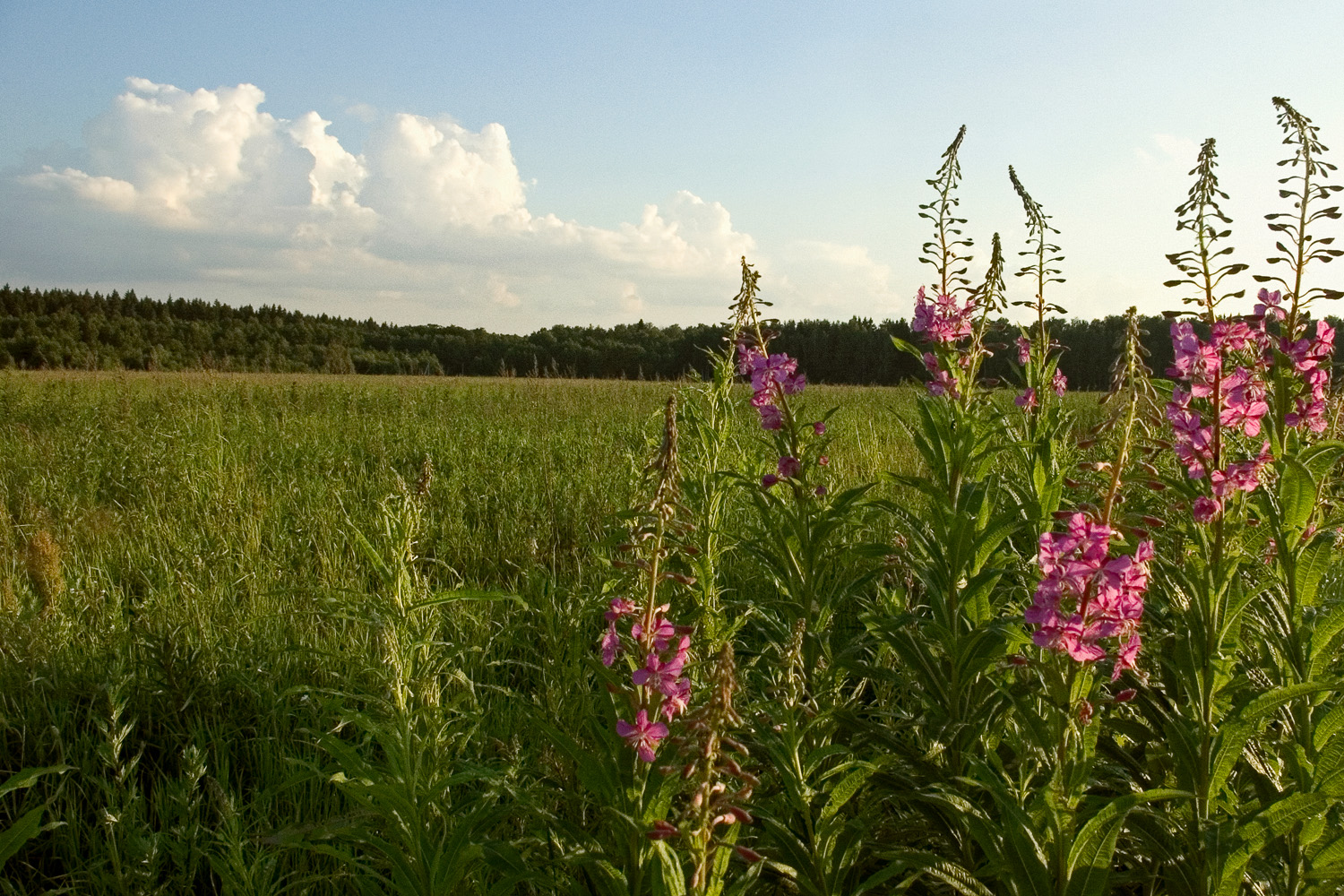
Поле с цветами иван-чая, деревня Шевёлкино

Московская область небогата полезными ископаемыми.
Пески, находящиеся в отложениях различных периодов (главным образом — четвертичного и мелового), имеют высокое качество и широко используются в строительстве; кварцевые пески применяются в стекольной промышленности, их добыча ведётся с конца XVII века в районе Люберец; часть месторождений в настоящее время законсервирована по экологическим соображениям, разрабатывается лишь два месторождения стекольного песка — Егановское и Люберецкое, с суммарными запасами (по категории А+В+С1) в 40,3 млн т.
Многочисленны в пределах Московской области и месторождения глин. Тугоплавкие глины разрабатываются на Тимоховском, Призаводском месторождениях в Ногинском и Власово-Губинском месторождении в Орехово-Зуевском районе; суммарные запасы сырья на этих месторождениях оцениваются в 11 тыс. т.
В Московской области имеются также месторождения известняка (наиболее известное — Мячковское, добыча на котором в настоящее время остановлена), фосфоритов (Егорьевское и Северское месторождения, оба не разрабатываются), торфа (главным образом в пределах Мещёрской низменности, крупнейшие из действующих месторождений — «Рязановское» и «Радовицкий мох»), песчано-гравийных смесей и строительных песков (главным образом на севере и западе региона), цементных карбонатных и глинистых пород, карбонатных пород для строительства, природных облицовочных камней (Коробчеевское месторождение), металлургических доломитов, трепела, бурых углей, сапропеля. Многочисленны также минеральные источники, в особенности — железистые (под Звенигородом, Серпуховом, Клином); большая часть источников расположена на западе области.
На юге области, у посёлка Мирный (Серпухов) находится памятник геологии Серпуховский ярус.

### Климат
Климат Московской области — умеренно континентальный (по Алисову), умеренно континентальный влажный с тёплым летом, Dfb (по Кёппену), сезонность чётко выражена; лето тёплое, зима умеренно холодная. В восточных и юго-восточных районах континентальность климата выше, что выражается, в частности, в более низкой температуре зимой и более высокой температуре летом. Так, посёлок Черусти на крайнем востоке региона неофициально считается подмосковным «полюсом холода», средняя температура января там составляет −13 °C. Самая низкая температура за всю историю метеонаблюдений была зарегистрирована в Наро-Фоминске: −54 °C, а самая высокая температура +39,7 °C — была отмечена летом 2010 года в Коломне.
Период со среднесуточной температурой ниже 0 °C длится 120—135 дней, начинаясь в середине ноября и заканчиваясь в середине-конце марта. Среднегодовая температура на территории области колеблется от 3,5 до 5,8 °C. Самый холодный месяц — январь (средняя температура на западе области −9 °C, на востоке −12 °C). С приходом арктического воздуха наступают сильные морозы (ниже −25 °C), которые длятся до 30 дней в течение зимы (но обычно морозные периоды намного менее продолжительны); в отдельные годы морозы достигали −45 °C (самый низкий абсолютный минимум температур был отмечен в Наро-Фоминске −54 °C). Зимой (особенно в декабре и феврале) часты оттепели, вызываемые атлантическими и (реже) средиземноморскими циклонами; они, как правило, непродолжительны, средняя длительность их 4 дня, общее число с ноября по март — до 50. Летом вторжения арктического воздуха способствуют установлению ясной, безоблачной, обычно тёплой погоды. В случаях длительной задержки антициклона происходит сильное прогревание поверхности и повышение температуры воздуха, что является причиной сильной засухи, возникновения лесных и торфяных пожаров (как, например, в 2010 году). Летом нередки также проникновения тропических воздушных масс с юга. Вообще характер лета из года в год может существенно меняться: при повышенной циклональной активности лето бывает прохладное и влажное, при устойчивых антициклонах (как арктического, так и тропического происхождения) — сухое и жаркое.
Снежный покров обычно появляется в ноябре (хотя бывали годы, когда он появлялся в конце сентября и в декабре), исчезает в середине апреля (иногда и ранее, в конце марта), сохраняется 135—153 дня. Постоянный снежный покров устанавливается обычно в конце ноября; высота снежного покрова — 25—50 см; наибольшая высота снежного покрова — на востоке области, в районе Орехова-Зуева и Шатуры, наименьшая — на западе (под Волоколамском) и на юге (к югу от Оки). Почвы промерзают на глубину до 75 см, изредка до 150 см.
Самый тёплый месяц — июль (средняя температура +18 °C на северо-западе и +20 °C на юго-востоке). Среднегодовое количество осадков 500—700 мм, наиболее увлажнены северо-западные районы, наименее — юго-восточные. В каждый из летних месяцев в среднем выпадает 75 мм осадков, однако раз в 25—30 лет в Московской области случаются сильные засухи, когда осадков летом может практически не выпадать. Выпадение осадков во все сезоны года связано главном образом с циклонами, формирующимися над Атлантикой, Средиземноморьем, Арктикой или же — при взаимодействии приходящих с запада влажных воздушных масс и континентального воздуха — непосредственно над Русской равниной. Летом помимо циклональных осадков могут иметь место также конвективные. Вегетационный период продолжается 125—140 дней.
| Показатель                    | Янв. | Фев. | Март | Апр. | Май | Июнь | Июль | Авг. | Сен. | Окт. | Нояб. | Дек. | Год |
| ----------------------------- | ---- | ---- | ---- | ---- | --- | ---- | ---- | ---- | ---- | ---- | ----- | ---- | --- |
| Абсолютный максимум, °C       | 9    | 9    | 20   | 29   | 35  | 37   | 40   | 40   | 33   | 25   | 16    | 10   | 40  |
| Средний суточный максимум, °C | −7   | −5   | 2    | 11   | 18  | 22   | 25   | 23   | 16   | 8    | 0     | −4   | 9,0 |
| Средняя температура, °C       | −10  | −9   | −4   | 6    | 13  | 17   | 19   | 16   | 11   | 4    | −2    | −8   | 5,0 |
| Средний суточный минимум, °C  | −13  | −13  | −9   | 1    | 8   | 11   | 14   | 10   | 7    | 0    | −5    | −12  | 1,0 |
| Абсолютный минимум, °C        | −54  | −45  | −35  | −22  | −9  | −4   | 0    | −3   | −10  | −20  | −33   | −40  | −54 |
| Норма осадков, мм             | 52   | 41   | 35   | 37   | 51  | 80   | 85   | 82   | 68   | 71   | 54    | 51   | 713 |
| Источник: Погода и Климат     |      |      |      |      |     |      |      |      |      |      |       |      |     |

### Гидрография
В Московской области насчитывается около 2 тыс. рек, из них свыше 300 имеют протяжённость более 10 км. Все реки Московской области относятся к бассейну Волги (сама Волга протекает по территории области на небольшом участке, по которому проходит граница с Тверской областью). Уклоны русел рек Московской области невысокие (несколько сантиметров на километр длины), долины чаще широкие, с асимметричными берегами (как правило, правый берег крутой, левый же — плоский, террасированный). Питание рек — главным образом снеговое, с наибольшим стоком весной. В летнюю и особенно в зимнюю межень реки почти полностью переходят на подземное питание.
Все реки имеют спокойное течение, хорошо разработанные долины, поймы; половодье приходится на апрель — май (33—60 дней). Летом уровень воды в реках Московской области низок и повышается летом и осенью лишь в случаях затяжных дождей. Реки области покрыты льдом с конца ноября до середины апреля (103—144 дня). Из рек судоходны только Волга, Ока и Москва.
Северная часть области, включая всю Верхневолжскую низменность, орошается притоками Волги (Шошей, Ламой, Дубной, Сестрой, Яхромой), южная же — притоками Оки (Лопасней, Нарой, Протвой и др.), являющейся самой крупной после Волги рекой Московской области. К бассейну Оки принадлежат и притоки реки Москвы, протекающей в пределах Московской области на большей части своего протяжения. Восточные и северо-восточные районы области, включая значительную часть Мещёры, орошаются притоками Клязьмы, являющейся одним из главных притоков Оки и берущей в пределах Московской области своё начало.
Северную часть Московской области пересекает канал имени Москвы, проходящий через Икшинское, Клязьминское, Пяловское и Пестовское водохранилища. В бассейне реки Москвы также образованы Озернинское, Можайское, Истринское и Рузское водохранилища, обеспечивающие Москву и Московскую область питьевой водой. На территории области имеется свыше 1 тыс. прудов.
В Московской области немало озёр (свыше 2000), почти все они неглубокие (5—10 м), многие имеют ледниковое происхождение (главным образом близ границы московского оледенения, где сохранился холмисто-моренный рельеф). Крупнейшие — Святое (12,6 км²) и Дубовое (Клепиковское), оба в Шатурском районе. Глубочайшие — Белое (Глухое) (34 метра), расположенное в Шатурском районе, и Глубокое (32 метра) в Рузском районе. На территории области нередки болота, особенно в пределах Мещёрской и Верхневолжской низменностей.

### Почвы
На территории Московской области преобладают малоплодородные и требующие внесения удобрений дерново-подзолистые почвы, на возвышенностях — суглинистые и глинистые, средней и сильной степени оподзоленности, в пределах низменностей — дерново-подзолистые, болотные, супесчаные и песчаные (два последних типа преобладают на востоке области, в низменной Мещёре). Чернозёмные почвы (сильно оподзолены и выщелочены) распространены мало и имеют место лишь к югу от Оки. Серые лесные почвы распространены к югу от Оки и в восточной части Москворецко-Окской равнины (в основном Раменский и Воскресенский районы). Болотные почвы часто встречаются в Мещёрской и Верхневолжской низменностях. По долинам крупных рек — полосы аллювиальных почв различной ширины, особенно широкие в долинах рек Оки, Москвы и Клязьмы. Почвы Московской области, в особенности серые лесные заокских районов и дерново-подзолистые Москворецко-Окской равнины, сильно смыты.

### Растительность

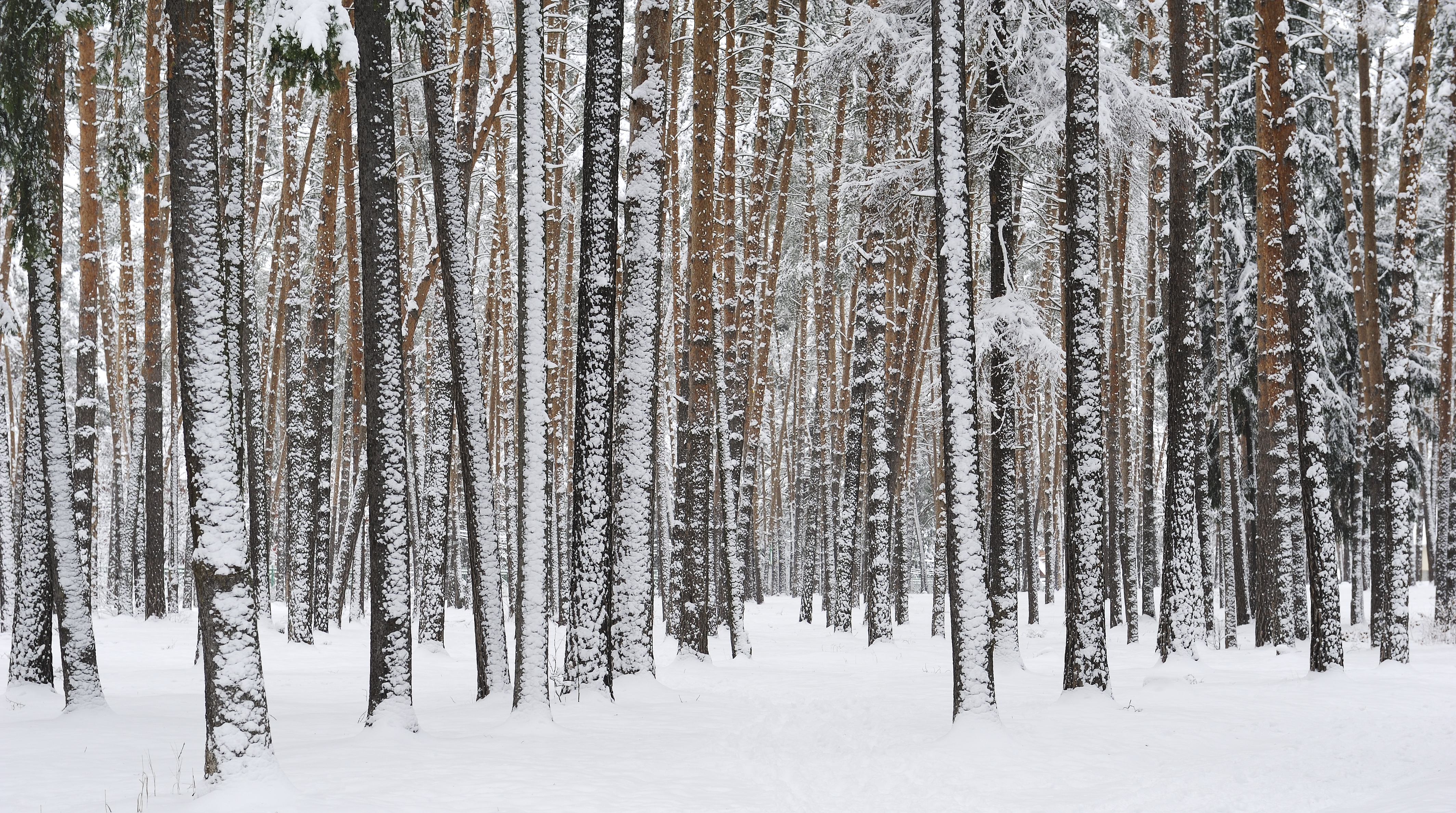
Сосновый лес в районе Кратова

Московская область находится в пределах лесной полосы (крайний юг таёжной зоны, зоны хвойно-широколиственных и широколиственных лесов) и лесостепной зоны. Леса занимали свыше 40 % территории региона в начале 2000-х годов, к концу 2010-х годов площадь лесов достигла 47,4 %; в некоторых районах (преимущественно на западе, севере области и на крайнем востоке) залесённость превышает 80 %, на Москворецко-Окской равнине она в основном не превышает 40 %, в южных заокских районах — не достигает и 20 %. Бо́льшая часть территории области входит в зону смешанных лесов. В зону широколиственных лесов входят территории, располагающиеся к югу от Оки, за исключением южной части Серебряно-Прудского района, относящейся к лесостепной зоне. По низменному правобережью Москвы-реки зона широколиственных лесов заходит далеко на север, почти до границ города Москвы. В прилегающей по реке Москве части Москворецко-Окской равнины, в заокских районах, а также к северу от Клинско-Дмитровской гряды большие площади отведены под сельскохозяйственные угодья.

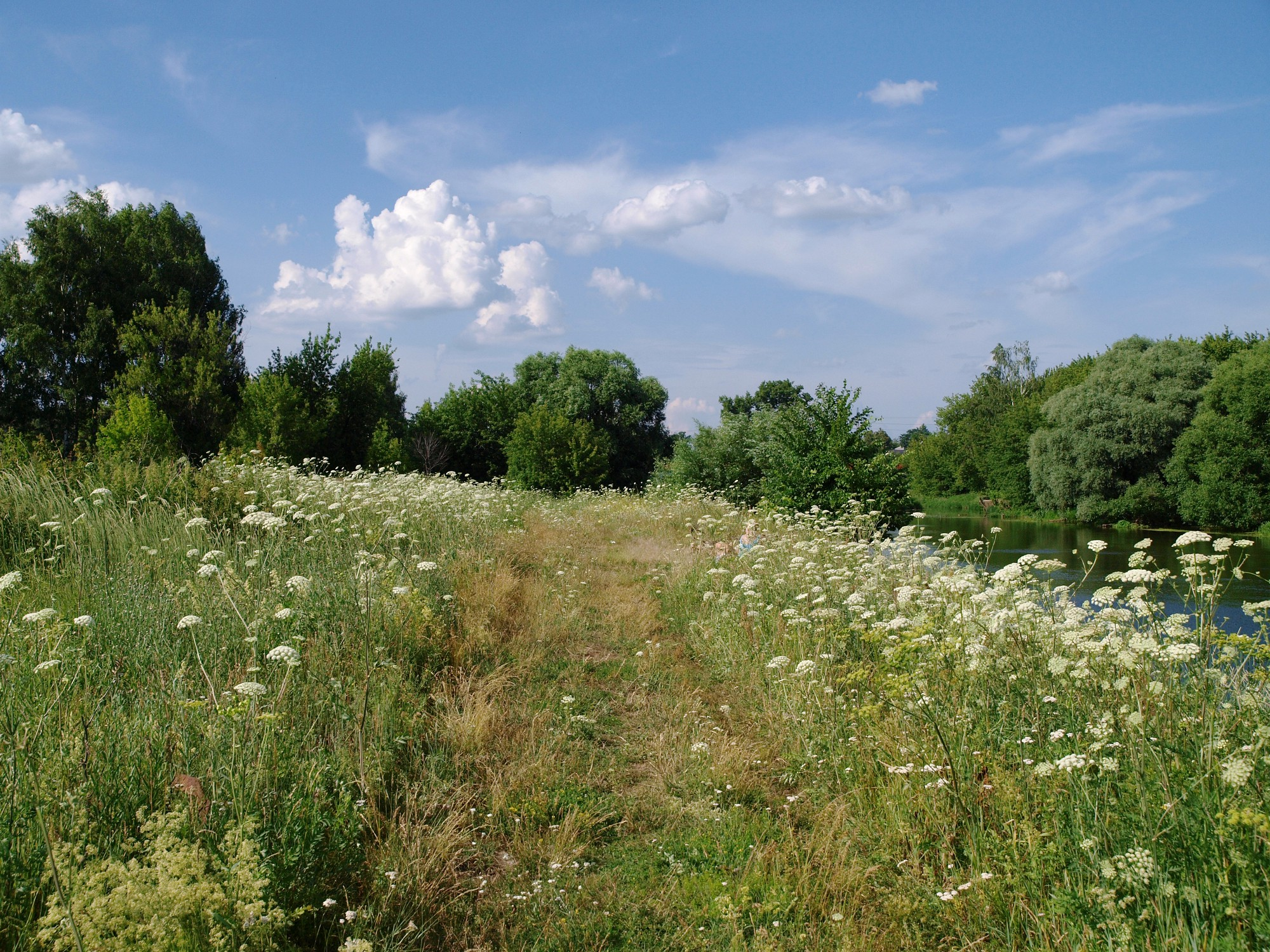
Разнотравье в пойме реки Клязьмы

На самом севере Московской области (на территории Верхневолжской низменности) и частично в её западной части (на территории Можайского, Лотошинского и Шаховского районов) наиболее распространены переходные к хвойно-широколиственным субнеморальные или южно-таёжные хвойные леса, преимущественно ельники. Леса Мещёры состоят по преимуществу из сосново-еловых и сосновых массивов. Центральная и западная части области заняты хвойно-широколиственными лесами (основные породы здесь — ель, сосна, дуб, липа, клён, вяз, реже ясень) с густым подлеском (лещина, крушина, жимолость, бересклет и др.) и неморальными видами в травостое (в широколиственно-сосновых также с примесью бореальных, а на юге и степных видов). Коренные хвойно-широколиственные леса в Московской области не образуют сплошного пояса, наиболее полно сохранившись на Смоленско-Московской возвышенности, в особенности на склонах Клинско-Дмитровской гряды. Коренными лесами Мещёры являются сосновые боры. Обычны для Мещёры боры со сложным породным составом со значительной примесью мелколиственных и — реже — широколиственных пород. Кроме того, в пределах Мещёры на переувлажнённых участках встречаются массивы коренных мелколиственных лесов (ольха серая и чёрная, берёза, ива). Для Москворецко-Окской возвышенности обычны вторичные мелколиственные леса, коренными же являются хвойно-широколиственные, широколиственные леса.

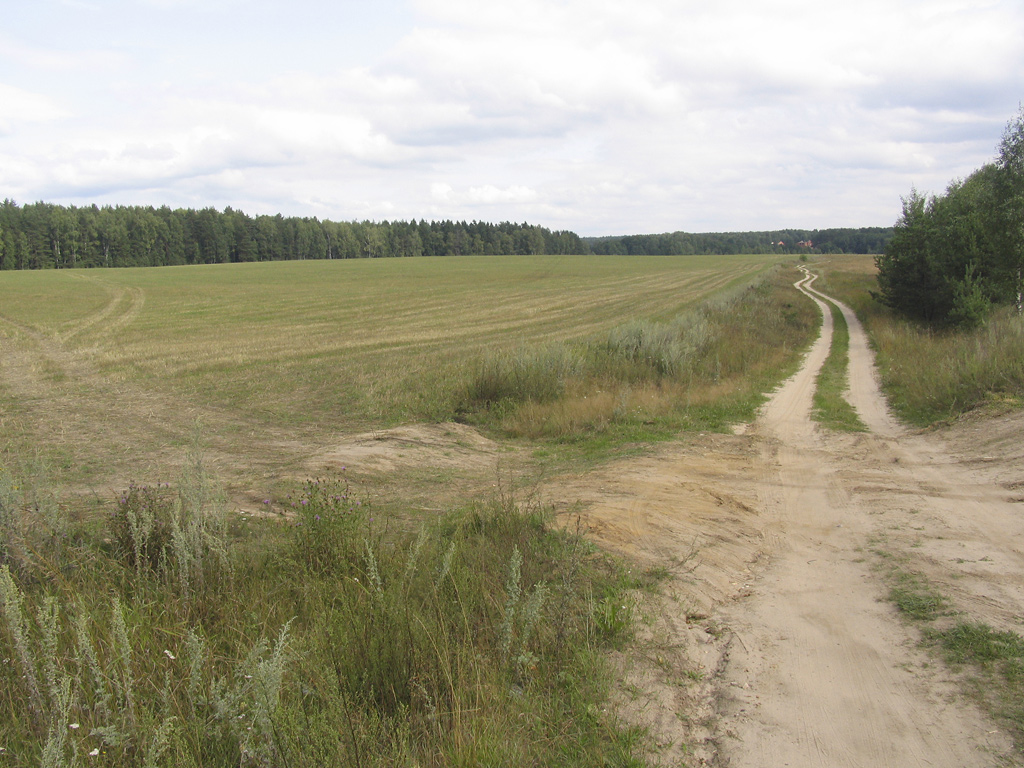
Подмосковный пейзаж (около Ногинска)

Южнее располагается зона широколиственных лесов, представленная преимущественно дубравами, разбросанными небольшими пятнами к югу от Оки. Основные древесные породы зоны, помимо дуба, — липа, клёны остролистный, татарский и полевой, ясень и два вида вяза. В подлеске здесь встречаются лещина, жимолость, крушина, бересклет, в травостое преимущественно неморальные виды. Коренные широколиственные леса сохранились слабо, в основном они замещены мелколиственными (берёза, осина) и мелколиственно-хвойными лесами, а также пашнями. В поймах рек встречаются черноольшанники, а также леса из дуба с примесью вяза; в долине Оки к югу от Коломны — пойменные луга. Крайний юг области (Серебряно-Прудский район и частично Серпуховский район) находятся в лесостепной зоне; все участки степи на водоразделах распаханы, они почти не сохранились.
Болота более всего распространены в Московской области на территории Верхне-Волжской низменности и в Мещере — в Шатурском и Луховицком (на востоке) районах. Естественных пойменных лугов почти не осталось.
Флора сосудистых растений насчитывает около 2 тыс. видов. Количество аборигенных видов растений в Подмосковье сокращается, некоторые виды растений занесены в Красную книгу России (водяной орех, венерин башмачок и др.). Всё шире распространяются инвазионные виды (к примеру, клён американский); на больших территориях расселились и виды, пришедшие из культуры — борщевик Сосновского, водосбор обыкновенный, недотрога железистая, золотарник гигантский и др. С ноября 2018 г. собственники земельных участков в Московской области обязаны под угрозой штрафа самостоятельно уничтожать на них борщевик Сосновского, который к этому времени захватил более 320 км² территории региона.

### Животный мир
Фауна млекопитающих Московской области насчитывает около 60 видов. Из млекопитающих в Московской области сохранились, в частности, барсук, белка, бобр, выдра, выхухоль, горностай, енотовидная собака, ёж, зайцы (беляк и русак), землеройки, ласка, лисица, лось, кабан, косуля, крот, серая и чёрная крысы, лесная куница, мыши, лесная мышовка, норка, олени (благородный, пятнистый, марал), ондатра, полёвки, сони (орешниковая, на юге области — садовая, лесная и полчок), чёрный хорь. На северных границах области изредка встречается бурый медведь, рысь, волк. На юге области встречается крапчатый суслик, серый хомячок, хомяк, большой тушканчик, каменная куница, степной хорь. В отдельных районах существуют устойчивые популяции завезённых либо сбежавших животных — летяга, американская норка, сибирская косуля. Также в Подмосковье насчитывается более десятка видов летучих мышей.

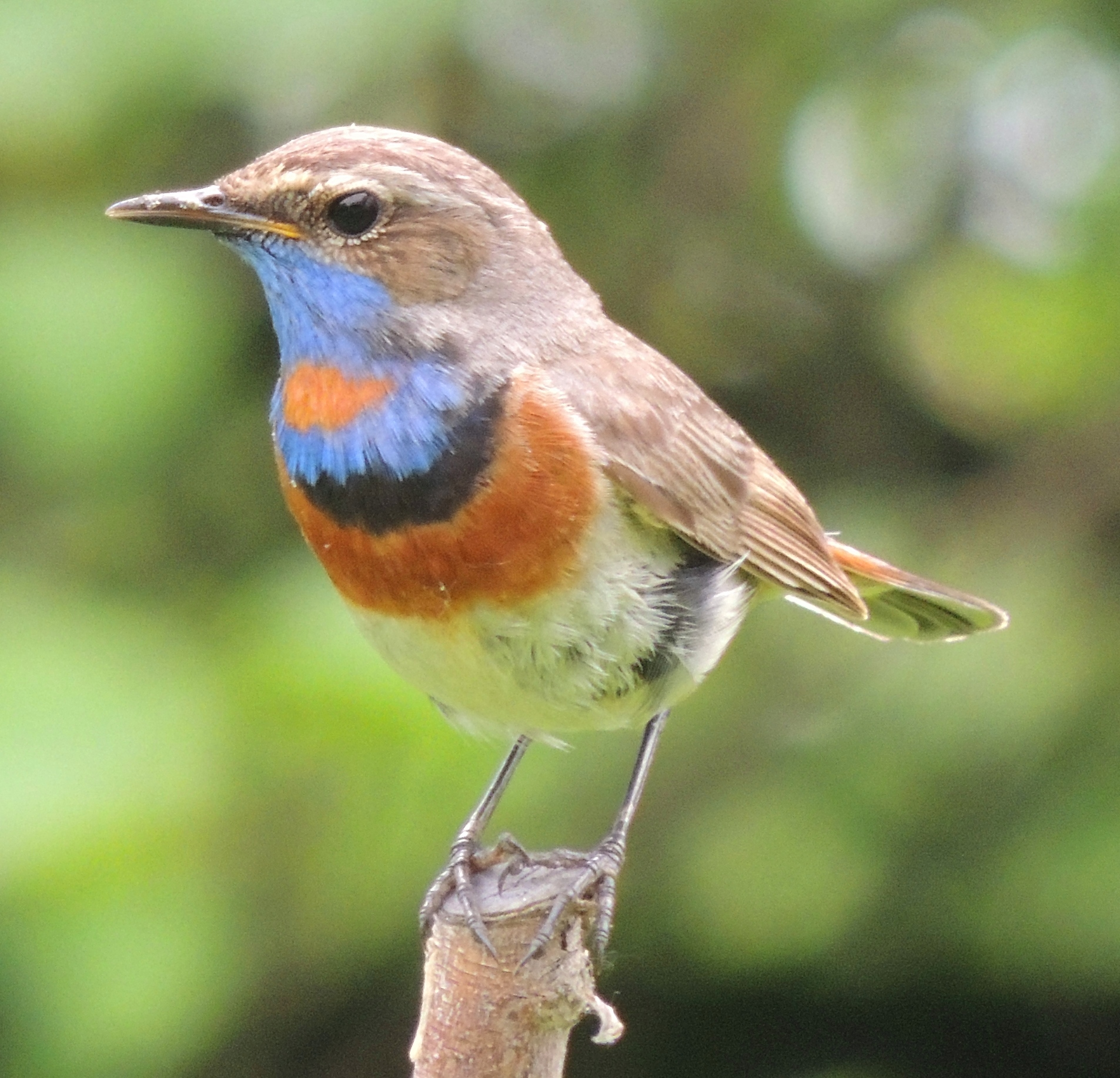
Варакушка — представитель орнитофауны Московской области

Орнитофауна области насчитывает около 300 видов. В больших количествах встречаются дятлы, дрозды, рябчики, снегири, соловьи, коростели, чибисы, серые цапли, чайки, поганки, утки (особенно кряквы); водятся также белые аисты, огари. Многочисленны воробьи, сороки, вороны и другие типичные представители орнитофауны средней полосы России. Свыше сорока видов относятся к охотничье-промысловым и добываются ежегодно.
Водоёмы области богаты рыбой — до 40 видов (обычны ёрш, карась, карп, лещ, окунь, плотва, ротан, судак, щука, налим, обыкновенный пескарь). Многочисленны насекомые (одних пчелиных более 300 видов).
В Московской области обитает 6 видов рептилий — ящерицы (ломкая веретеница, живородящая ящерица, прыткая ящерица) и змеи (обыкновенная гадюка, обыкновенный уж, на юге области — медянка), есть сведения о существовании небольших популяций болотной черепахи в отдельных районах. Земноводные представлены 11 видами — тритоны (обыкновенный и гребенчатый), жабы (серая и зелёная), 5 видов лягушек, обыкновенная чесночница, краснобрюхая жерлянка.
В отличие от соседнего субъекта федерации — Москвы, где действует безвозвратный отлов бродячих собак и их пожизненное содержание в приютах, в области с 2014 года регулирование численности этих животных может осуществляться лишь путём стерилизации и выпуска обратно в городскую среду для свободного обитания.

### Состояние и охрана окружающей среды
На территории Московской области, в Серпуховском районе, располагается Приокско-Террасный биосферный заповедник (охраняются зубр и одна из самых северных популяций степных растений). Среди других ООПТ федерального значения, расположенных на территории области, — национальный парк «Завидово» (частично находится также в пределах Тверской области), национальный парк «Лосиный Остров» (частично на территории Москвы), памятник природы «озеро Киёво и его котловина». Всего же в Московской области свыше двухсот ООПТ, они занимают 6 % площади региона.
С 1998 года раз в 10 лет выпускается Красная книга Московской области. В издании 2018 года описано 675 видов живых организмов.
Со второй половины XX века антропогенная нагрузка на ландшафты Московской области значительно усилилась — она была связана, в частности, с окультуриванием и химическим загрязнением почв (удобрениями, гербицидами, ядохимикатами), эрозией почв, осушительной мелиорацией и дождеванием, созданием водохранилищ и прудов. В 1990-х годах в связи со спадом производства промышленное и сельскохозяйственное загрязнение снизилось, новыми проблемами стали бесконтрольная вырубка лесов и строительство частных домов в водоохранных зонах. Особенно интенсивной застройке подверглись леса вдоль берегов Москвы-реки и подмосковных водохранилищ, а также территории неподалёку от МКАД. Запрет застройки лесов игнорировался либо обходился переводом в земли другой категории. Особенно массовая застройка лесов проходила в Одинцовском, Ленинском, Красногорском, Мытищинском районах Московской области. Подмосковным лесам также угрожает строительство новых дорог. Растущее число автомобилей и застройка прилегающих к Москве районов провоцируют расширение сети автотрасс, которые планируются так, чтобы избежать прохождения через населённые пункты. Как правило, под новые дороги вырубаются леса, наиболее известные случаи таких вырубок, как, например, в Химкинском и Цаговском лесах, вызвали широкий общественный резонанс и массовые протесты.
Экологическая ситуация в Московской области остаётся тяжёлой; загрязнены как районы, прилегающие к Москве, так и промышленные районы востока и юго-востока области. Наибольшую экологическую опасность представляют сточные воды промышленных и животноводческих предприятий; выбросы предприятий энергетики (Каширской и Шатурской ГРЭС, Дзержинской ТЭЦ и др.) и различных предприятий Москвы; базы захоронения бытовых и промышленных отходов (в ближайших к столице районах) — например, крупнейшая в Европе Тимоховская свалка; стареющие военные и особенно аэродромные топливохранилища и топливопроводы; хранилище ядерных отходов (в Сергиево-Посадском городском округе). Средние показатели загрязнения в регионе ухудшились после присоединения в 2012 году юго-западного сектора территории с относительно благополучной экологической обстановкой к Москве.
Наиболее высокий уровень загрязнения отмечается в пригородах Москвы, а также в Воскресенске и Клину, повышенный — в Дзержинском, Коломне, Мытищах, Подольске, Серпухове, Щёлкове и Электростали. Специфическими примесями, вносящими существенный вклад в общий фон атмосферного загрязнения, являются: для Москвы — формальдегид и фенол, для Воскресенска — аммиак и фторид водорода, для Клина, Коломны, Мытищ и Подольска — формальдегид, Серпухова — фенол. По выбросам загрязняющих веществ в атмосферный воздух, отходящих от твёрдых источников (2018—223 тыс. т), область с начала 2000-х годов занимает второе место по Центральному федеральному округу (после Липецкой области), велики и выбросы от автомобильного транспорта (782 тыс. т в 2018). Наибольшее загрязнение поверхностных вод отмечено в центре и на востоке области, особенно сильно загрязнены реки Москва, Ока, Клязьма, Пахра. По объёму сброса загрязнённых сточных вод в поверхностные водные объекты Московская область стабильно занимает второе место в ЦФО после Москвы (1990—770 млн м3, 2018—956 млн м3). Почвы Московской области сильно загрязнены минеральными удобрениями и ядохимикатами, а также бытовыми и производственными отходами, мусором. Особенно велика степень загрязнения почв в пригородной зоне Москвы, а также на востоке (в Орехово-Зуевском и Ногинском районах) и юго-востоке области (в Воскресенском районе). Значительно шумовое загрязнение территории — главным образом вдоль автомобильных и железнодорожных трасс, а также вблизи аэропортов.
На территории Московской области размещается большой объём твёрдых бытовых отходов (ТБО). За год на полигонах области появляется около 10 млн тонн новых отходов (20 % всех отходов России). По оценке Министерства экономики Московской области, среднегодовой прирост объёмов образования отходов достигает 6 %. В конце 2012 года Росприроднадзор выявил в Московской области 1283 места несанкционированного размещения ТБО общей площадью 317 гектаров. С целью сокращения объёма захороняемых на полигонах отходов в Московской области вводятся современные мусоросортировочные комплексы. Если в 2013 году на территории области имелось 39 полигонов ТБО, то в 2018 действовало лишь 15.
Одно из крупнейших экологических мероприятий, проводимых в Московской области, — обводнение торфяников. На эту программу, реализуемую с 2010 года, предполагается выделить свыше 4 млрд рублей; наибольшее число обводняемых участков располагается в Шатурском и Дмитровском районах. После 2010 года, одного из рекордных по количеству торфяных пожаров (тогда в Московской области было зарегистрировано 1318 торфяных пожаров, охвативших площадь в 1276 га), в области реализован большой комплекс профилактических и противопожарных мероприятий.
Несмотря на декларируемую со стороны региональных властей заботу, ООПТ Подмосковья находятся в тяжёлом положении. Во многих из них проводятся сплошные рубки. В охранных зонах национального парка «Лосиный остров» и Приокско-Террасного государственного природного биосферного заповедника велась застройка, причём близ «Лосиного острова» был построен целый жилой квартал. Природный заказник «Озеро Тростненское и его котловина» пострадал от строительства на непосредственно охраняемой территории.
Экологические проблемы в регионе, в частности, в Волоколамске, в 2018 году стали центральными прецедентами мусорной проблемы в России.

## История

### История до XVIII века

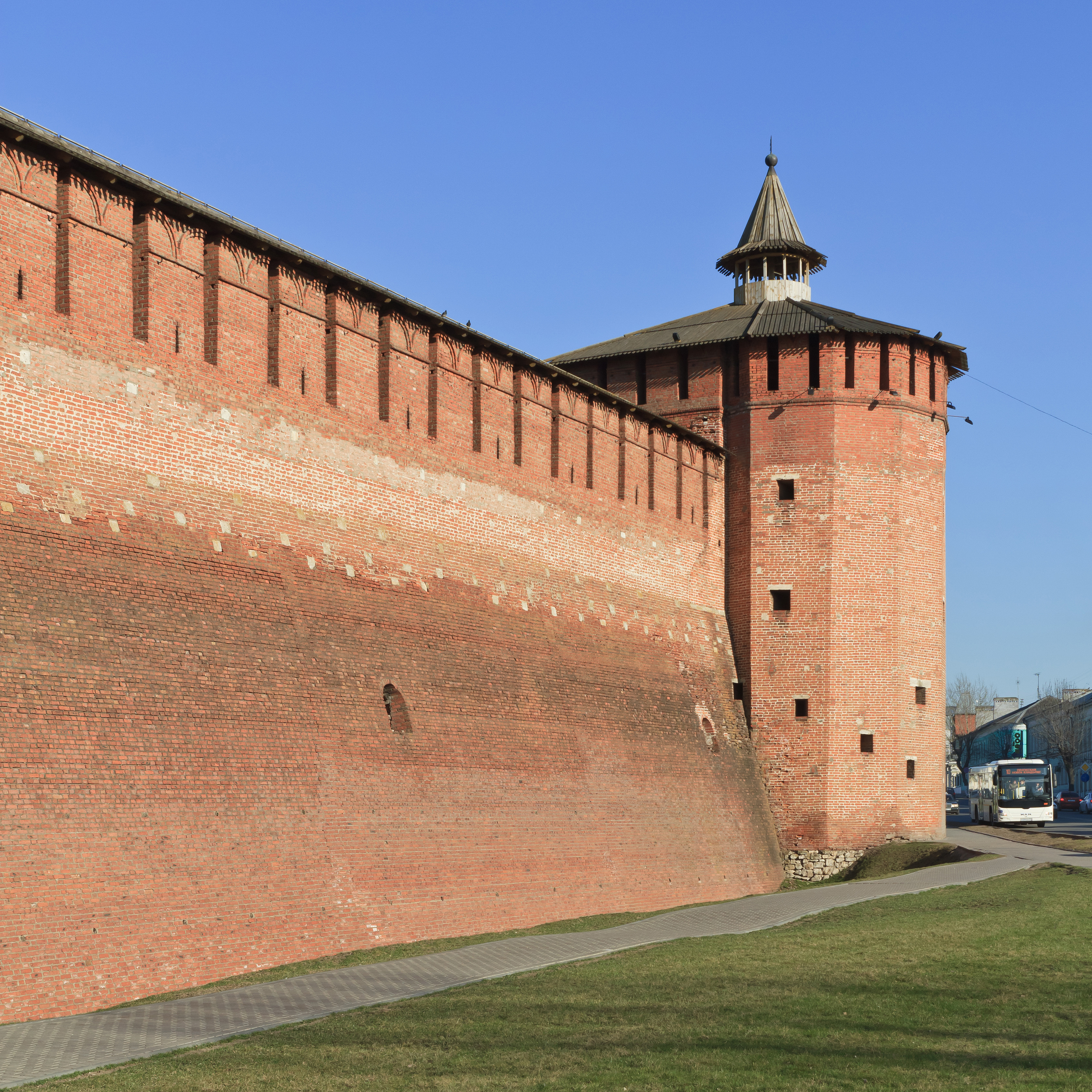
Коломенский кремль — одно из крупнейших фортификационных сооружений на территории Московской области

Территория современной Московской области была населена уже более 20 тысяч лет назад (см. Зарайская стоянка). На стоянке Минино 2 близ деревни Минино на Заболотском торфянике выявлены слои финально-палеолитической рессетинской и мезолитической бутовской культур. В пределах области известны фатьяновские могильники эпохи бронзы, многочисленные курганы, городища железного века (в основном дьяковская культура). Широко распространены курганы X—XII веков. До IX—X веков территорию бассейна реки Москвы и прилегающие земли населяли в основном финно-угорские племена меряне и мещера, а также балтская голядь. Активное освоение этих земель славянами началось лишь в IX — XI веках. Население занималось охотой, бортничеством, рыболовством, земледелием и скотоводством.
В середине XII века земли нынешней Московской области в основном вошли в состав Владимиро-Суздальского княжества (прилегающие к Оке территории входили в Черниговское княжество, а от низовий реки Москвы вошли затем в выделившееся из него Рязанское княжество; запад и юго-запад от верховий рек Москвы и Протвы входили в состав Смоленского княжества; на северо-западе, в районе Волока Ламского, существовал до середины XV века анклав Новгородской республики). К этому же времени относится основание первых городов на этой территории (Волоколамск, 1135; Москва, 1147; Звенигород, 1152; Дмитров, 1154; Коломна, 1177). В городах сосредотачивались ремесло и торговля, они становились опорными пунктами княжеской власти.
В первой половине XIII века вся Владимиро-Суздальская земля, в том числе и подмосковные земли, была завоёвана монголо-татарами; во время татаро-монгольского ига подмосковные территории неоднократно подвергались разграблению. Из удельных княжеств Владимиро-Суздальской земли в годы татаро-монгольского ига наиболее возвысилось московское; оно явилось центром объединения русских земель в XIV—XVI веках и оплотом борьбы с монголо-татарским игом. Города сохраняли оборонительную функцию вплоть до XVIII века. Значительную роль в экономическом и культурном развитии территории нынешней Московской области играли монастыри — в особенности основанная в середине XIV века Троице-Сергиева лавра, ставшая одним из важных центров национального возрождения. После 1521 года вся территория нынешней Московской области входила в состав единого Русского государства. История Подмосковья неразрывно связана с военными событиями Смутного времени — Болотниковским восстанием, Троицкой осадой, первым и вторым ополчениями. От последствий разорения Подмосковье оправилось лишь к середине XVII века; в это время начинается развитие промышленности (железоделательный завод Бориса Морозова в селе Павловское, верфь в селе Дединово и др.). Вследствие раскола Русской православной церкви в Гуслице и в окрестностях Орехова-Зуева сформировались районы компактного проживания старообрядцев.

### Российская империя

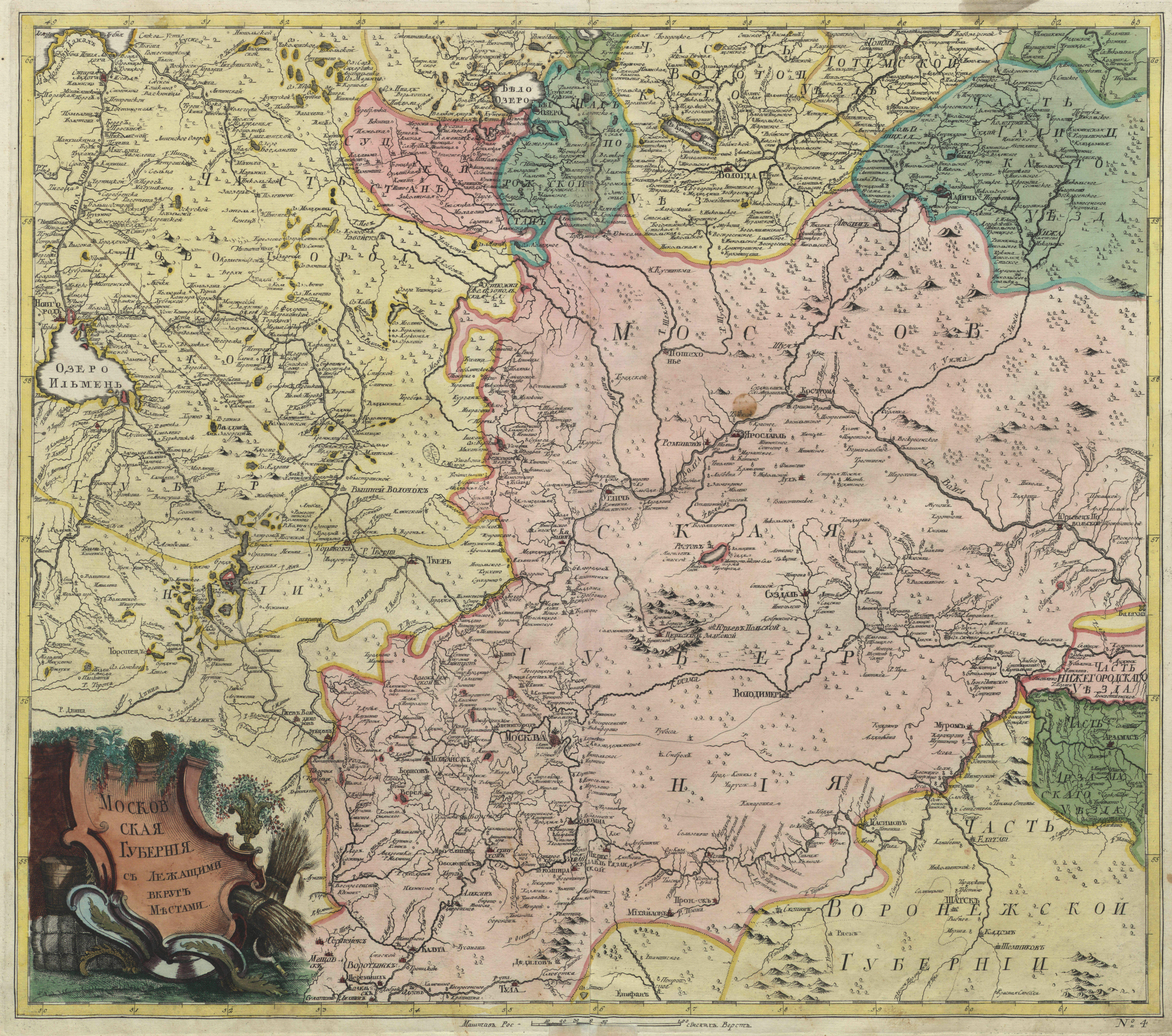
Карта Московской губернии и частей соседних провинций из первого официального атласа Российской империи (1745)

В 1708 году по указу Петра I учреждена Московская губерния, куда вошла бо́льшая часть территории нынешней Московской области. С переносом столицы из Москвы в Санкт-Петербург значение Подмосковья как хозяйственного центра начало падать, в XVIII веке определяющую роль экономике стала играть лёгкая, преимущественно текстильная промышленность. В XVIII веке в Москве и городах Подмосковья развивается мануфактурная, а затем и фабричная промышленность. В частности, в XVIII веке в Московской губернии получили распространение шёлковое и хлопчатобумажное производство; строились отделочные, красильно-прядильные, прядильные фабрики. В развитии торговли значительную роль сыграли водные пути — так, важной торговой артерией являлась Ока, крупный товарооборот имели порты Серпухов и Коломна. Укреплению торговых связей с Балтикой способствовало строительство Вышневолоцкой водной системы. География торговых связей, характерная для XVIII века, сохранилась и в следующем столетии, — роль центра принадлежала Москве. В 1781 году произошли существенные изменения в административном делении Московской губернии: из прежней территории губернии были выделены Владимирское, Рязанское и Костромское наместничества, а оставшаяся территория была разделена на 15 уездов. Эта схема просуществовала, не претерпевая крупных изменений, до 1929 года.

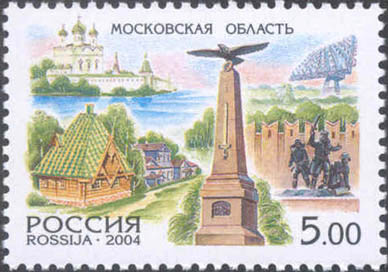
Иосифо-Волоколамский монастырь, усадьба Абрамцево, Мемориал воинам-сибирякам и памятник на месте ставки М. И. Кутузова в деревне Горках на почтовой марке России 2004 года из серии «Россия. Регионы», посвящённой Московской области

На территории Московской губернии произошли многие важные события Отечественной войны 1812 года. 7 сентября на Бородинском поле под Можайском состоялось одна из крупнейших битв войны — Бородинское сражение. 14—18 сентября русской армией под командованием М. И. Кутузова после оставления Москвы был предпринят знаменитый марш-манёвр.
Во второй половине XIX века, в особенности после крестьянской реформы 1861 года, Московская губерния пережила сильный экономический подъём. К этому времени относится формирование железнодорожной сети. В 1851 на территории губернии появилась первая железнодорожная линия, соединившая Москву и Санкт-Петербург; накануне Первой мировой войны был введён в эксплуатацию 11-й луч Московского узла, Люберцы — Арзамас. Населённые пункты, оказавшиеся вблизи железных дорог, получили мощный стимул для развития, в то время как расположение поселений в стороне от железных дорог нередко способствовало их экономическому угасанию.

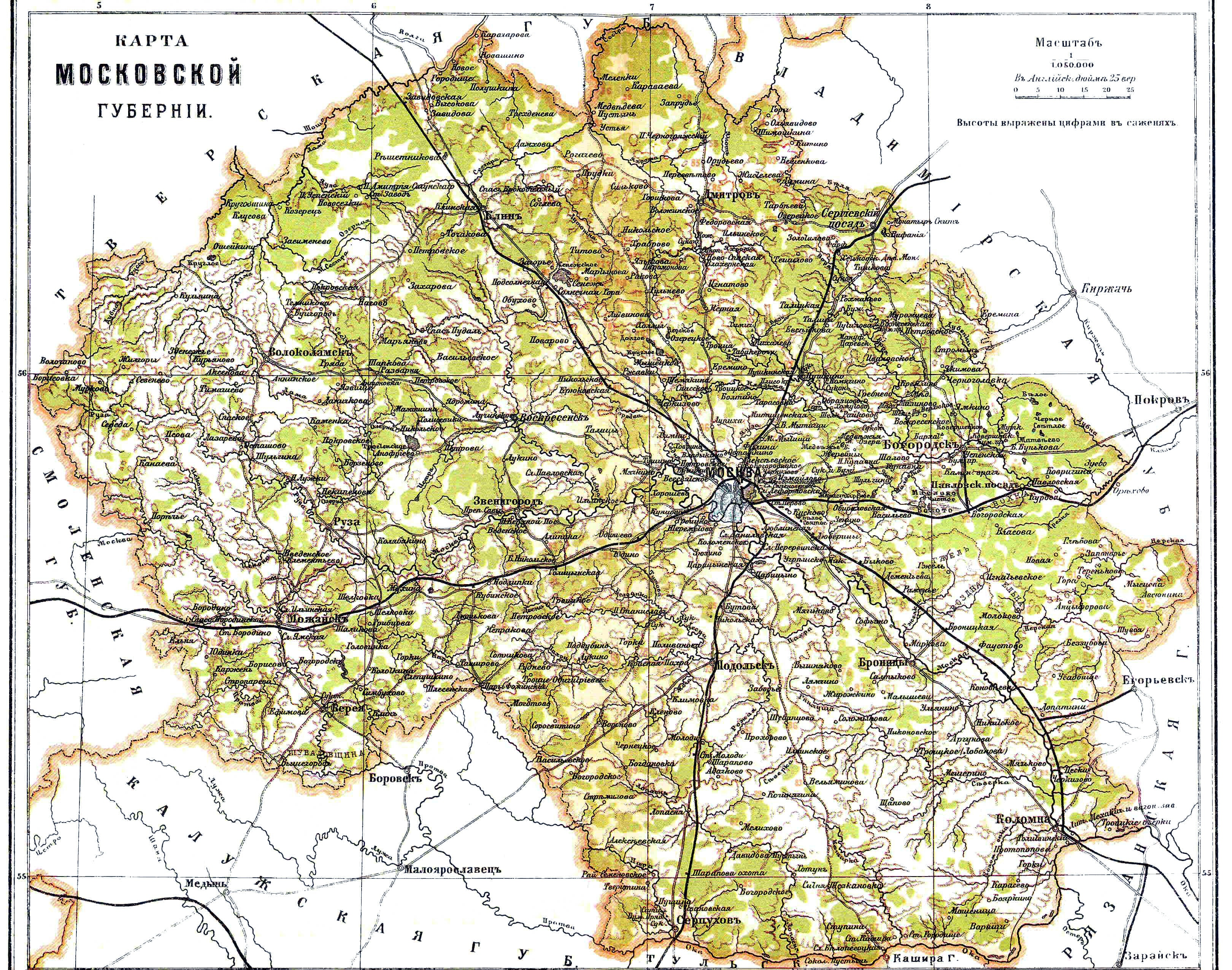
Карта Московской губернии из Энциклопедического словаря Брокгауза и Ефрона

Главной отраслью промышленности губернии во второй половине XIX века продолжала оставаться текстильная. Развитие получило также машиностроение, становлению которого немало способствовало интенсивное железнодорожное строительство. Так, во второй половине XIX века был открыт крупный Коломенский машиностроительный завод, в тот же период начал действовать вагоностроительный завод в Мытищах. При этом размеры пашни в Московской губернии сокращались (например, за 1860—1913 годы пахотная площадь уменьшилась на 37 %). Поднялись такие отрасли сельского хозяйства как огородничество, пригородное садоводство, молочное животноводство. Население Подмосковья значительно выросло (если в 1847 году в губернии проживало 1,13 млн чел, то в 1905 — уже 2,65 млн); Москва же накануне Первой мировой войны была городом с миллионным населением.

### СССР
В ноябре 1917 года в Московской губернии была установлена советская власть.

«Карта Московской Губернии» 1928 года, изданная производственным объединением «Геокартпром» Военно-топографического управления ГУРККА

Перенос в 1918 году столицы из Петрограда в Москву способствовал экономическому подъёму губернии. После Гражданской войны большинство предприятий было восстановлено; отраслевая структура промышленности в целом сохранилась, однако наряду с текстильной развивались трикотажная и швейная промышленность, появлялись предприятия тяжёлой индустрии. Начала развиваться электроэнергетика — в 1922 году дала первый ток Каширская ГРЭС; в 1920-е годы был образован крупный завод «Электросталь». В 1920-е — 1930-е годы в ходе антицерковной деятельности государства были закрыты многие подмосковные церкви, впоследствии культовые сооружения выполняли различные не связанные с первоначальными функции (склады, гаражи, овощехранилища и др.), многие пустовали и разрушались, некоторые культурные памятники были полностью утрачены; восстановление большинства пострадавших храмов было начато лишь в 1990-е годы.

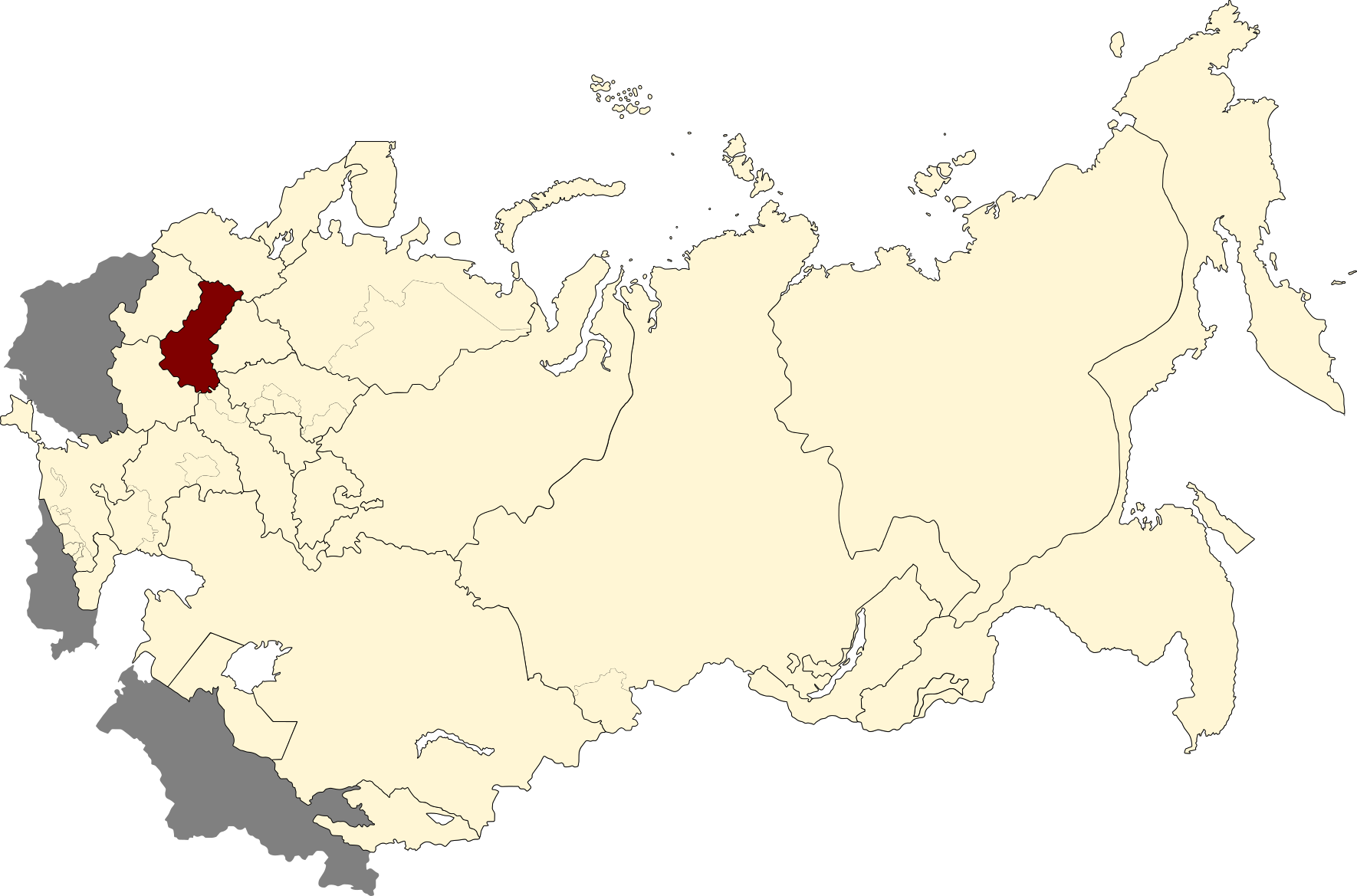
Московская область на карте РСФСР от 20 июля 1930 года

14 января 1929 года, в ходе укрупнения единиц административного-территориального деления, Президиумом ВЦИК было принято постановление образовать с 1 октября 1929 года в составе РСФСР новую, Центрально-промышленную область. Через несколько месяцев после этого поставления, 3 июня, было принято другое постановление, согласно которому будущая область переименовывалась в Московскую. В 1931 году произошло значительное событие в истории Московской области — решением Политбюро город Москва был выделен в самостоятельную административно-хозяйственную единицу. В 1920-е — 1930-е годы были проведены и другие административные преобразования. Многим поселениям присвоили городской статус, была введена категория посёлков городского типа; новые города и посёлки городского типа формировались в основном близ промышленных предприятий (Красногорск, Долгопрудный, Фрязино, Электросталь и др.).
С 1930-х годов началась перестройка отраслевой структуры хозяйства Московской области. Наибольшее развитие получили отрасли тяжёлой промышленности (в первую очередь машиностроение). Возросло значение химической промышленности (например, в Воскресенске были построены крупный завод по производству минеральных удобрений и цементный завод «Гигант»), производства строительных материалов, оборонной промышленности. На востоке области развивалась торфодобыча. При этом медленно шло развитие городов, где и до революции промышленность была развита слабо.
В 1941—1942 годах на территории Московской области произошла одна из наиболее значительных военных операций Великой Отечественной войны — Битва за Москву. Она началась в конце сентября — начале октября 1941 года. Была введена в действие Можайская линия обороны. Проводилась эвакуация промышленных предприятий на восток. Западные, северо-западные, южные и юго-западные территории области оказались под оккупацией. На севере немецкие войска подошли к Дмитрову и Красной Поляне (современная Лобня), на юге — к Кашире и Зарайску. С особенной силой бои под Москвой разгорелись с середины октября. Десятки тысяч жителей Подмосковья ушли в ополчение. Наступление врага удалось приостановить. Однако уже в середине ноября генеральное наступление немецких войск продолжилось; бои сопровождались большими потерями с обеих сторон. 5-6 декабря Красная армия перешла в контрнаступление. В течение декабря от фашистских войск было освобождено большинство оккупированных городов Московской области (Солнечногорск, Клин, Истра, Волоколамск и др.). Непосредственную угрозу Москве удалось ликвидировать, линия фронта была отодвинута на 100—250 км от столицы. Военные действия нанесли населению и хозяйству области значительный ущерб. В ходе боёв были полностью уничтожены 584 населённых пункта, частично — 2280. Сильно пострадали города Истра, Волоколамск, Клин, Наро-Фоминск, Руза, Верея. На восстановление хозяйства потребовалось несколько лет. Во время войны пострадали и некоторые культурные памятники (так, существенный урон был нанесён Новоиерусалимскому монастырю, где, в частности, в 1941 году было взорвано наиболее крупное архитектурное сооружение — Воскресенский собор).
В послевоенные годы продолжилось наращивание экономического потенциала области; усилились связи производства и науки, был основан ряд наукоградов (Дубна, Троицк, Пущино, Черноголовка). Основными отраслями промышленности, активно развивавшимися в послевоенное время, стали химия, машиностроение, точное приборостроение, электроэнергетика. С 1960-х годов Московская область стала одним из важных центров развития космонавтики в стране — крупные предприятия и Центр управления полётами были размещены в Калининграде (ныне Королёв), в Звёздном городке организован Центр подготовки космонавтов. Ведущими отраслями специализации к началу 1980-х годов Московской области являлись обрабатывающая промышленность и наука. Продолжалось развитие транспорта: была создана система магистральных газопроводов и высоковольтных линий электропередачи, осуществлена электрификация магистральных железнодорожных направлений, велось формирование сети магистральных автодорог (одним из крупнейших проектов стало строительство МКАД). Быстро росло население городов; образовалась мощная Московская городская агломерация. В 1960, 1984 и 1988 годах части расположенных близ Москвы районов были присоединены к столице.
Ко второй половине 1980-х годов началась перестройка структуры занятости населения — происходило падение занятости в традиционных промышленных секторах экономики, сопровождавшееся ростом занятости в сфере услуг. Сектор услуг был сконцентрирован в ядре агломерации — Москве; как следствие, важным демографическим явлением в Московской области стали маятниковые миграции. Сельская местность постепенно утрачивала свои сельскохозяйственные функции, при этом возрастало её рекреационное значение; постоянное сельское население было вовлечено в маятниковые миграции, значительно выросло временное, сезонное население.

### Российская Федерация

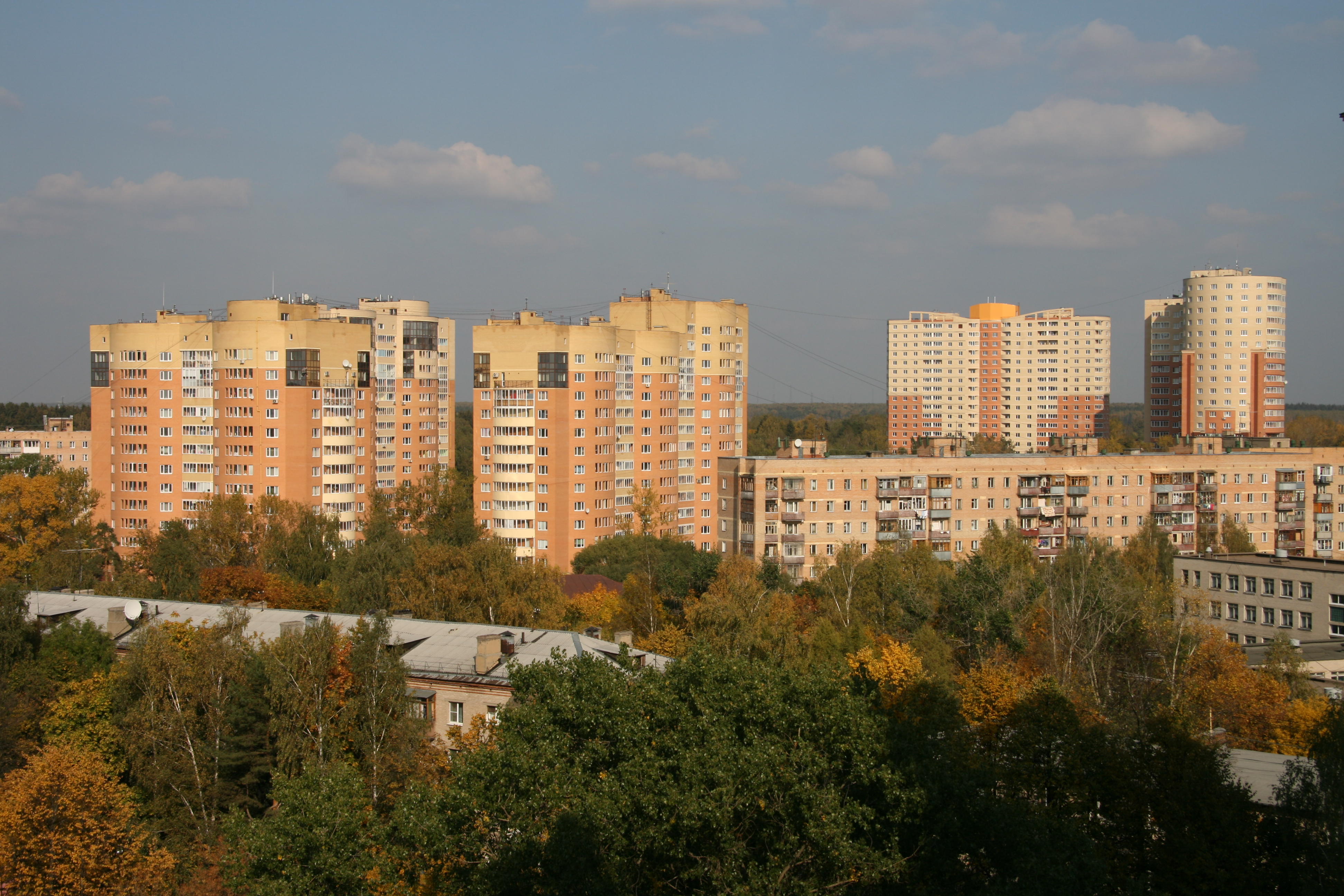
Застройка города Пушкино (2007)

Ныне Московская область является субъектом Российской Федерации.
Хозяйство Московской области пережило в 1990-е годы глубокий кризис; в 1996 году объём промышленного производства составил лишь 30 % от объёма 1990 года; численность занятых сократилась почти на 500 тысяч человек; наибольшие потери понесли обрабатывающие отрасли промышленности. В глубоком кризисе оказалась и наука. Изменилась отраслевая структура промышленности: активно развивались пищевая промышленность и строительная индустрия, лёгкая промышленность пришла в упадок, сохраняло ведущие позиции машиностроение. Начавшийся в 1997 году рост экономики был остановлен кризисом 1998 года. Однако с первой половины 2000-х годов началось быстрое восстановление экономики после кризиса, валовой региональный продукт субъекта рос высокими темпами, в 2003 году по уровню ВРП область занимала 4-е место в России. При этом полное восстановление объёма промышленного производства относительно докризисного уровня не произошло (в 2002 году объём составлял лишь 58 % от уровня 1990 года).
К концу 2000-х годов долг областного правительства и компаний области увеличился (и достиг в августе 2008 года 82 %) вследствие неэффективного управления правительством области финансовыми ресурсами — в частности, из-за фактов коррупции, связанных с незаконной передачей земли в частную собственность, и хищения бюджетных средств; на ряд бывших чиновников областного правительства были заведены дела о мошенничестве. Общая сумма ущерба, нанесённого бюджету области, была оценена в 27 млрд рублей. В декабре 2009 года государственный долг Московской области составлял 160 млрд рублей (второе место в России), к началу 2012 года его удалось уменьшить до 106,3 млрд рублей.
С 1990-х годов вследствие автомобилизации населения и маятниковых миграций существенно ухудшилась дорожно-транспортная обстановка в Подмосковье; пробки стали обычным явлением на дорогах области. В эти же годы началась функциональная реструктуризация московской агломерации; некоторые функции «ядра» (потребление, развлечение, производство) начали перемещаться на периферию, в Московскую область. В результате вокруг МКАД на территории Московской области сформировались пояса торгово-развлекательных и логистических комплексов. Новые заводы, ориентированные на рынок Москвы, размещались производителями в Подмосковье. Шло активное развитие сферы услуг, и уже в начале 2000-х годов в некоторых районах сектор услуг давал большую часть валового продукта (например, в Химкинском районе — свыше 90 %). За 10 лет, с 2001 по 2010 год, Московская область стала одним из наиболее привлекательных для инвесторов регионов России; инвестиции за этот период возросли в 28 раз, иностранные инвестиции в 2011 году составили 2,6 млрд долларов (2-е место в России после Москвы). С конца 1990-х годов в ближайших к Москве городах Московской области начался бум комплексной жилой застройки (показатель ввода жилья на душу населения в 2006 году был выше среднероссийского почти в три раза), по вводу жилых домов с 2004 года область занимает первое место в стране. Некоторые ближайшие к Москве города (такие, как Одинцово, Красногорск, Мытищи) стали фактически спальными районами столицы.
В 2000-е годы в результате административных преобразований существовавших посёлков городского типа и сёл были образованы новые города (Московский, Голицыно, Кубинка и др.). С 1 июля 2012 года значительная часть территории Московской области, в том числе три города (Троицк, Московский и Щербинка) была передана в состав Москвы; вследствие этой передачи территория Московской области уменьшилась на 144 тыс. га, а население — на 230 тыс. чел.

## Население

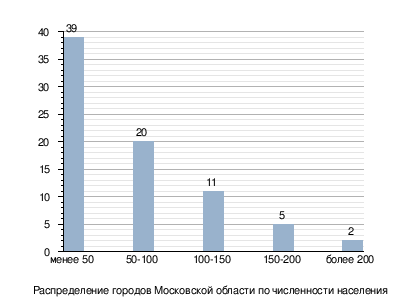
Распределение городов Московской области по численности населения

Численность населения области, по данным Росстата, составляет 8 775 735 чел. (2025). Плотность населения — 197,97 чел./км2 (2025).
В Московской области наблюдается устойчивый рост населения (так, с 2002 года по 2019 прирост составил 14,8 %). Смертность в Московской области превышает рождаемость, однако в 2010-е годы естественная убыль населения снижалась (с 8,5 ‰ в 2005 году до 0,4 ‰ в 2018 году). Прирост населения в области идёт главным образом за счёт увеличения числа жителей городов — такая тенденция отмечается с 1970-х годов. Общий рост населения обеспечивается за счёт внешних миграций. Из общего числа прибывших в Московскую область в 2006—2010 годах около 22 % составляли иностранные граждане, причём число занятых иностранных граждан в экономике области растёт: в 2010 году численность иностранных работников составляла 230,7 тыс. чел. — в 1,6 раза больше, чем в 2005 году. Особенностью Московской области является значительный объём маятниковых миграций рабочей силы. Значительная часть экономически активного населения Московской области трудоустраивается в Москве. По абсолютным значениям численности населения в 2010 году лидировали Одинцовский (316,6 тыс. чел.), Раменский (256,3 тыс. чел.), Сергиево-Посадский (225,3 тыс. чел.) и Балашихинский (225,3) районы.
Средняя плотность населения — 197,97 чел/км² (2025) — самая большая среди российских регионов (без учёта Москвы и Санкт-Петербурга), что обусловлено высокой долей городского населения — 
76,38 % (2022) (по данным на 2010 год — 80,1 %). Наибольшая плотность имеет место в ближайших к Москве районах (Люберецком, Балашихинском, Красногорском и др.) и городских округах (Химки, Долгопрудный, Реутов и др.), наименьшая — в окраинных районах — Лотошинском, Шаховском, Можайском, где в 2010 году составляла около 20 чел./км²; редко заселена также восточная часть Мещёрской низменности (менее 20 чел./км²).
Доля женщин в населении составляет 53,8 % (2017); при этом в возрастной группе от 0 до 24 лет мужское население преобладает над женским. В городах преобладание женского населения над мужскими выражено ярче (844 мужчины на 1000 женщин), чем в сельских населённых пунктах (902 мужчины на 1000 женщин). Средний возраст населения — 40,3 года (мужского — 37,3; женского — 42,9); таким образом, население Московской области немного старше, чем в среднем по России (39 лет). 25,1 % населения — трудоспособного возраста (старше 16 лет).
По национальности большинство населения (92,92 %, 6202 тыс. чел.) — русские; вторая по численности населения — украинцы (119,4 тыс. чел.), на третьем месте — татары (56,2 тыс. чел.). В Московской области проживает также большое количество нелегальных трудовых мигрантов, преимущественно из стран ближнего зарубежья; в некоторых городах формируются места их компактного проживания, что способствует усилению межнациональной напряжённости. Уровень зарегистрированной безработицы традиционно невысок, в 2012 году в области было 2,7 % безработных. Величина прожиточного минимума в IV квартале 2019 года составила 12 272 рубля.

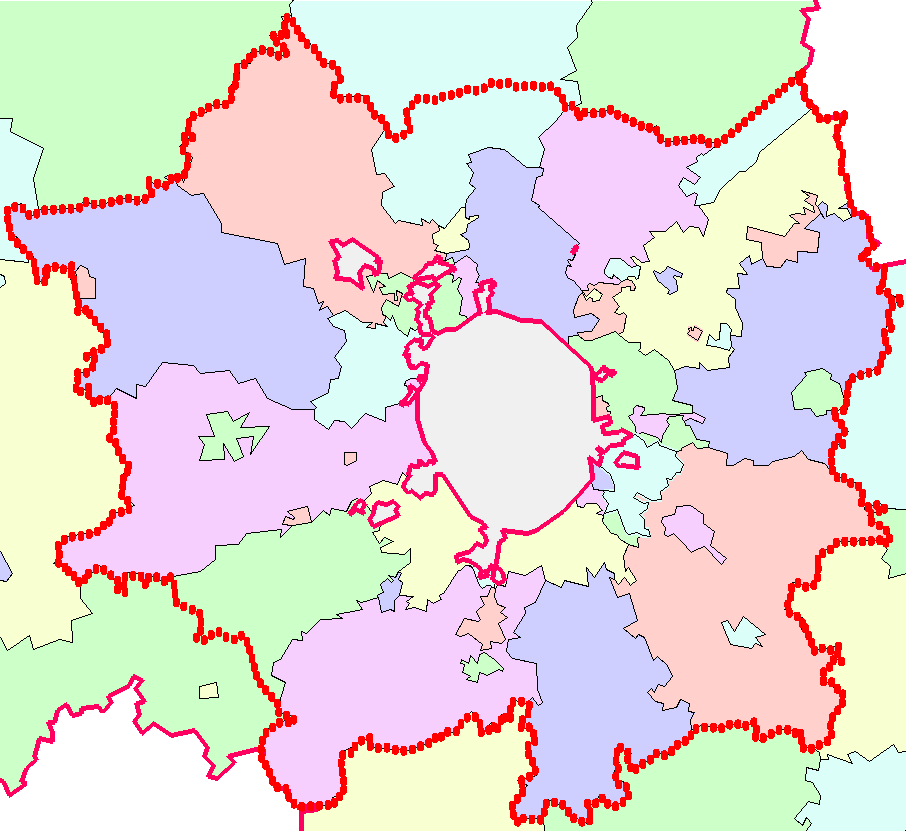
Пригородная зона Москвы по В. Г. Глушковой в сравнении с административно-территориальным делением Московской области 2011 года

В Московской области на 2019 год насчитывается 74 города (не учитывая городов Москвы с подчинённым ей Зеленоградом, Сходни, вошедшей в состав Химок в 2004 году, Троицка, Щербинки и Московского, вошедших в состав Москвы 1 июля 2012 года), 21 из них имеет население свыше 100 тыс. чел. На территории Московской области существует два типа посёлков, которые формально относятся к населённым пунктам городского типа — дачные посёлки и рабочие посёлки; последние более многочисленны, переписью населения 2010 года в области учтено 60 рабочих посёлков (четыре из которых, являющиеся ЗАТО, образуют городские округа; остальные 56 образуют городские поселения), а дачных посёлков учтено только 12 (все они образуют городские поселения). Характерной особенностью расселения в Московской области является сезонная субурбанизация. Число садово-огородных посёлков в субъекте значительно превышает число сельских населённых пунктов (в 2008 году 10,6 тыс. и 6,2 тыс. единиц соответственно).
В Московской области расположена часть одной из крупнейших агломераций мира — московской (в зависимости от методов подсчёта населения занимает 15-18 место). В настоящее время под Московской агломерацией в широком масштабе подразумевается не только Москва с непосредственно примыкающими к ней населёнными пунктами, а Москва с двумя пригородными поясами и вся Московская область (столичный регион) с третьим поясом. Пригородная зона Москвы, границы которой проходят на расстоянии 50—70 км от Москвы по мнению географа В. Г. Глушковой и является собственно Московской агломерацией (со включением Москвы).

## Административно-территориальное устройство

### Административно-территориальное деление
Для осуществления функций государственного управления Московская область, в соответствии с законом Московской области от 31 января 2013 года № 11/2013-ОЗ «Об административно-территориальном устройстве Московской области» (с изменениями на 28 декабря 2020 года), подразделяется на (по состоянию на 2025 год):
- города областного подчинения (48)
- посёлки городского типа областного подчинения (3)
- закрытые административно-территориальные образования (5)

Для осуществления местного самоуправления в области выделены (по состоянию на 2025 год):
- городские округа (42)
- муниципальные округа (14)

### Органы власти
Государственную власть в Московской области осуществляют органы государственной власти Московской области, а также федеральные суды и федеральные органы исполнительной государственной власти. Органы государственной власти Московской области располагаются в Москве и Красногорске.
Органами государственной власти и должностными лицами Московской области являются:
- Московская областная дума — законодательный (представительный) орган государственной власти, (сформирована 12 декабря 1993 года) — 50 депутатов; срок полномочий депутатов — 5 лет[9]. Избирается населением области (одна половина состава — по партийным спискам, другая — по одномандатным округам), действующий состав сформирован в сентябре 2021 года. Здание думы расположено в Красногорске, на бульваре Строителей, д.7[137].
- Губернатор Московской области — высшее должностное лицо; срок полномочий губернатора — 5 лет[9]. Избирается жителями области в соответствии с Уставом Московской области и федеральным законом[138]. Последние выборы губернатора Московской области состоялись в единый день голосования 10 сентября 2023 года, победу на них одержал Андрей Воробьёв.
  - Вице-губернаторы Московской области. Назначаются губернатором по согласованию с областной Думой на срок полномочий губернатора.
- Правительство Московской области — высший, постоянно действующий, коллегиальный орган исполнительной государственной власти. Центральные исполнительные органы государственной власти — министерства, которых в Московской области насчитывается 17[139]. Здание правительства расположено на территории городского поселения Красногорск[140]. Председателем правительства является Первый Вице-губернатор Московской области — Председатель Правительства Московской области[139].

Министры Правительства Московской области назначаются губернатором Московской области, ряд министров назначается по согласованию с Московской областной Думой. Полномочия, задачи, функции и компетенция деятельности Правительства Московской области определяются Уставом Московской области, Законом Московской области «О Правительстве Московской области», а также другими законами Московской области.
- центральные исполнительные органы государственной власти
- территориальные исполнительные органы государственной власти

Московская область обладает тесными экономическими и социально-культурными связями с Москвой, однако отношения между руководством области и столицы вследствие борьбы за трудовые ресурсы и земельные участки, разногласий по вопросам утилизации отходов и территориального развития нередко являются напряжёнными; многие из конфликтов в последние годы решались не в пользу Московской области.

### Официальная символика
Основными символами Московской области как субъекта РФ являются герб и флаг, принятые Московской областной Думой 3 декабря 1997 года и утверждённые губернатором А. С. Тяжловым 9 марта 1999 года.
Герб Московской области представляет собой червлёный (красный) щит с изображением Георгия Победоносца на коне, поражающего змея. Законом «О гербе Московской области» установлены три равнодопустимые версии герба:
полный герб (щит увенчан золотой Императорской короной и дополнен лентами трёх орденов Ленина), коронованный гербовый щит и гербовый щит. За основу современного герба Московской области взят исторический герб Московской губернии 1856 года. Флаг области составлен на основе герба и представляет собой прямоугольное двухстороннее красное полотнище с отношением ширины к длине 2:3, воспроизводящее в крыже фигуры из гербового щита. Ширина основного элемента герба (фигуры Георгия Победоносца), размещаемого в левом верхнем углу полотнища, составляет 1/5 длины флага.

## Экономика
Структура суммарного оборота организаций по видам экономической деятельности. По данным Росстата на 2010 год
 Сфера услуг (52,9 %) Обрабатывающая промышленность (25,5 %) Энергетика (4,9 %) Прочее (16,7 %)
Экономика Московской области — третья среди субъектов Российской Федерации по объёму ВРП (2016 г.). Объём валового регионального продукта области в 2017 году составил 3,8 трлн рублей; наиболее значительные доли в структуре ВРП занимают оптовая и розничная торговля (25 %), обрабатывающая промышленность (20,2 %), операции с недвижимым имуществом (11,9 %), транспорт и связь (8,6 %).
Численность рабочей силы на 1 января 2017 года составляла 4,078 млн человек. Уровень зарегистрированной безработицы 2017 году составил 3,2 %. Среднемесячная номинальная заработная плата работников организаций в 2017 году составила 46,9 тыс. руб., 7,3 % населения имело доходы ниже прожиточного минимума.
Важной особенностью экономико-географического положения области является её соседство с Москвой: с одной стороны, близость столицы способствует развитию промышленности и науки в области, делает область миграционно привлекательным регионом, с другой стороны — Москва «перехватывает» трудовые ресурсы области, в московский бюджет поступают налоги значительной части населения области, работающей в Москве. В 2010 году в субъекте было зарегистрировано 224,2 тыс. предприятий и организаций; при этом наибольшее их число (66,0 тыс.) относилось к сфере услуг, значительно было также число предприятий обрабатывающей промышленности (24,2 тыс.) и строительства (21,2 тыс.). Оборот предприятий и организаций в 2010 году составил 4 589,3 млрд руб. (3-е место по России после Москвы и Тюменской области), при этом наибольший оборот имели, опять же, предприятия сферы услуг (2428,9 млрд руб). 88,2 % предприятий в 2018 году находились в частной собственности.

### Бюджет

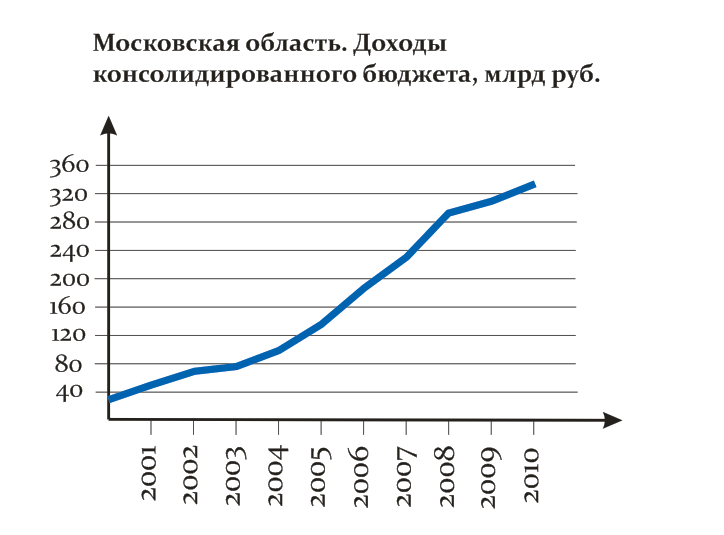
Доходы консолидированного бюджета Московской области по данным Росстата, млрд руб. 2000—2010 годы

Бюджет Московской области на 2022 год составил:
- доходы — 759 миллиардов рублей
- расходы — 805 миллиардов рублей

Дефицит бюджета — 5,7 % от расходов. Основные статьи доходов — налоги на прибыль организаций (38,7 %) и на доходы физических лиц (35,3 %), а также акцизы (7,4 %) и безвозмездные поступления от бюджетов других субъектов РФ (9 %). Концентрация налоговой базы для субъекта не характерна (так, крупнейший налогоплательщик — ГУП «Мособлгаз» — ежегодно перечисляет в бюджет менее 1 % собственных доходов региона). Свыше 60 % расходов областного бюджета имеет социальную направленность (24 % расходов выделяется на образование, 23 % на социальную политику, 14 % на здравоохранение). Крупными статьями расходов являются также общегосударственные вопросы (15 %), национальная экономика (14 %, в том числе 9 % — дорожное хозяйство), жилищно-коммунальное хозяйство (4 %) Государственный долг Московской области на 1 января 2019 года составил 128 млрд рублей.
Существенное влияние на экономику Московской области и, в частности, на размер её бюджета оказала передача с 1 июля 2012 года части территории Московской области Москве; так, по мнению бывшего губернатора Московской области Сергея Шойгу, в связи с расширением Москвы Московская область может ежегодно недополучать 35 млрд рублей налогов.

### Промышленность
По объёму промышленного производства Московская область занимает среди регионов России второе место (после Москвы), в области работают десятки предприятий общероссийского значения. Стоимость промышленной продукции в 2018 году составила 2995,4 млрд рублей; 86,8 % приходилось на обрабатывающие производства. Промышленность региона использует преимущественно привозное сырьё; она основывается на мощной научно-технической базе и высококвалифицированных трудовых ресурсах; тесно связана с промышленностью Москвы. География размещения промышленности Московской области связана с радиально-кольцевой системой транспортных путей: промышленные города «нанизаны» на радиусы железных дорог, расходящихся из Москвы; кольца же образованы городами, находящимися на примерно равном расстоянии от Москвы. Первое кольцо образуют города — спутники Москвы (Мытищи, Люберцы, Балашиха и др.), в числе городов второго кольца города, находящиеся на расстоянии свыше 50 километров от МКАД (Клин, Орехово-Зуево, Кашира и др.). Другой особенностью размещения промышленности области является её наиболее высокая концентрация на северо-восточном от Москвы направлении (условными границами этого сектора можно считать Дмитровское шоссе и трассу М5 «Урал»). На востоке области исторически размещались предприятия лёгкой промышленности, машиностроительные заводы, предприятия оборонного комплекса; многие из этих предприятий прекратили работу в 1990-е годы. В ходе новой волны индустриализации, начавшейся в 2000-е годы, создавались преимущественно предприятия, направленные на удовлетворение потребительского спроса (пищевая промышленность, производство мебели и строительных материалов); зачастую эти производства создавались при участии иностранных инвесторов.
Среди муниципальных образований Московской области лидерами по объёму отгружённой продукции являются Ступинский, Мытищинский, Раменский, Щёлковский, Рузский и Чеховский районы. Ведущие отрасли промышленности в 2018 году — пищевая промышленность (24,6 % производимой продукции), машиностроение (22,3 %), химическая промышленность (18,3 %), металлургия (14,7 %), издательская и полиграфическая деятельность (10,5 %). По темпам роста промышленного производства выделяется Волоколамский район (в 2011 году — 185 %).

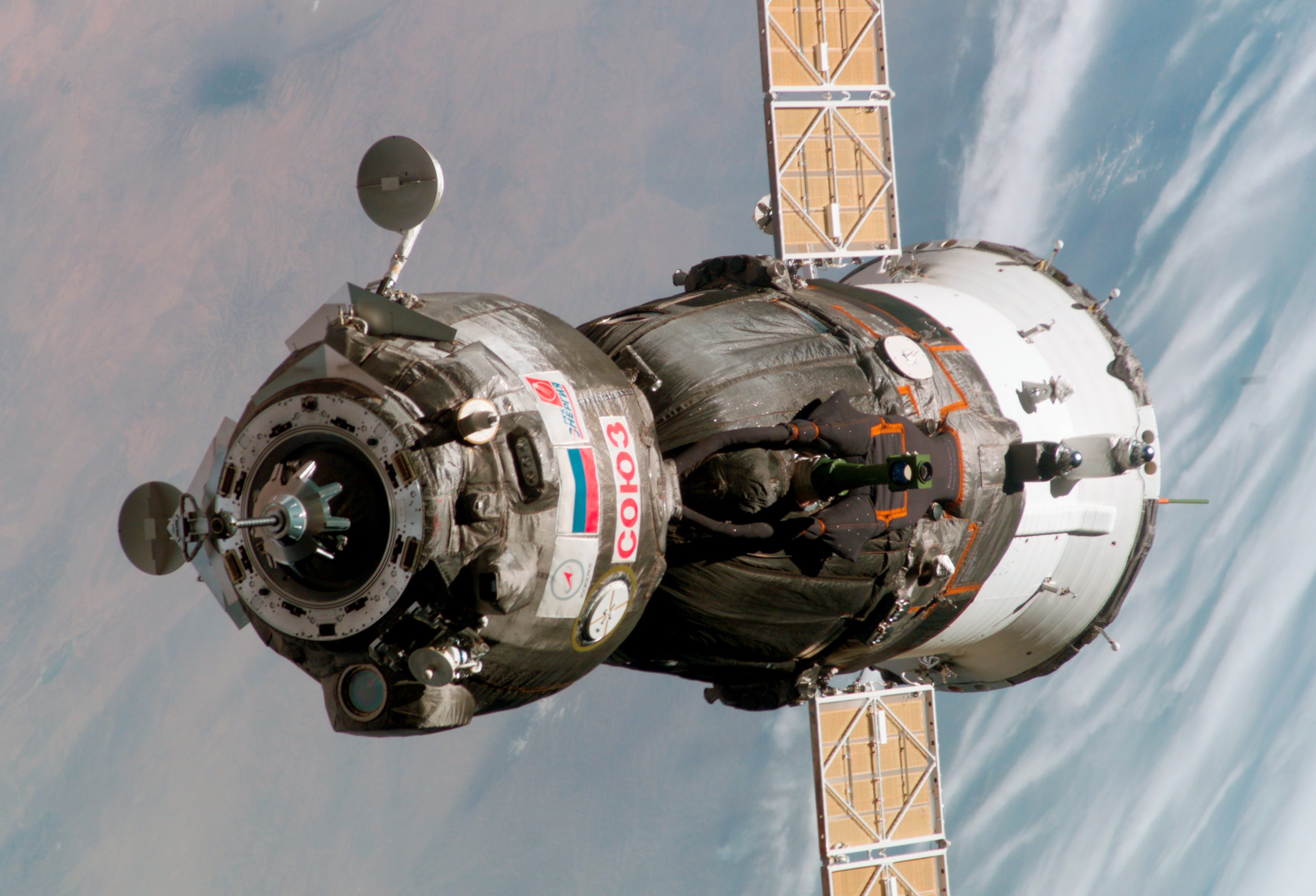
«Союз ТМА-6», разработанный в РКК Энергия

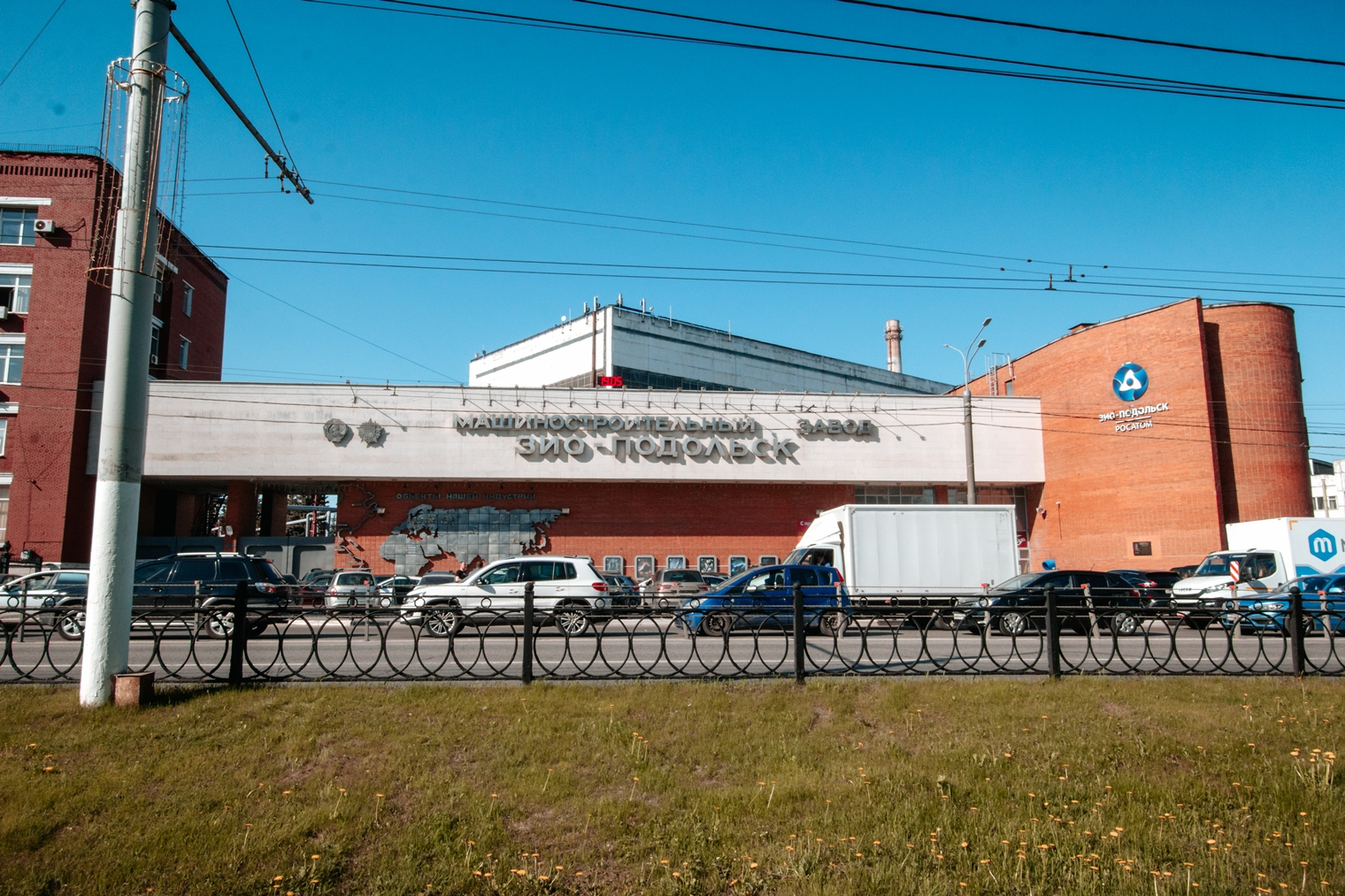
Машиностроительный завод «ЗиО-Подольск» в Подольске на улице Орджоникидзе

В Московской области развиты машиностроение и металлообработка. Производится оборудование тепловой и ядерной энергетики (ЗиО-Подольск), ядерного топлива (Электросталь — «ТВЭЛ»); космическая и ракетная техника (Королёв — РКК «Энергия», Химки — НПО Лавочкина, Реутов — НПО машиностроения, Дзержинский — МКБ «Горизонт» и т. д.); магистральные тепловозы (Коломенский завод), вагоны метро (Мытищи — Метровагонмаш), электропоезда (Демиховский машиностроительный завод); автомобили (СеАЗ), автобусы (Ликино-Дулёво — Ликинский автобусный завод, Голицыно и Яхрома); сельскохозяйственные машины, экскаваторы и краны (Люберцы, Дмитров, Балашиха); высококачественные стали (Электросталь); оборудование лёгкой промышленности (основные центры — Коломна, Климовск, Подольск); кабели (Подольск); оптические приборы (Красногорский завод им. С. А. Зверева, Лыткаринский завод оптического стекла).
На территории области — особая концентрация предприятий оборонного комплекса (Российский центр демонстрации вооружения, военной техники и технологий в Красноармейске, самолётостроительное производство корпорации МиГ в Луховицах, ОАО «Камов», НПП «Звезда», Государственный научно-исследовательский институт авиационных систем, Фазотрон-НИИР и многие другие).
Одной из ведущих отраслей специализации Московской области является строительство. По показателям ввода жилья в последние годы Московская область значительно превышает среднероссийский уровень. Как следствие, развита промышленность строительных материалов. Действуют цементные производства в Воскресенске и Коломне (Щуровский цементный завод), завод сухих строительных смесей в Красногорске и множество керамических производств. Развита деревообрабатывающая промышленность (в Бронницах, Шатуре и др.). В Мытищах работает завод по производству инновационного целлюлозного утеплителя эковаты («Промэковата»). Московская область имеет одни из самых высоких объёмов производства кирпича, а также сборных железобетонных конструкций и деталей.
Химическая промышленность работает в основном на привозном сырьё. Производятся кислоты (Щёлково), минеральные удобрения (Воскресенск — производственные объединения «Фосфаты» и «Минудобрения»), синтетическое волокно (Серпухов и Клин), пластмассовые изделия (Орехово-Зуево), лаки и краски (Сергиев Посад, Одинцово), фармацевтические изделия (Старая Купавна) и т. д.

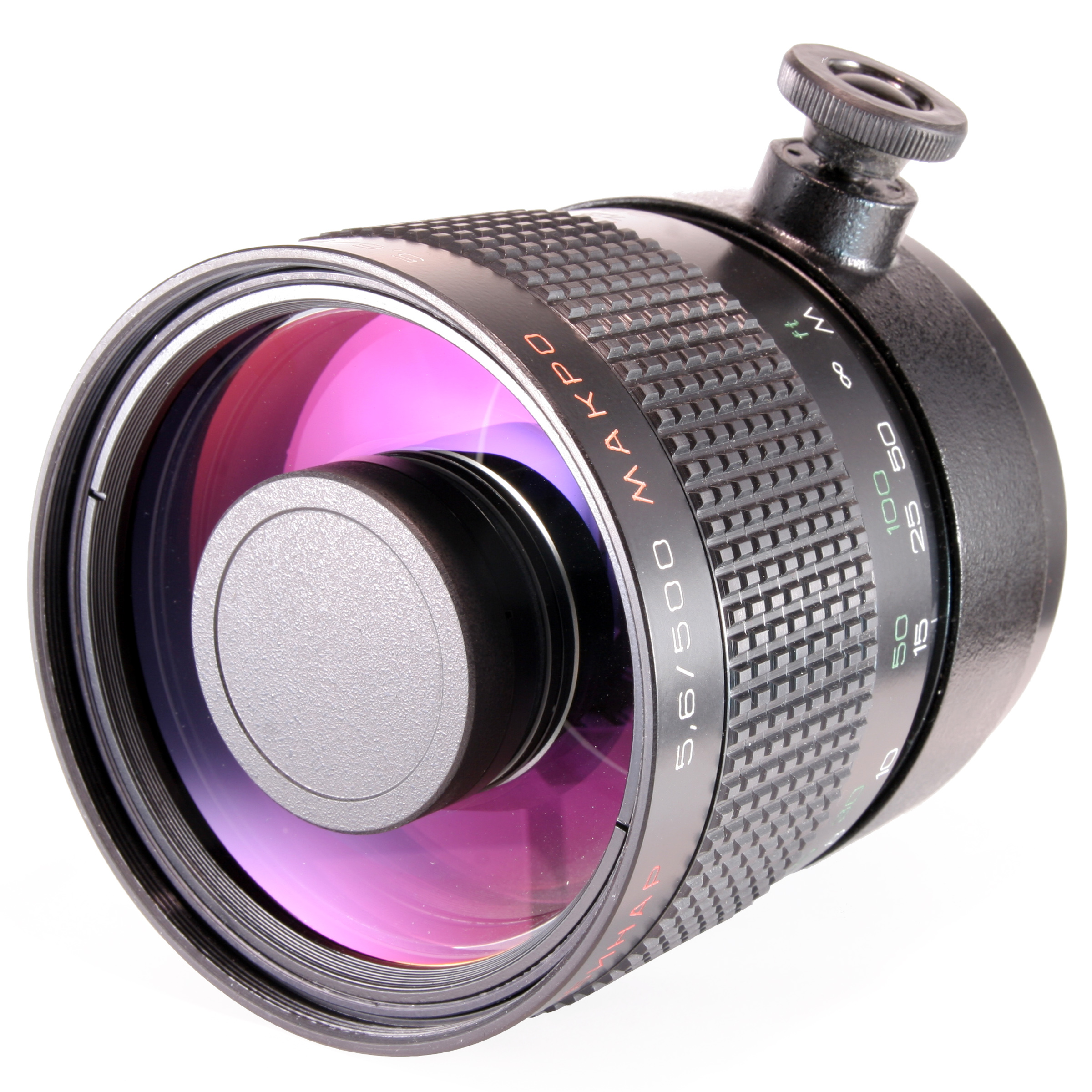
Объектив «Рубинар 5,6/500» производства Лыткаринского завода оптического стекла
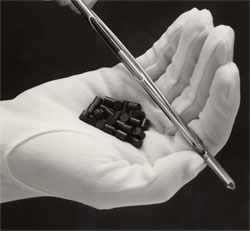
Топливные элементы для ядерных реакторов, производятся на «Элемаше» (Электросталь)
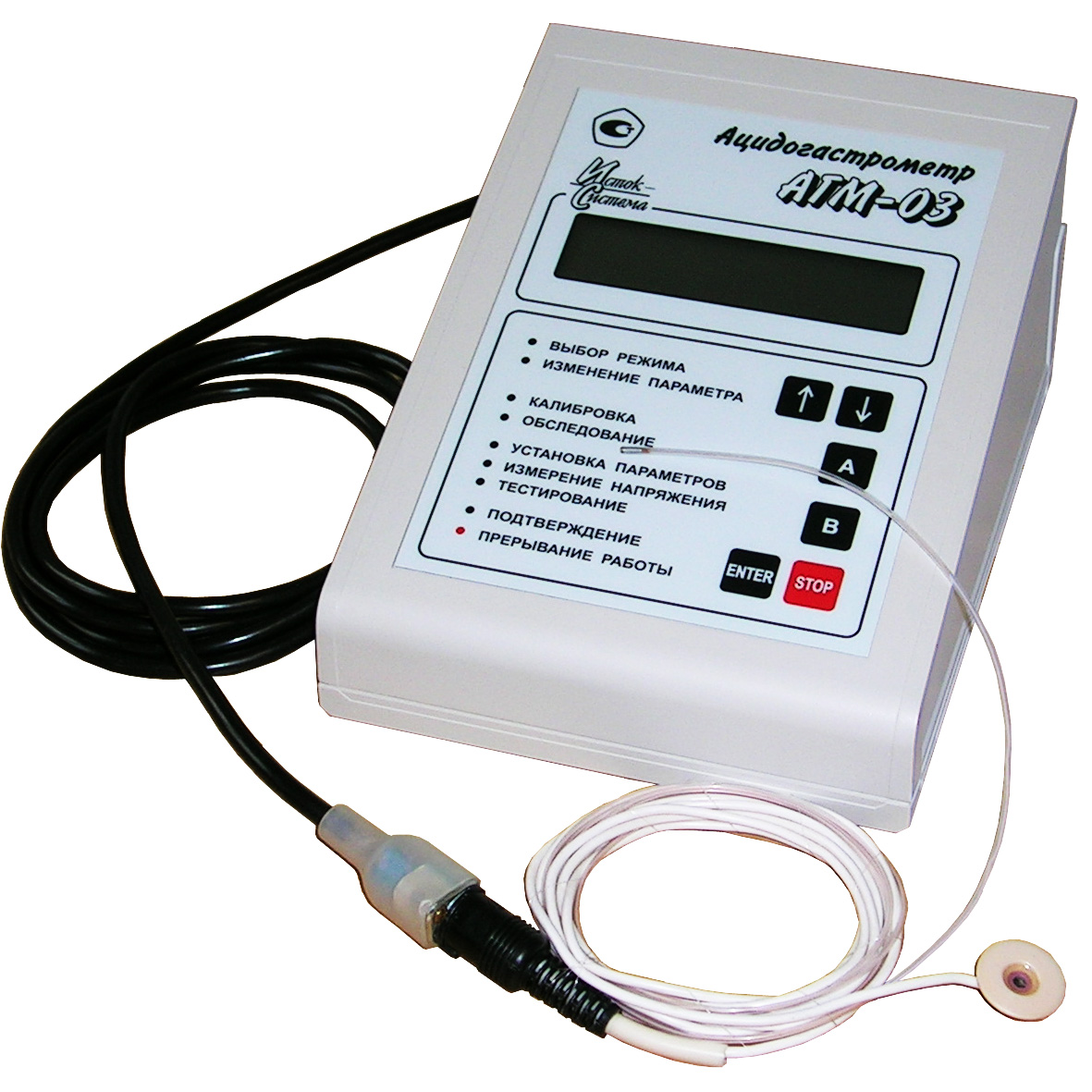
Ацидогастрометр «АГМ-03» для эндоскопической pH-метрии производства предприятия «Исток-Система»

Во многих городах действуют предприятия пищевой промышленности. Область занимает одно из ведущих (в 2010 году — 2-е) мест в России по производству мяса и субпродуктов пищевых убойных животных, а также мяса птицы. По производству водки Московская область является лидером среди субъектов Российской Федерации (по производству ликёроводочных изделий с содержанием спирта до 25 % область занимает более скромное 12-е место). Важное место в структуре пищевой промышленности области принадлежит также производству цельномолочной продукции (в 2010 году объёмы производства цельномолочной продукции были третьими по России после Москвы и Краснодарского края).
Ранее ведущей отраслью являлась лёгкая промышленность (на неё приходилось свыше 35 % валового промышленного производства области), которая начала развиваться в окрестностях Москвы уже в XVIII веке. Таким образом, лёгкая промышленность — старейшая промышленная отрасль в регионе. Сохранилось хлопчатобумажное (в городах Егорьевске, Ногинске, Орехово-Зуеве) и шерстяное (в городах Павловском Посаде, Пушкине) производства. Производятся также трикотажные изделия (в Ивантеевке, Дмитрове). В 2010 году по производству тканей область занимала лишь 11-е место в России (при этом по производству обуви — 2-е).
На территории области сосредоточено около половины российских наукоградов, где ведутся научно-исследовательские, опытно-конструкторские и опытно-экспериментальные разработки (Дубна, Жуковский, Королёв, Протвино, Пущино и другие). Инвестиционные проекты в области нанотехнологий реализуются в Дубне, Краснознаменске, Хотькове; в городе Фрязино формируется научно-производственный кластер «Фотоника», суммарный объём инвестиций в создание которого оценивается в 150 млн долларов.
Развиты художественные промыслы (гжельская керамика, жостовские подносы, федоскинская лаковая миниатюра, игрушечный промысел). Действуют фаянсово-фарфорные заводы в Ликино-Дулёве (Дулёвский фарфоровый завод) и Вербилках («Фарфор Вербилок»).

### Энергетика

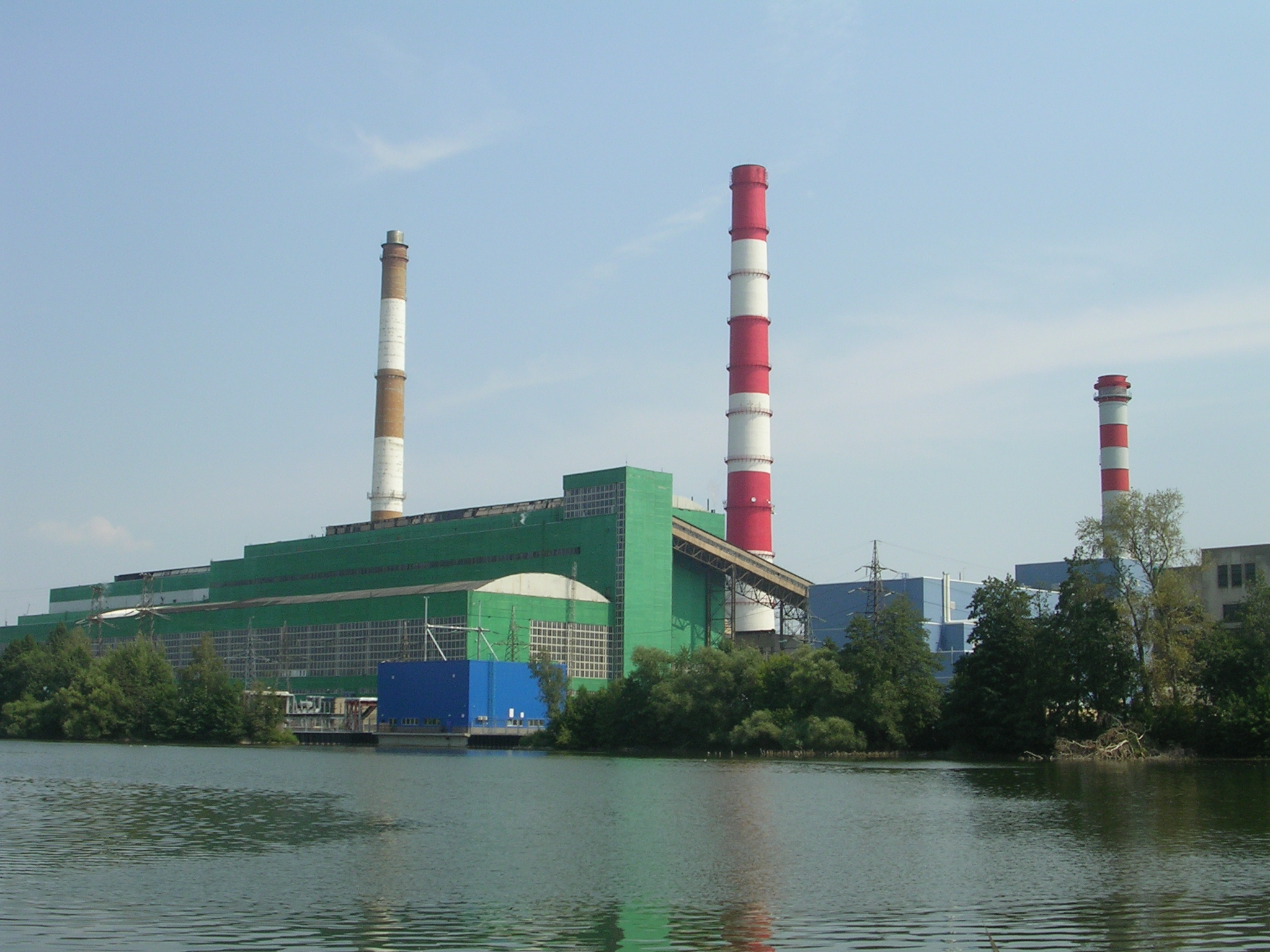
Крупнейший источник электроэнергии в Московской области — Шатурская ГРЭС

Московская энергосистема является частью Объединённой энергосистемы Центра и обслуживает потребителей Москвы и Московской области. Ключевые особенности Московской энергосистемы — жёсткая экологическая политика, высокая концентрация генерирующих мощностей на небольшой площади, преобладание в структуре генерирующих мощностей тепловых электростанций (свыше 80 %). Общая установленная мощность электростанций области в 2010 году составляла 8,2 МВт. Электроэнергию вырабатывают: Шатурская ГРЭС (1500 МВт), Дзержинская ТЭЦ № 22 (1300 МВт), ТЭЦ-27 (1060 МВт), пиковые Загорская ГАЭС (1200 МВт) и Электрогорская ГРЭС (623 МВт), Каширская ГРЭС (410 МВт), а также несколько менее крупных электростанций. Основным энергетическим проектом региона является строительство Загорской ГАЭС-2 мощностью 840 МВт. Несмотря на большие абсолютные показатели производства электроэнергии, область является импортёром электроэнергии: в 2010 году производство составляло 30,1 млрд кВт•ч, потребление значительно его превышало (45,4 млрд кВт•ч); в структуре потребления основными потребителями являются обрабатывающие производства и население.
Газораспределительную систему Московской области эксплуатирует ГУП МО «Мособлгаз»; это же предприятие поставляет природный газ населению; магистральные газопроводы эксплуатирует ООО «Газпром трансгаз Москва». Компания «Газпром межрегионгаз Москва» является основным поставщиком природного газа, на независимых поставщиков приходится не более 15 % поставок. В 2006—2010 годах потребление природного газа в Московской области составило более 108 млрд м3, общий уровень газификации области в 2010 году превысил 90 %.
Московская область обладает одной из наиболее развитых в России систем нефтепродуктообеспечения; ежегодно в область ввозится 2,5—3 млн т автомобильного бензина и около 1,5 млн т дизельного топлива, аэропорты региона — крупнейшие в стране потребители авиационного керосина. Транспортировкой и реализацией нефтепродуктов в области занимается ОАО «Мостранснефтепродукт» обслуживающий кольцевой нефтепродуктопровод, с помощью которого перераспределяются потоки поступающего с Московского, Рязанского и Нижегородского нефтеперерабатывающих заводов топлива. В 2010 году в области действовало 1,3 тыс. коммерческих автозаправочных станций и комплексов; реализацией нефтепродуктов в Московской области занимаются почти все крупные нефтяные компании России («Роснефть», «Татнефть», «Газпром нефть», ТНК-BP, «Лукойл»).

### Сфера услуг

#### Торговля, финансовые услуги и туризм

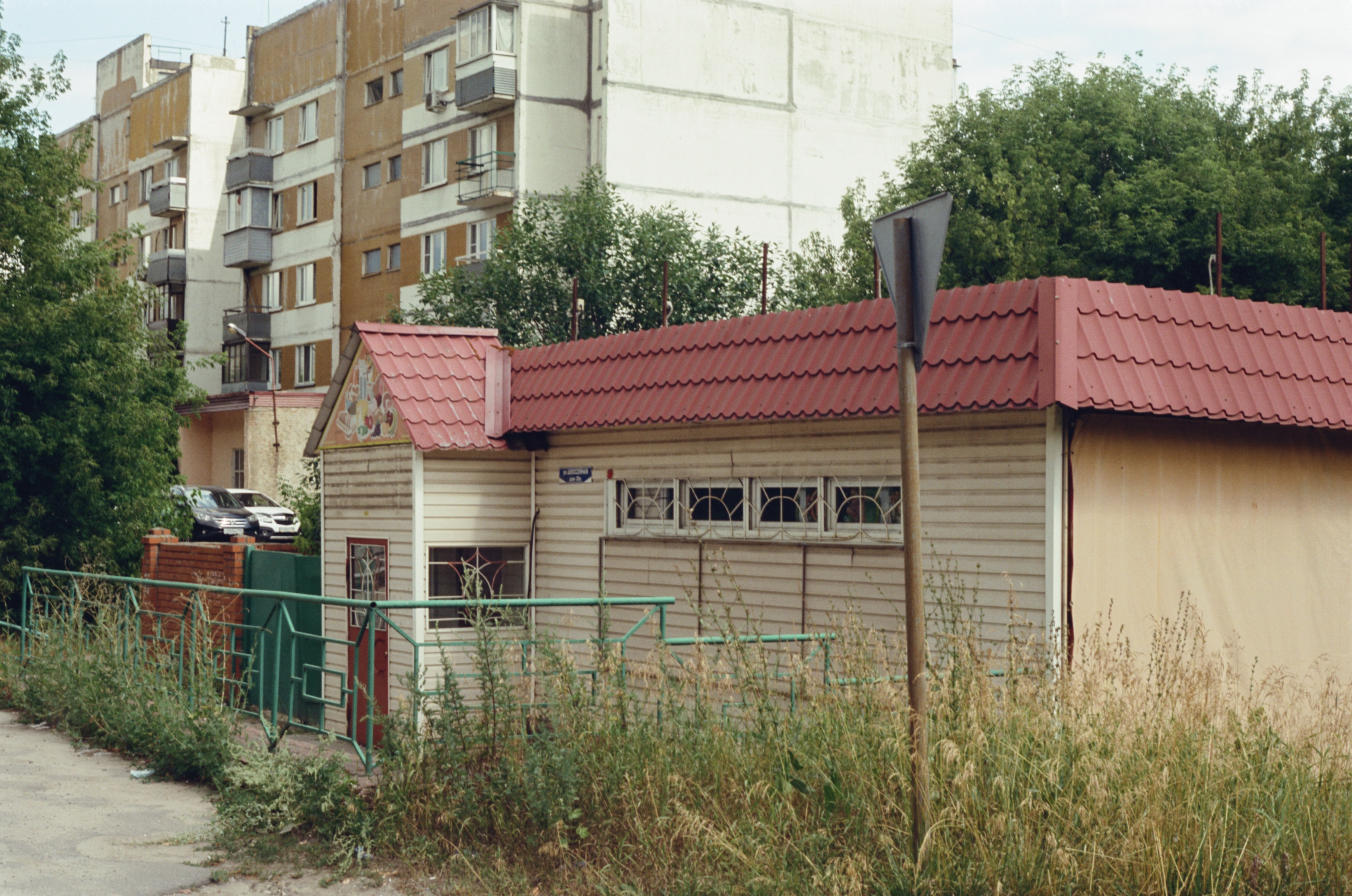
Типичный поселковый коммерческий магазин, открывшийся в конце 1990-х и закрытый в 2010-х после прихода торговых сетей

В Московской области хорошо развита торговля. В течение 2000-х годов шёл процесс активного развёртывания землеёмких форм крупного торгового бизнеса на прилегающих к МКАД территориях Московской области; был построен ряд крупных (площадью до 50 тыс. м2) торговых центров сетей IKEA, Metro AG, Ашан и др. Развита сетевая торговля — в большинстве районных центров действуют магазины крупных сетей «Пятёрочка», «Магнит» и др. Офисы многочисленных фирм, оказывающих разнообразные услуги, ориентированные на населения Москвы и области, расположились в ближайших в Москве районах; в области расположено много складских и логистических центров.

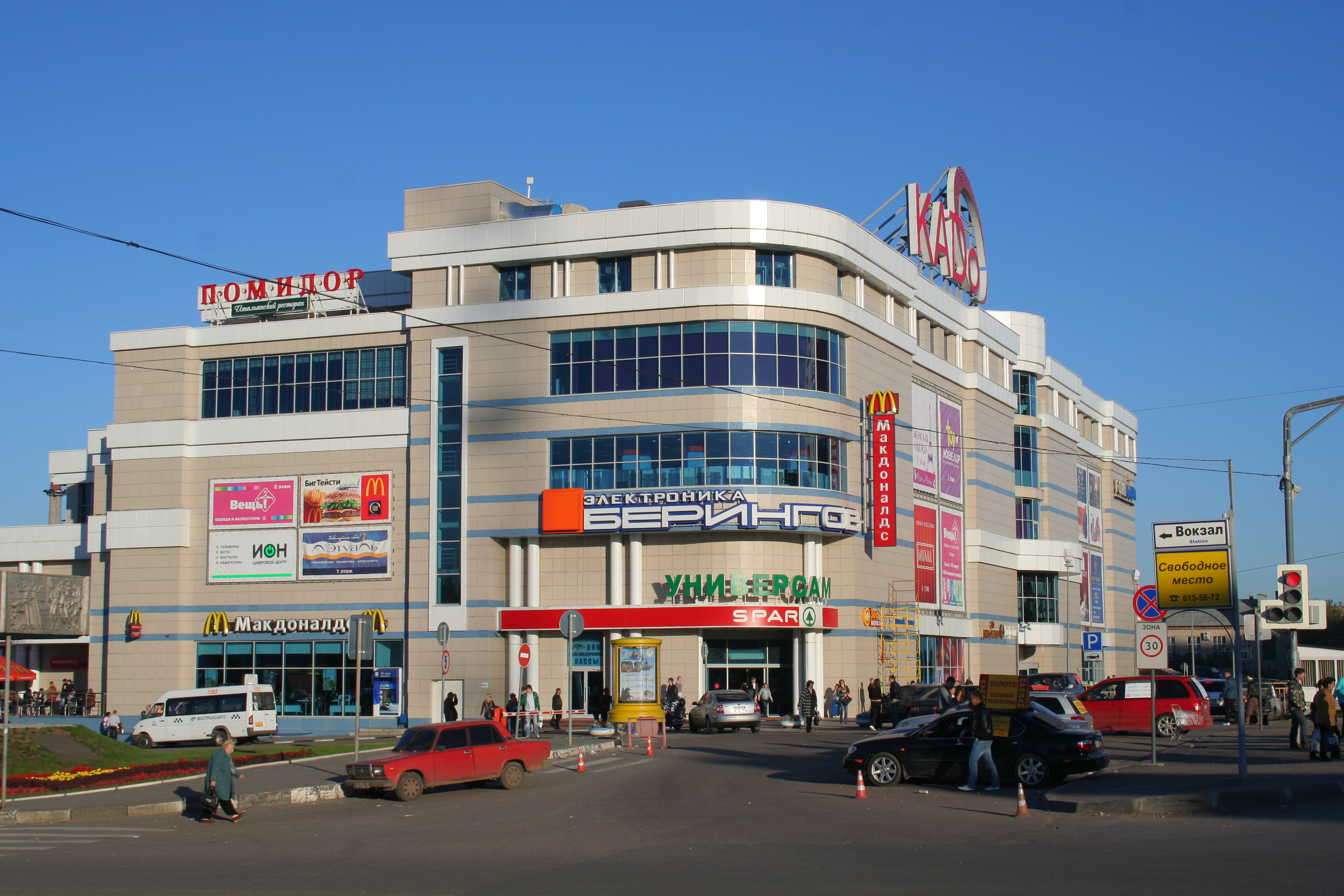
Торговый центр в Коломне

Область хорошо обеспечена банковскими услугами. В 2011 году в субъекте действовало 11 кредитных организаций и 83 филиала. Суммарный размер вкладов физических и юридических лиц (в 2011 году — 443,8 млрд руб.) — третий по величине в России (после Москвы и Санкт-Петербурга). Средний размер вклада на рублёвых счетах в Сберегательном банке РФ 2011 году составил 19,3 тыс. руб. (3-е место в Российской Федерации).
В области также развита индустрия туризма; в 2013 году на территории субъекта действовало свыше 180 гостиниц и более 800 турфирм, число посетивших область туристов в 2019 году достигло 15 млн (из них 2 млн — иностранных). Курортно-оздоровительный комплекс Московской области включает свыше 1700 объектов рекреации (санаториев, домов отдыха, пансионатов, детских оздоровительных лагерей и др.). В окрестностях Яхромы, на склонах Клинско-Дмитровской гряды, действуют горнолыжные курорты («Волен», «Яхрома», «Сорочаны»); в области насчитывается более 10 горнолыжных комплексов. В Московской области функционирует ряд спортивно-развлекательных парков («Дракино» в Серпуховском районе, «Огниково» в Истринском и др.). С 2000-х годов началось строительство таких современных комплексов отдыха как загородные отели, специализирующиеся на SPA-услугах, и дачные отели. Одним из крупнейших проектов в сфере туризма является строительство тематического парка «Россия» в городском округе Домодедово. Важнейшей проблемой туристической сферы в Московской области является недостаточное развитие туристической инфраструктуры — в частности, недостаточное количество объектов питания, хороших подъездных путей к достопримечательностям, малое использование историко-культурного потенциала исторических городов Московской области в целях туризма.

#### Связь и СМИ

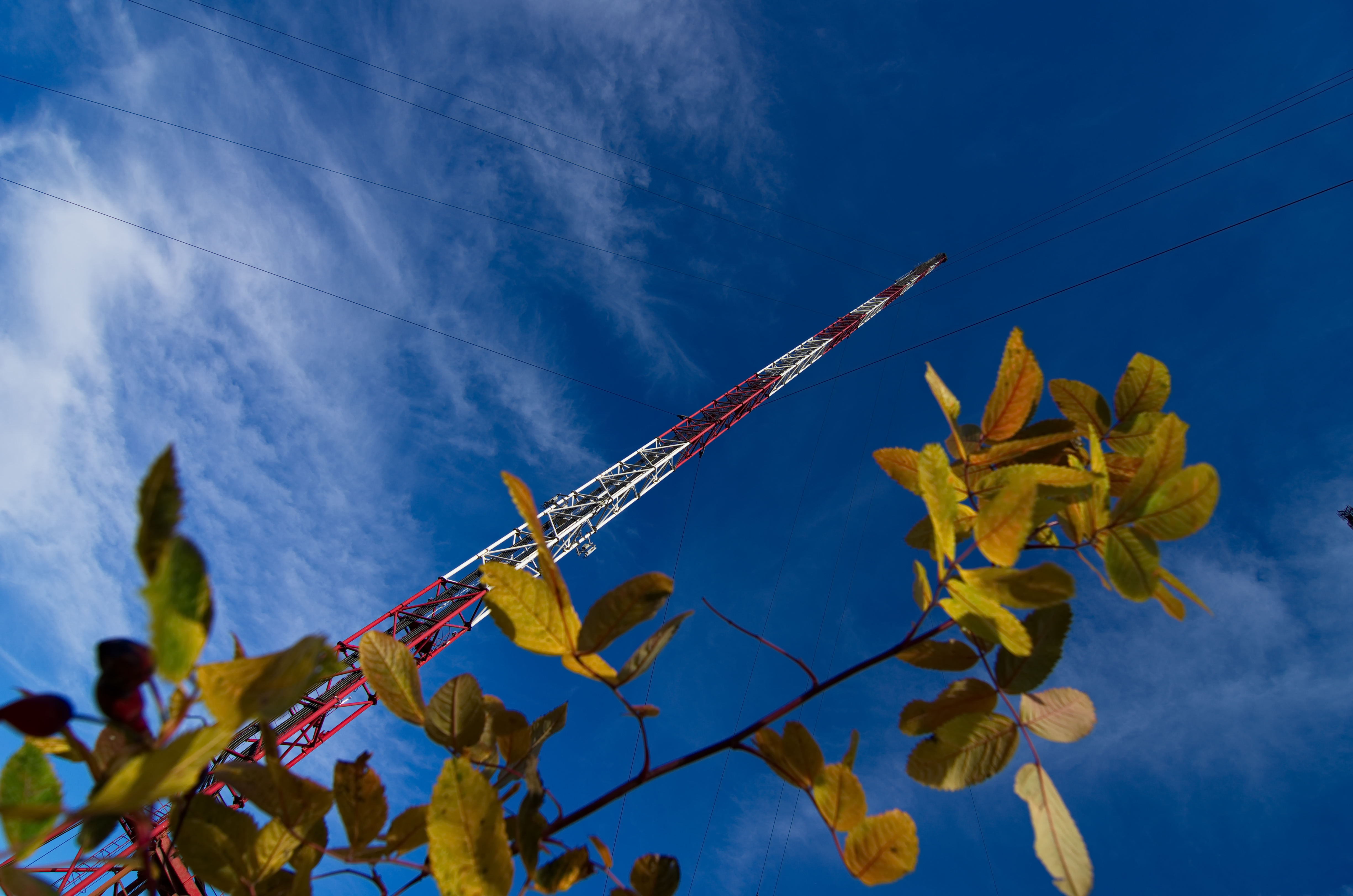
Мачта балашихинского радиоцентра — самое высокое сооружение в области

Основная часть области охвачена передатчиками Останкинской башни. Кроме того, расположено несколько крупных радиоцентров: Балашихинский, Талдомский, Шатурский, Зарайский, Волоколамский, Электростальский, Щёлковский и Лесной, вещающие собственные наборы радио- и телеканалов. Помимо центральных каналов, в области распространяется телеканал «360°» и «Радио-1». Крупнейший областной телеканал — «360° (Подмосквье)». В ограниченном охвате вещают местные радио и телевизионные каналы («Дубна», «Вечерний Дмитров», «Коломенское ТВ» и другие). Крупнейший оператор фиксированной связи — Ростелеком, действуют также многочисленные операторы широкополосного доступа. Регион полностью охвачен мобильной связью, в субъекте работает свыше двухсот коммерческих операторов связи.
По всей Московской области сейчас насчитывается примерно 180 тысяч абонентов проводного вещания;
последние передатчики нижнего УКВ-диапазона остались лишь в Наро-Фоминске, Раменском и Чехове.
На территории области действует свыше 50 информагентств, практически в каждом районном центре печатаются местные муниципальные, общественные и рекламные газеты (в 2018 году выпускалось 146 газет и журналов). Доставка периодики и корреспонденции осуществляется с помощью почтовых отделений области — 21 почтамт и 1,1 тыс. почтовых отделений (обеспеченность населения отделениями почтовой связи — 1,7 на 10 000 жителей). В Московской области был открыт первый в России автоматизированный сортировочный почтовый центр, расположенный в посёлке Львовский бывшего Подольского района и имеющий мощность до 3 млн почтовых отправлений в день.

#### Жилищно-коммунальное хозяйство
По объёму жилищного фонда область занимает второе место среди субъектов России после Москвы; в 2010 году общая площадь жилых помещений составила 144,6 млн м². Динамика объёма жилищного фонда представлена в нижеприведённой таблице; рост объёма жилищного фонда с 1995 года более чем в два раза обусловлен высокими темпами строительства жилья в Московской области в последние годы.
|                       | 1995 | 2000 | 2005 | 2010 |
| --------------------- | ---- | ---- | ---- | ---- |
| Жилищный фонд, млн м² | 123  | 142  | 164  | 205  |

На конец 2010 года на одного жителя приходилось 28,8 м² жилых помещений, что выше среднероссийского показателя (22,6 м²). Объём коммунальных услуг, предоставляемых на душу населения в Московской области, — 12,3 тыс. руб. в 2011 году — самый высокий по Центральному федеральному округу и один из самых высоких в России (в 2011 году — 8-е место). Показатели благоустройства жилого фонда в Московской области также высокие: в 2010 году 81,6 % жилых помещений обеспечено водопроводом, 86,2 % — отоплением, 73,9 % — горячим водоснабжением. 69,3 % жилых помещений газифицировано. Управление жилым помещениями по данным на конец 2010 года осуществляли 414 частных и 162 муниципальных организации, в 5 % многоквартирных домов были созданы товарищества собственников жилья. Основные проблемы жилищно-коммунального комплекса области — сильная изношенность коммунальной инфраструктуры (55 % в 2010 году; в некоторых городах и районах до 80 %), ветхое состояние сетей тепло- и водоснабжения, высокая доля убыточных предприятий жилищно-коммунального хозяйства.

### Строительство

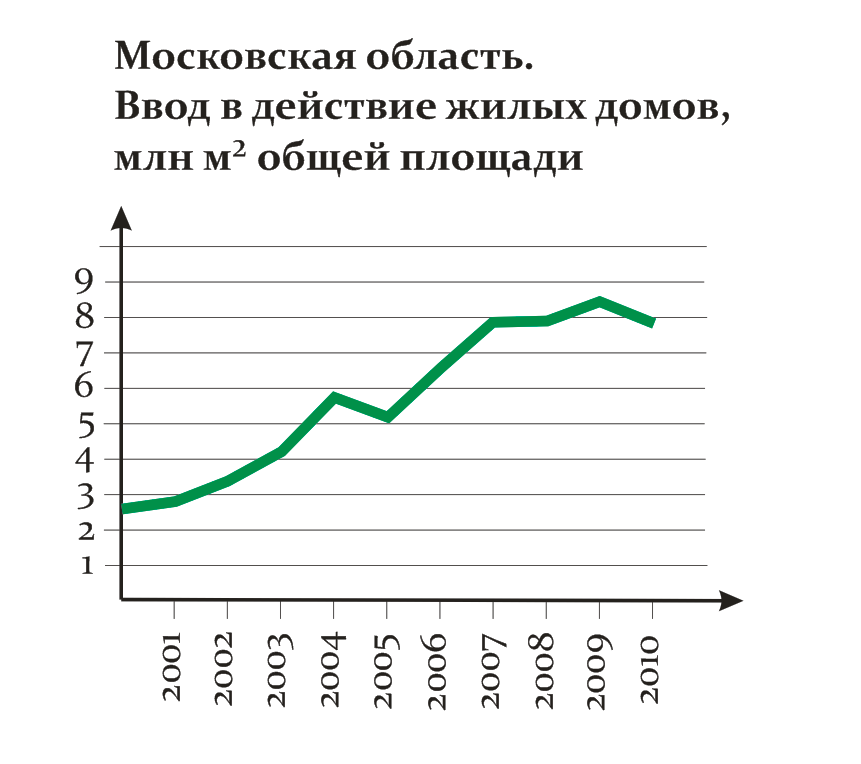
Ввод в действие жилых домов в Московской области по данным Росстата, млн м² общей площади. 2000—2010 годы

Московская область обладает одним из наиболее мощных в России строительных комплексов — в субъекте вводится 12—14 % от всего объёма строящегося в России жилья. В строительном комплексе области насчитывается около 8,6 тысяч организаций, в которых занято 700 тысяч человек.
В основе строительного комплекса лежит промышленность строительных материалов, представленная более чем тысячей предприятий и крупнейшая в РФ по объёмам выпускаемой продукции. Обеспеченность населения жильём в 2011 году (28,2 м² на одного жителя) в 2010 году была выше среднероссийской (22,8 м² на одного жителя). Вводимое жильё — главным образом многоэтажное, представленное комплексной застройкой городов и районов области. Отрицательно сказался на состоянии строительного комплекса области начавшийся в 2008 году финансово-экономический кризис, вследствие которого сократился объём вводимого жилья и сократились объёмы ипотечного кредитования. Остро стоит проблема замороженного строительства жилья; в 2012 году в Московской области насчитывалось свыше ста объектов замороженного или прекращённого строительства, на ряде объектов имелись проблемы с подключением к инженерным коммуникациям.

### Сельское хозяйство
На территории Московской области ведётся сельское хозяйство, представленное как растениеводством, так и животноводством. В сельском хозяйстве используется около 40 % территории Московской области; наименее освоены сельским хозяйством северные, восточные и западные окраинные районы. Большинство сельскохозяйственных предприятий расположено в районах в радиусе 30—100 км от Москвы. В южной части области, особенно к югу от Оки, в сельском хозяйстве используется более 50 % земель. Сельское хозяйство имеет преимущественно пригородную специализацию (производство овощей и столовой зелени в закрытом грунте, молока, куриных яиц, мяса бройлеров). В числе ведущих сельскохозяйственных предприятий области — агрохолдинги («Русское молоко», «Дмитровские овощи», агрокомплекс «Ногинский», «Дашковка» и другие), птицефабрики (Петелинская, Егорьевская, Ногинская, Загорская и другие).

#### Животноводство
Животноводство преобладает над растениеводством; развиты молочно-мясное скотоводство, птицеводство и свиноводство. Производство мяса птицы и яиц прибыльно, молока — убыточно. В 2020 году валовое производство молока в хозяйствах всех категорий Подмосковья составило 710 тысяч тонн.

##### Рыбоводство
В водоёмах региона распространено рыбоводство, крупнейшие хозяйства расположены в Егорьевском городском округе на Цнинских прудах, на Бисеровских прудах в Ногинском районе, Нарских прудах в Одинцовском, а в Дмитровском районе в посёлке Рыбное расположен рыбохозяйственный институт разводящий как рыбу, так и живую икру и личинки.

#### Растениеводство
Растениеводство характерно преимущественно для южной части области.
62 % площади занято под кормовыми культурами, 24 % — под зерновыми, 9 % — под картофелем, 6 % — под техническими культурами. Большие площади (преимущественно на юге и юго-востоке области) отведены под посевы зерновых: пшеницу, ячмень, овёс, рожь. Значительную роль в растениеводстве региона играет картофелеводство. Распространено тепличное овощеводство. Выращиваются также цветы, грибы (шампиньоны и др.).
В 2022 году были собраны рекордные 680 тысяч тонн зерновых и зернобобовых (в 2021 году — 469 тысяч тонн), сбор масличных установил рекорд в 84 тысяч тонн (в 2021 году — 64 тысяч тонн). По овощам открытого грунта (336 тысяч тонн) и картофелю (400 тысяч тонн) Московская область заняла 2 место в ЦФО. За 2022 год в оборот вводится 44 тысяч га неиспользуемых сельхозземель.
По сельскому хозяйству болезненный удар нанёс кризис 1990-х годов, из которого регион не может выбраться до сих пор. Многие земли, занятые ранее под культуры и пастбища, сегодня выведены из оборота. Посевные площади сельскохозяйственных культур сократились с 1224 тысяч га в 1990 году до 579 тысяч га в 2018 году.
| тыс. гектар | 1249 | 1224,1 | 1096,4 | 997,9 | 699,4 | 550,7 | 579,1 |

##### Тепличное хозяйство
Распространено тепличное овощеводство, например, в г. Московский имеется крупнейший в Европе тепличный комплекс. Выращиваются также цветы, грибы (шампиньоны и др).

## Транспорт

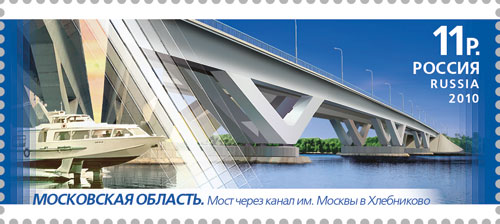
Почтовая марка России, 2010 год. Мост через канал им. Москвы в посёлке Хлебниково Московской области

Московская область имеет весьма обширную транспортную сеть, включающую автомобильные и железные дороги, водные пути по крупнейшим рекам, озёрам и водохранилищам. Структура наземных линий представляет собой ряд магистралей, расходящихся от Москвы во всех направлениях и соединённых кольцами. По территории области проходят два кольца автомобильных дорог и Большое кольцо Московской железной дороги. В сфере транспорта в 2010 году работало около 165 тыс. чел. — 7,7 % работающего населения области.
Однако, несмотря на свои масштабы, транспортная сеть региона развита недостаточно и не отвечает современным требованиям. В последние годы около половины автодорог региона работает в условиях перегрузки, три четверти — не соответствует нормативным требованиям по транспортно-эксплуатационным показателям. Кроме того, большая часть дорожной сети субъекта находится в плохом техническом состоянии.

### Железнодорожный

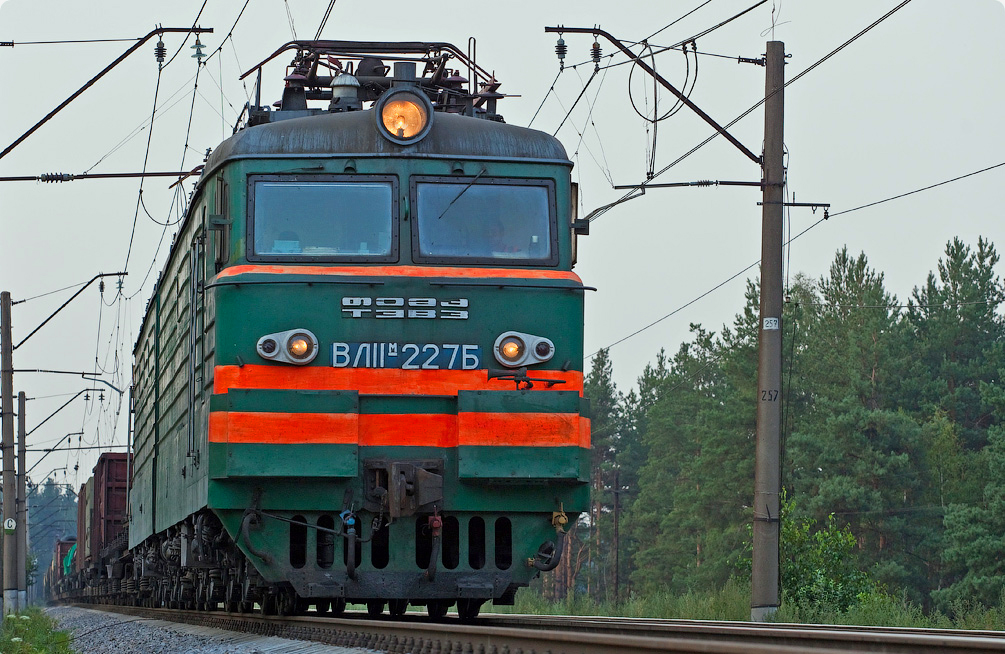
Электровоз ВЛ-11М ведёт грузовой поезд по Большому кольцу Московской железной дороги

На территории области располагается крупнейший в России и бывшем СССР Московский железнодорожный узел (от Москвы расходятся 11 радиальных направлений, ежесуточно перевозится более 1,5 млн пассажиров). Протяжённость железнодорожных путей общего пользования составляет 2172,4 километра, большинство из них электрифицированные, а по густоте железнодорожной сети регион занимает одно из первых мест в России. Сеть железных дорог Московской области имеет радиально-кольцевой рисунок. Большинство железнодорожных линий общего пользования на территории области обслуживается Московской железной дорогой. Через Москву и ближайшие к столице города проходят Московские центральные диаметры, созданные на базе существующей железнодорожной инфраструктуры; первые два диаметра общей протяжённостью 132 км были запущены в 2019 году.
В пределах Московской области расположена значительная часть Большого кольца Московской железной дороги, соединяющего все радиальные направления и играющего важную роль в грузовых железнодорожных перевозках области. Отправление грузов железнодорожным транспортом в Московской области выше среднероссийского показателя (2010 год — 12,1 млн т), хотя и сильно упало с начала 1990-х годов (1990 год — 45,5 млн т).

### Метрополитен
Станция «Мякинино» является первой в Московском метрополитене, расположенной вне административно-территориальных границ Москвы (г. Красногорск), и, в связи с финансированием правительством Московской области и частными капиталовложениями — компанией Crocus Group Араза Агаларова, не принадлежит правительству Москвы. Также на территории Московской области находится станция «Котельники», выходы с которой ведут в города Котельники и Люберцы (и, в том числе, в Москву — район Выхино-Жулебино ЮВАО).

### Автомобильный

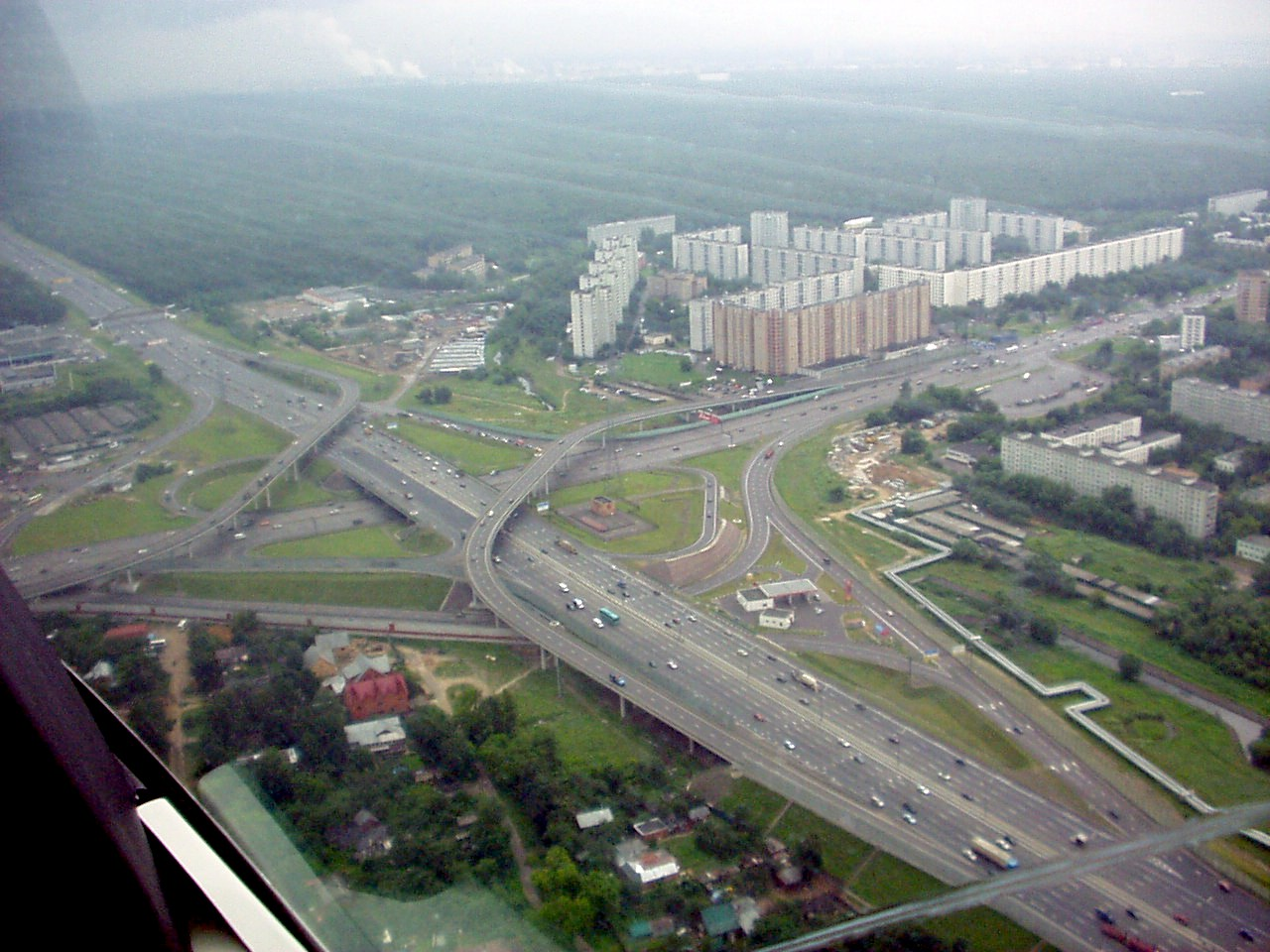
Развязка МКАД и трассы

Значительна и плотность автомобильных дорог на территории области (в 2006 году 356 км автодорог с твёрдым покрытием на 1000 км2, что существенно выше, чем в среднем по России). Уровень автомобилизации — немногим менее 300 автомобилей на 1000 жителей — также выше среднероссийского по данным на конец 2010 года. Динамика автомобилизации Московской области (в соотношении с автомобилизацией города Москвы, по данным аналитического агентства «Автостат»): 2010 г. — 291 авт./1000 чел. (294 авт./1000 чел. — автомобилей в г. Москве); 2011 г. — 295 авт./1000 чел. (298 авт./1000 чел.); 2012 г. — 302 авт./1000 чел. (303 авт./1000 чел.); 2013 г. — 305 авт./1000 чел. (307 авт./1000 чел.); 2014 г. — 309 авт./1000 чел. (311 авт./1000 чел.); 2015 г. — 334 авт./1000 чел. (339 авт./1000 чел.). Грузооборот автомобильного транспорта организаций всех видов деятельности — один из самых высоких в России (в начале 2010-х годов — около 6 млн тонно-километров).
Сеть автомобильных магистралей Московской области, как и железнодорожная, имеет радиально-кольцевой рисунок. Наибольшую густоту (свыше 1 км на км2) сеть автомобильных дорог имеет в прилегающих к Москве районах, а также вблизи магистральных автодорог федерального значения, наименьшую — менее 0,1 км на км2 — в окраинных восточных (особенно в заболоченной части Мещёры), северных и западных районах области. Протяжённость дорог с твёрдым покрытием — 34,4 тыс. км. 10 радиальных направлений связаны Московской кольцевой автомобильной дорогой, а также тремя кольцами (А107, А108 и ЦКАД). Строительство основной трассы Центральной кольцевой автомобильной дороги завершено в 2021 году. Другими крупными строительными проектами являются скоростная автодорога Москва — Санкт-Петербург и северный автодорожный обход города Одинцово; ведутся работы по реконструкции Новорижского, Ярославского, Каширского, Минского шоссе.
1 ноября 2024 года в Подмосковье появились первые платные парковки.

### Воздушный, водный и трубопроводный
В Московской области — два крупных пассажирских аэропорта, имеющих статус международных — Шереметьево (с пятью терминалами) и Домодедово. Аэропорт Быково в настоящее время закрыт и используется только как посадочная площадка для вертолётов МЧС и МВД РФ. Крупнейший военный аэродром — Чкаловский (близ города Щёлково), кроме военных, способен принимать и гражданские рейсы (имеется полная инфраструктура, в конце 1990-х осуществлялись чартерные перевозки). 30 мая 2016 года открылся четвёртый пассажирский аэропорт — Жуковский. Через аэропорты Московского узла в 2010 году осуществлялось более 73 % пассажирских и свыше 23 % грузовых авиаперевозок Российской Федерации; спрос на пассажирские авиаперевозки в московском узле с каждым годом растёт.

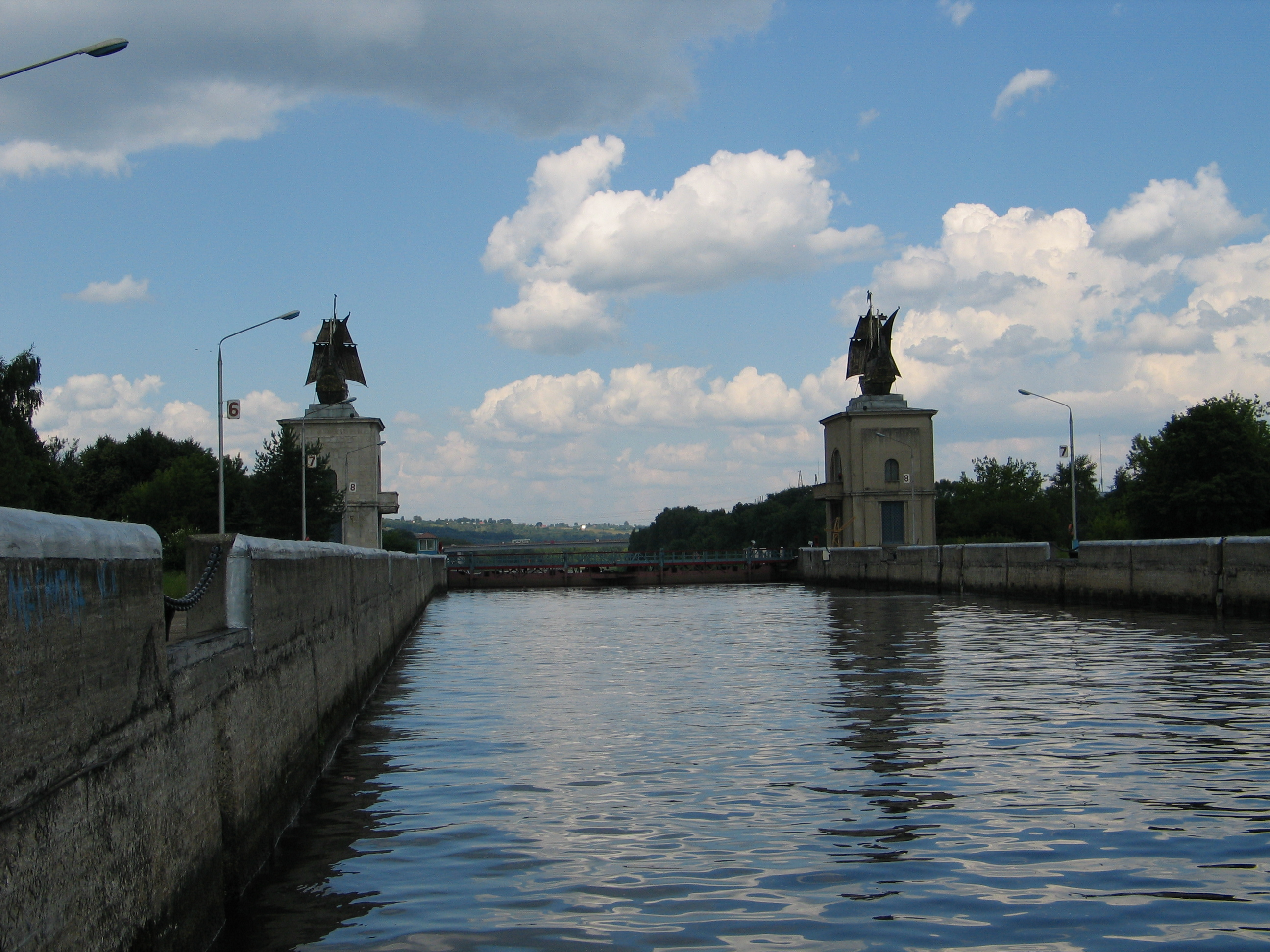
Шлюз на канале имени Москвы в районе Яхромы

Регулярное судоходство осуществляется по рекам Волге, Оке и Москве, а также по каналу имени Москвы. Крупнейшие речные порты — Серпухов и Коломна. Общая протяжённость судоходных путей свыше 600 км (2018 год). Наибольшее развитие водный транспорт области получил со вводом в эксплуатацию (1937 год) канала имени Москвы. В 1990-е—2000-е годы протяжённость водных путей сократилась. Вследствие длительной эксплуатации многие гидротехнические сооружения сильно изношены. Основным грузовым перевозчиком на территории области является ОАО «Московское речное пароходство». В структуре грузовых перевозок основное место занимают навалочные строительные материалы (песок, щебень, камень и др.).
В Московской области хорошо развит и трубопроводный транспорт; в пределах области расположены два кольцевых распределительных газопровода и множество магистральных газопроводов, соединяющих Москву с крупнейшими газодобывающими районами страны (в том числе Уренгой — Помары — Ужгород и Вуктыл — Уфа — Торжок). Около Москвы построены крупные подземные газохранилища. В пределах области — два нефтепровода («Рязань—Москва» и «Ярославль—Москва»), кольцевой нефтепродуктопровод с 11 наливными станциями и нефтепродуктопровод «Рязанский НПЗ—Москва».

### Общественный транспорт
Пассажирскими автоперевозками в Московской области занимаются ГУП МО «Мострансавто», а также различные частные перевозчики. Общая протяжённость маршрутов регулярных перевозок в 2011 году составляла 59,2 тыс. км, в реестре маршрутов в 2011 году насчитывалось 2299 автобусных маршрутов, 11 троллейбусных и 11 трамвайных. Перевозки пассажиров автобусами общего пользования — одни из крупнейших среди субъектов РФ (в 2010 году — 619 млн чел.). Более 70 городов области связано с Москвой прямыми автобусными маршрутами. Трамвайная система действует только в Коломне. Данной трамвайной системой ведает расположенное в Коломне предприятие ГУП МО «Мособлэлектротранс». Троллейбусом обслуживаются Химки, Видное и Подольск. В 2011 году на троллейбусных маршрутах работало 8 троллейбусов. Все троллейбусные системы введены в эксплуатацию в 2000-х годах.
С 2009 года на территорию области пришло метро — станция «Мякинино». Станция метро «Котельники» имеет выходы как в Москву, так и в два города Московской области: Люберцы и Котельники.
Огромную роль в перевозках пассажиров в Московской области играют пригородные электропоезда, отправляющиеся из Москвы с девяти её вокзалов.

## Социальная сфера

### Образование

Здание музыкальной школы в Королёве

Система образования Московской области включает на 2018 год свыше 4 тысяч учреждений, из которых 2,1 тыс. — учреждения дошкольного образования. Число дошкольных учреждений сильно сократилось по сравнению с 1990 годом, когда их насчитывалось 2,9 тыс., хотя область по этому показателю по-прежнему сохраняет второе место после Москвы; очередь в детские сады Московской области остаётся одной из самых больших в России. Сеть средних образовательных учреждений Московской области охватывает 1512 школ и школ-интернатов, в которых обучается более 850 тыс. обучающихся и воспитанников.
Также на территории Подмосковья расположены крупные высшие учебные заведения, в том числе Московский физико-технический институт, Московский государственный областной университет, Академия социального управления, Российская международная академия туризма, Московский государственный университет культуры и искусств. Действуют в области и филиалы московских университетов — наиболее широкую сеть филиалов имеют Российский государственный гуманитарный университет (12 отделений в различных городах региона) и Московский государственный университет приборостроения и информатики (7 отделений). Всего же в Московской области действует 58 высших учебных заведений. Помимо высших учебных заведений, в 2018 году в Московской области насчитывалось 144 учебных заведений среднего профессионального образования.
Важнейшие проблемы системы образования Московской области — низкие темпы роста заработной платы, кадровый дисбаланс (численность персонала, не осуществляющего учебный процесс, превышает численность учителей), проблема общедоступности дошкольного образования.

### Наука
Московская область обладает развитым, одним из крупнейших в России научно-техническим комплексом. Научные организации области относятся преимущественно к государственному сектору развития науки, причём более половины из них входят в оборонно-промышленный комплекс страны; всего действует десять государственных научных центров, а также международная организация «Объединённый институт ядерных исследований» в Дубне — всемирно известный центр фундаментальных физических исследований. В Пущино и Черноголовке действуют региональные научные центры РАН. Около 50 предприятий работают в сфере нанотехнологий.
Формирование наукоградов оборонного профиля на территории области началось ещё в 1930-х—1940-х годах — это Жуковский (авиационная техника), Климовск (разработка стрелкового оружия), Реутов (ракетное машиностроение), Фрязино (СВЧ-электроника), Королёв (космическая техника). Позднее к ним присоединились центры фундаментальных наук — Троицк и Черноголовка (физика и химия), Дубна (ядерная физика). В Дубне действует одна из шести российских особых экономических зон, основными направлениями которой является развитие информационных, ядерно-физических, био- и медицинских технологий, проектирование сложных технических систем, производство композиционных материалов. В августе 2008 года статус наукограда получил город Протвино (ядерная физика). Важнейшим центром биологических исследований является город Пущино; в настоящее время (2012 год) в городе создаётся крупный фармацевтический комплекс «Биоран» (кроме того, в рамках создания подмосковного биофармацевтического кластера ряд фармацевтических предприятий создаётся также в Волоколамском районе).

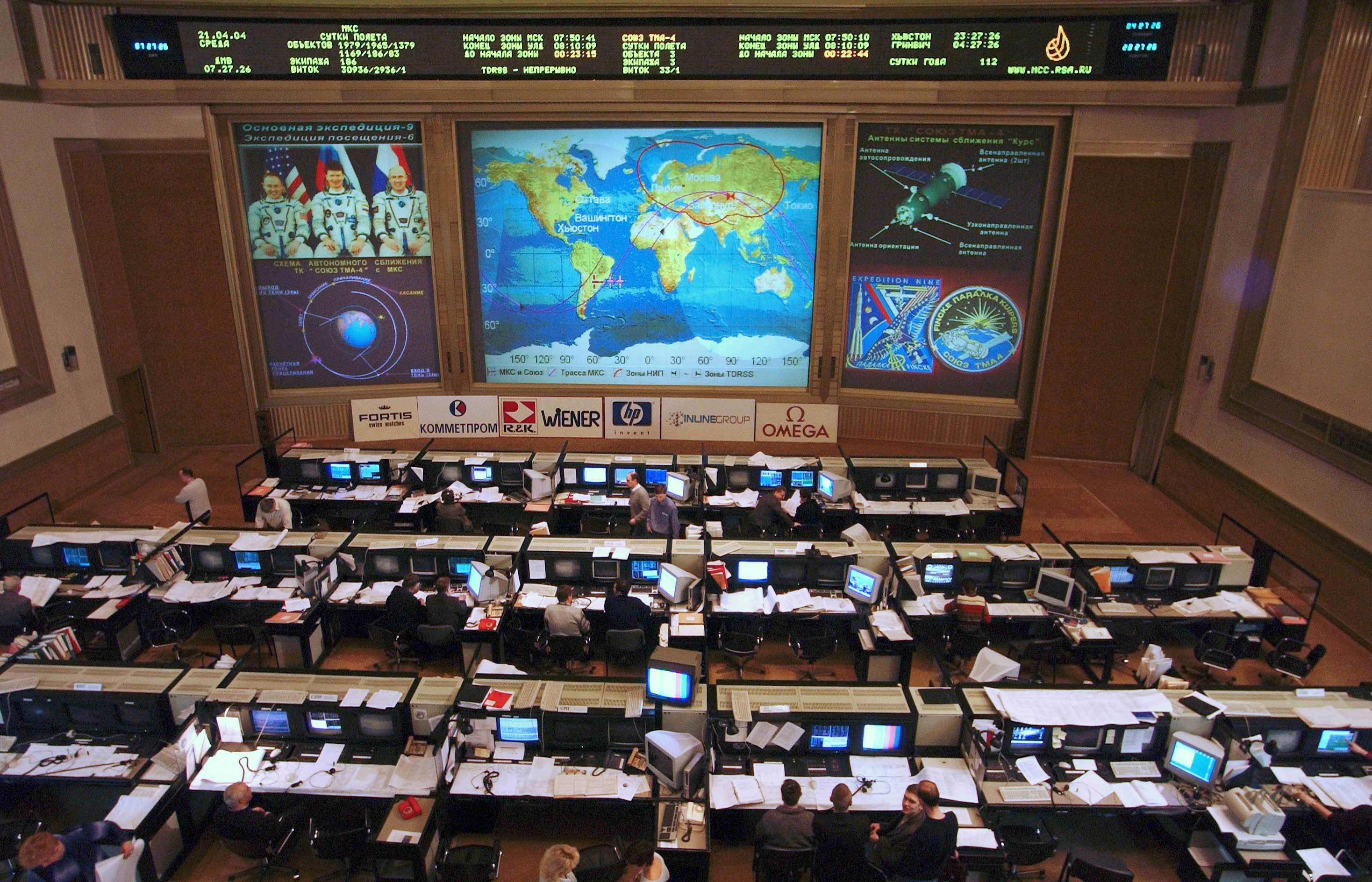
Главный зал Центра управления полётами

В Московской области располагается ряд важных научных предприятий ракетно-космической отрасли. На территории области находятся центры управления полётами космических кораблей (Королёв) и военных спутников (Краснознаменск), а также ряд испытательных полигонов. В Звёздном городке действует головное российское учреждение по подготовке космонавтов — Центр подготовки космонавтов имени Ю. А. Гагарина. В Жуковском располагается крупнейший авиационный научный центр России — Центральный аэрогидродинамический институт (ЦАГИ).
Актуальные проблемы научно-производственного комплекса области — медленное обновление материально-технической базы и основных фондов научных предприятий, а также снижение удельного веса занятых в науке работников в общей численности занятых в экономике, отмечающееся с 1990-х годов и до сих пор не остановленное.

### Здравоохранение
В Московской области в 2018 году функционировали 1123 амбулаторно-поликлинических организации, 2 научно-исследовательских института, 176 больниц, 138 амбулаторно-поликлинических учреждений, 34 станции и 25 отделений скорой медицинской помощи, единая служба скорой помощи с медициной катастроф. Для оказания стационарной медицинской помощи было развёрнуто 52,4 тысячи коек. В 2000-е годы проводилась модернизация системы здравоохранения, в результате которой число больничных учреждений сократилось с 244 до 190 единиц — главным образом путём объединения маломощных больниц и реорганизации участковых больниц во врачебные амбулатории. В результате по числу больничных коек на 10 тысяч человек (75,2 на 2010 год) Московская область занимает одно из самых низких мест в России (80-е). При этом по численности врачей (29,1 тыс. или 38 врачей на 10 тыс. жителей в 2018 году) область занимает 3-е место в Российской Федерации после Москвы и Санкт-Петербурга.
Среди основных проблем здравоохранения Московской области — высокий (выше среднероссийского) показатель общей смертности населения и смертности от ведущих причин (к последним в Московской области относятся: болезни органов кровообращения — 44 % от всех смертей в 2017 году; новообразования — 14,3 %; болезни нервной системы — 11,9 %; травмы и отравления — 8 %; болезни органов пищеварения — 6 %; болезни органов дыхания — 3,3 %). Из года в год сохраняется высокий уровень общей заболеваемости населения Московской области (по данным на 2009 год — 1241,1 случая на 1 тыс. населения). В структуре общей заболеваемости населения области лидируют болезни органов дыхания (в 2017 году — 347 на тыс. населения), далее следуют травмы и отравления, болезни кожи и подкожной клетчатки, болезни мочеполовой системы, и др.

### Социальная защита населения
Социальная поддержка населения составляет одну из крупнейших статей расхода бюджета области (в 2010 году — 25,6 млн руб.); уровень социальной поддержки граждан зависит от объёма получаемых ими доходов. Ежегодно меры социальной поддержки за счёт бюджета области получает более 2,3 млн чел.; из бюджета оплачиваются, главным образом, оплата жилого помещения и коммунальных услуг и проезд в общественном транспорте. В области действует многопрофильная сеть государственных учреждений по социальному обслуживанию населения (в 2010 году — 214 учреждений); обеспеченность населения учреждениями социального обслуживания составляет 14 мест на 10 000 человек.

### Спорт

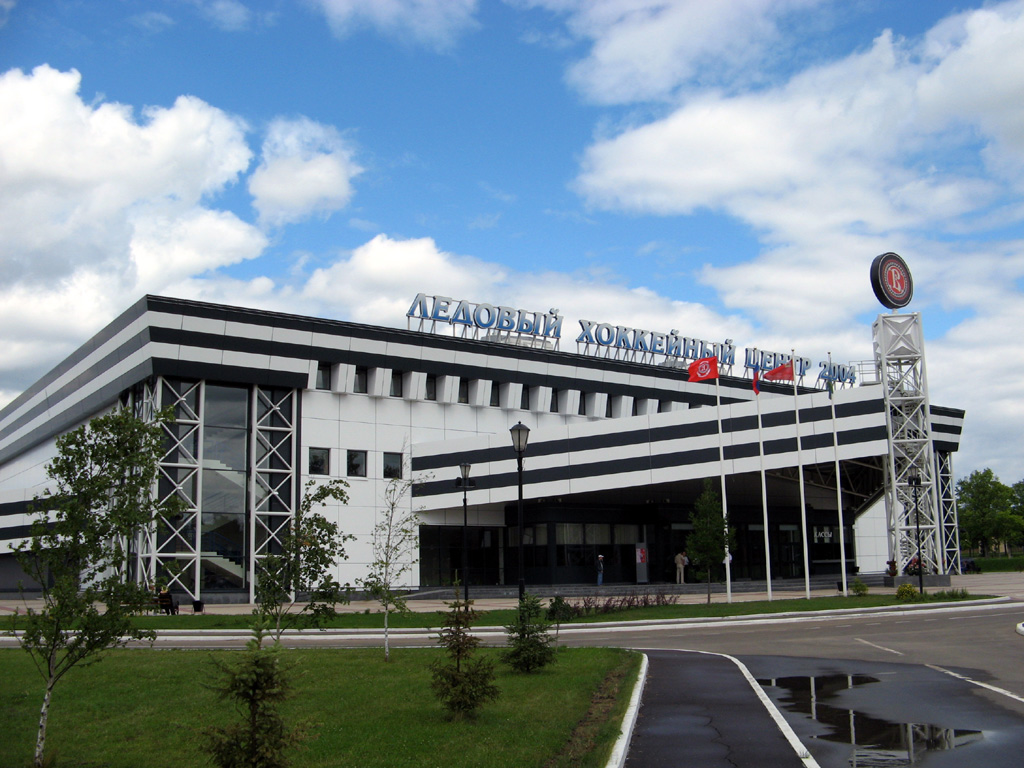
Хоккейный центр «Витязь» в Чехове

В области насчитывается 6,7 тыс. спортивных и физкультурно-оздоровительных сооружений (2011 год), из них 129 стадионов, 44 дворца спорта и 196 плавательных бассейнов; основную часть спортивных сооружений составляют спортивные залы и различные плоскостные сооружения, причём многие спортивные сооружения принадлежат образовательным учреждениям. Имеются в области и спортивные образовательные учреждения; в 2010 году действовали 222 спортивные школы. Регулярно проводятся областные соревнования среди детей и подростков, зимние и летние спартакиады, фестивали физической культуры.
Футбольные клубы области регулярно выступают в первенстве России по футболу в первом дивизионе (как клуб Химки, выступающий в первом дивизионе в настоящее время, и подольский «Витязь», бывший клубом первого дивизиона в 2008—2009 годах). Крупнейший стадион области — «Арена Химки» (вмещает 18 тыс. зрителей). Хоккейный клуб «Витязь» (Чехов) выступает в КХЛ, другой клуб Московской области — «Атлант» (Мытищи) — выступал в лиге с 2008 по 2015 год. Баскетбольный клуб «Химки» — победитель Единой лиги ВТБ, многократный серебряный призёр чемпионатов России. В волейбольной Суперлиге из года в год принимает участие женский волейбольный клуб «Заречье-Одинцово», двукратный чемпион России. Также, в настоящее время в высшей лиге «А» выступает мужской клуб «Искра» (Одинцово), многократный призёр чемпионатов России.

### Религия

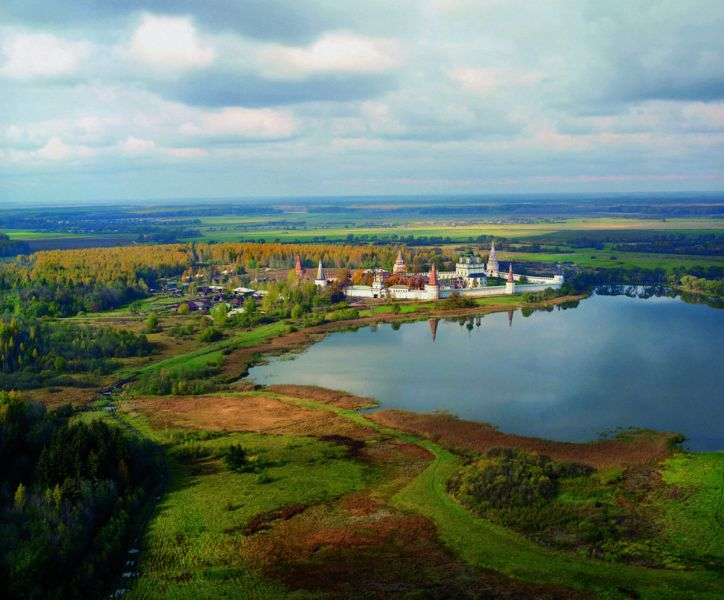
Иосифо-Волоцкий монастырь, вид с воздуха

В 2011 году в Московской области действовало 1,4 тыс. религиозных организаций. Так как большинство верующих области являются православными, бо́льшую часть религиозных организаций (76,7 % в 2011 году) составляют приходы Русской православной церкви. Формально Московская область принадлежит к Московской епархии, однако фактически существует отдельная Московская областная епархия со своим епархиальным архиереем, органами управления и административно-территориальным делением. В 2012 году в Московской области действовало свыше 1,1 тыс. православных храмов и 24 епархиальных монастыря. Сергиев Посад с Троице-Сергиевой лаврой является одним из главных центров русского православия. Помимо лавры, крупными религиозными и культурными центрами являются также Покровский женский Хотьков, Новоиерусалимский и Иосифо-Волоцкий монастыри. В Троице-Сергиевой лавре действует Духовная академия, в Коломне — Духовная семинария. Кроме того, работает множество воскресных школ (в 2010 году 622 взрослых и 467 детских), в летний период для детей организуются православные лагеря; при поддержке Московской епархии регулярно проводятся различные культурные мероприятия.
В Московской области немало религиозных организаций других конфессий: 16 % составляют протестантские религиозные организации, существенно меньше мусульманских (1,9 %); организации прочих конфессий составляют 5,4 % религиозных организаций области. Исторический район Гуслицы на востоке Московской области является одним из центров распространения старообрядчества.

### Преступность и пенитенциарная система
Число преступлений, регистрируемых на 100 000 человек населения (в 2010 году — 1616), близко к среднему по России (по данным на 2010 год — 1839 преступлений. Показатели уровня преступности по области отражены в нижеприведённой таблице.
|                                                       | 1990 | 2004 | 2006 | 2008 | 2010 |
| ----------------------------------------------------- | ---- | ---- | ---- | ---- | ---- |
| Число зарегистрированных преступлений на 100 000 чел. | 789  | 1342 | 1941 | 1811 | 1616 |
| Число зарегистрированных убийств                      | 502  | 1620 | 1420 | 1019 | 746  |

В последние годы отмечается рост числа преступлений, связанных с незаконным оборотом наркотиков и с нелегальной трудовой миграцией
На территории Московской области в ведении федеральной службы исполнения наказаний находятся 10 следственных изоляторов и 6 различных колоний. Кроме того, в состав УФСИН входят отдел специального назначения — «Факел» (базируется в Москве в районе Капотня), межрегиональный учебный центр в посёлке Фрязево Ногинского района, 66 уголовно-исполнительных инспекций (УИИ). По количеству УИИ Московская область занимает второе место в Российской Федерации.

## Культура

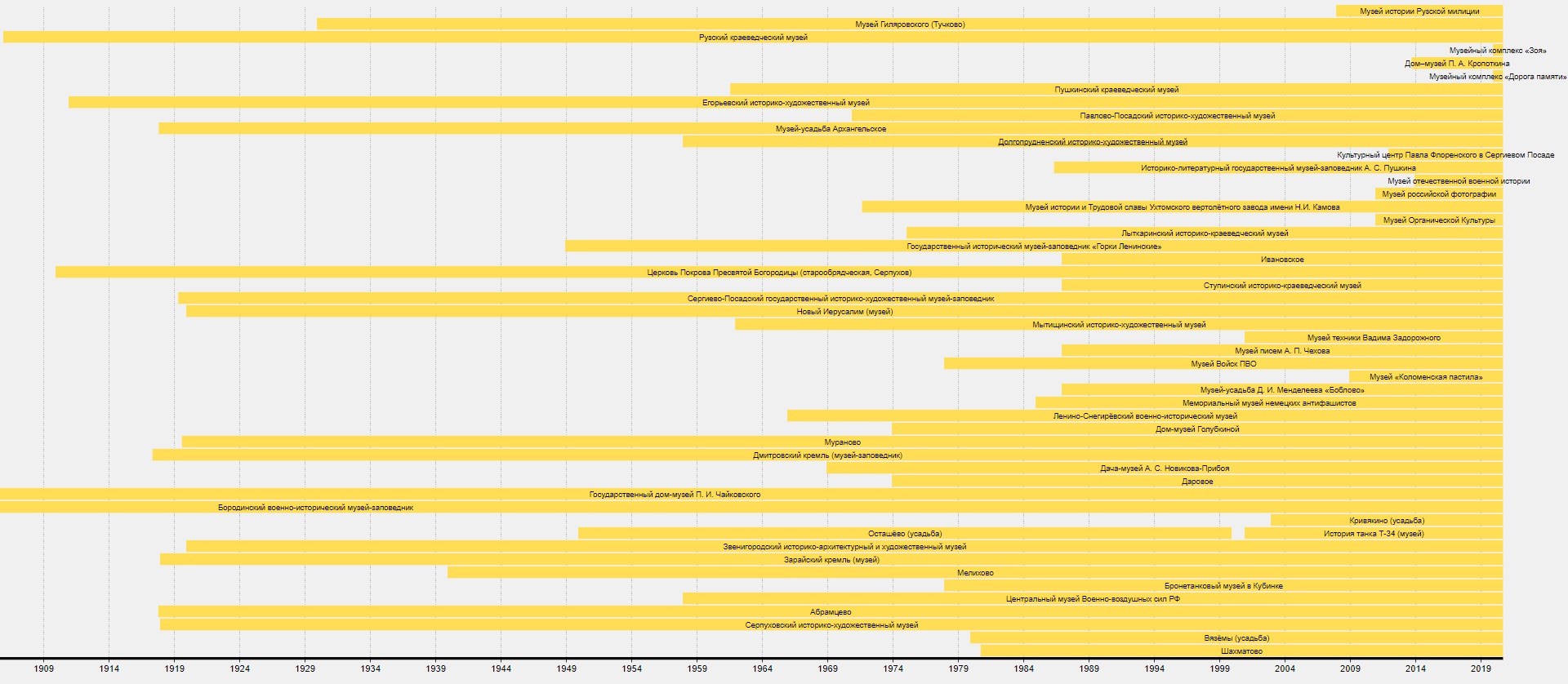
(Хронологическая шкала выше становится интерактивной при нажатии.) Интерактивная хронологическая шкала музеев Московской области, о которых существуют статьи в Русской Википедии (снизу вверх — от ранее к недавно созданным). Старейшими в области музеями являются: Бородинский военно-исторический музей-заповедник, Музей-заповедник П. И. Чайковского и Рузский краеведческий музей

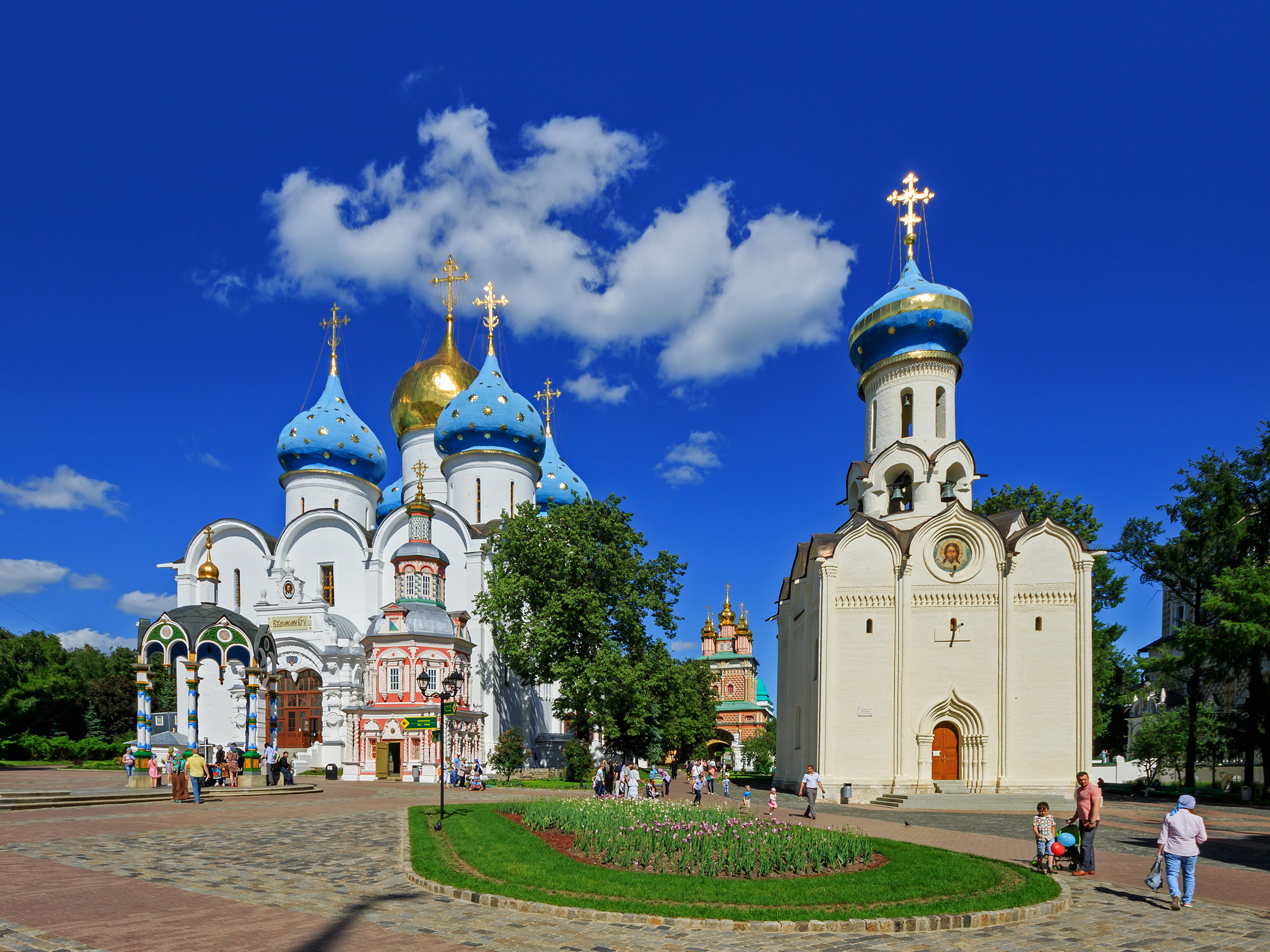
Успенский собор и Духовская церковь Троице-Сергиевой лавры

По количеству объектов культурного наследия (свыше 6400) Московская область занимает одно из первых мест в Российской Федерации. В Московской области расположены знаменитые усадебные комплексы, древние города с архитектурными памятниками (Верея, Волоколамск, Дмитров, Зарайск, Звенигород, Истра, Коломна, Сергиев Посад, Серпухов и др.); культовые сооружения — храмы (свыше 1100) и монастыри (Троице-Сергиева лавра, Иосифо-Волоцкий монастырь, Покровский Хотьков монастырь, Саввино-Сторожевский монастырь, Николо-Угрешский монастырь и др. — 58 в 2012 году). Архитектурный ансамбль Троице-Сергиевой лавры является объектом Всемирного наследия ЮНЕСКО. В области действует несколько театров (в Ногинске, Коломне, Серпухове и других городах), из которых 5 государственных. Примечательны и места традиционных художественных промыслов, составляющих основу сувенирной промышленности России: Федоскино, известное лаковой миниатюрной живописью; Богородское с традиционным производством деревянной игрушки; Гжель с уникальными традициями создания керамики; Жостово, известное росписью по металлу; Павловский Посад, производящий ткани с традиционным набивным рисунком; и др. В некоторых из этих населённых пунктов действуют музеи, посвящённые традиционным промыслам (например, в Богородском существует музей игрушки), а также центры обучения декоративно-прикладному искусству. Свыше двухсот памятников воинской славы и обелисков (в 2004 году — 222 памятника воинской славы. из них 36 — федерального значения) напоминают об отечественных войнах 1812 и 1941—1945 годов, важные события которых происходили на территории современной Московской области.
В области действует обширная сеть общедоступных библиотек (908 в 2017 году); в последние годы ведётся работа по объединению общедоступных библиотек в централизованные библиотечные системы. В 2010 году больше половины всех библиотек — 59,3 % — составляли сельские, 10 % — детские библиотеки. В городах области работает 29 театров. Кроме того, на территории Московской области регулярно проводятся различные фестивали, конкурсы, выставки. В городе Жуковский раз в два года проводится Международный авиационно-космический салон. Крупными культурными мероприятиями, ежегодно проводимыми в Московской области, являются также Всероссийский Пушкинский праздник в селе Захарове (июнь), праздник поэзии А. А. Блока (первое воскресенье августа), военно-исторический праздник «День Бородина» (первое воскресенье сентября). В области ежегодные проводятся театральные фестивали («Мелиховская весна», «Долгопрудненская осень», «Русская классика. Лобня» и др.) и кинофестивали («Историческое кино России», «Подмосковные вечера», «Волоколамский рубеж» и др.). На территории области находятся Госфильмофонд (в посёлке Белые Столбы) и Российский государственный архив кинофотодокументов (в Красногорске).

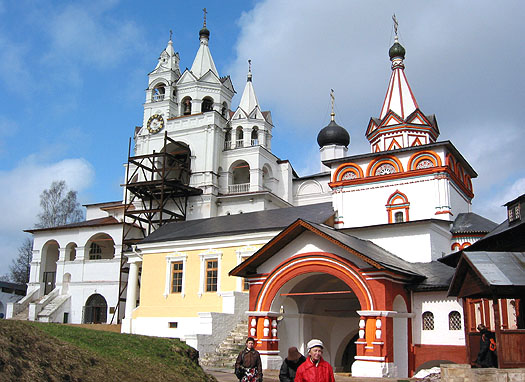
Саввино-Сторожевский монастырь
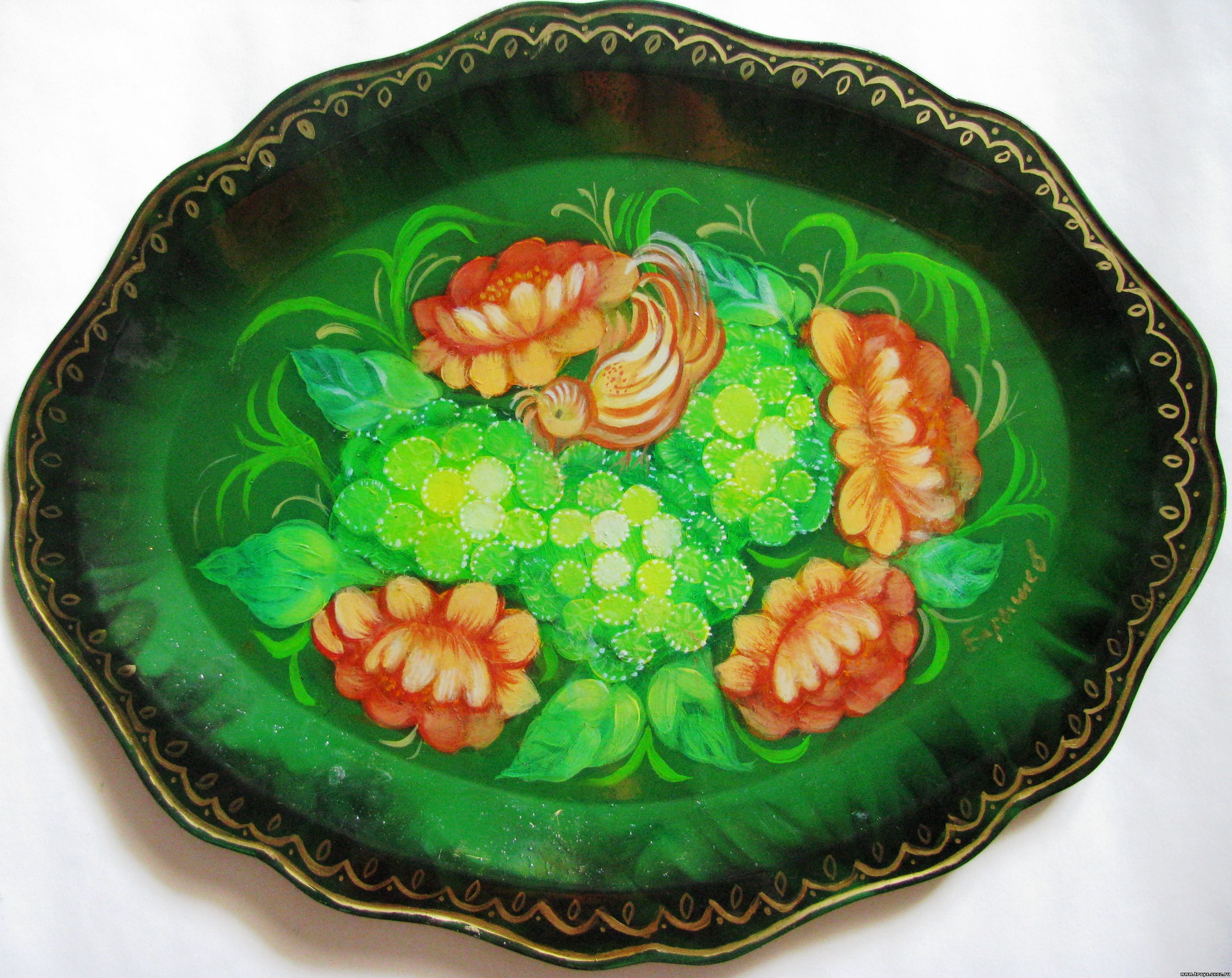
Жостовский поднос
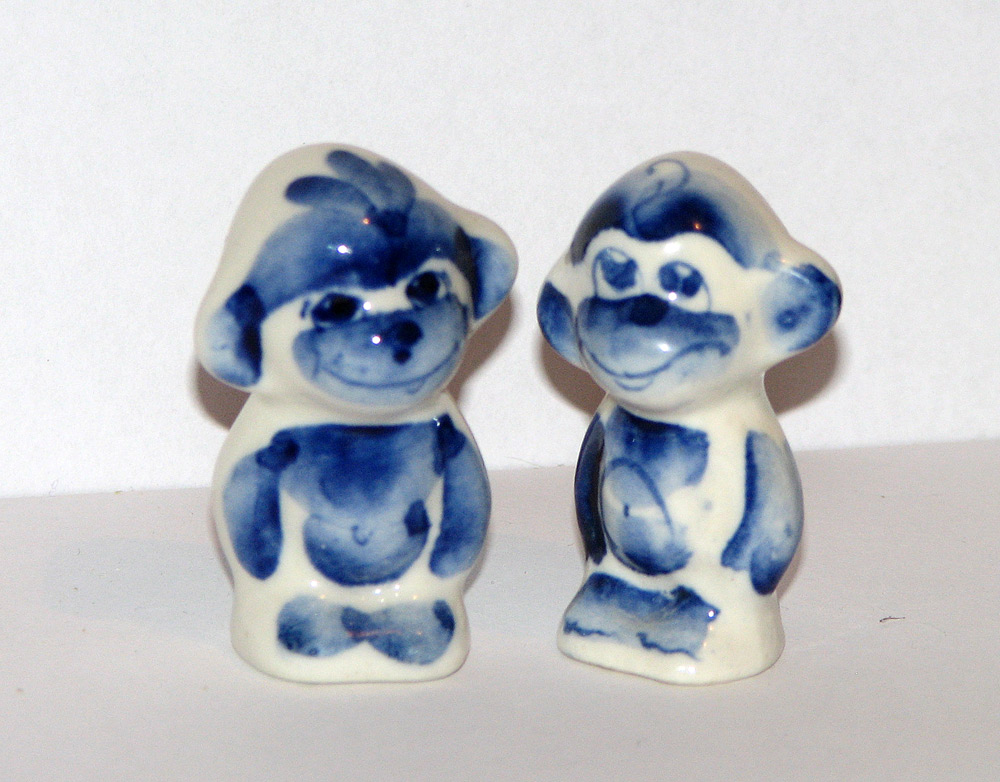
Игрушки, расписанные под гжель
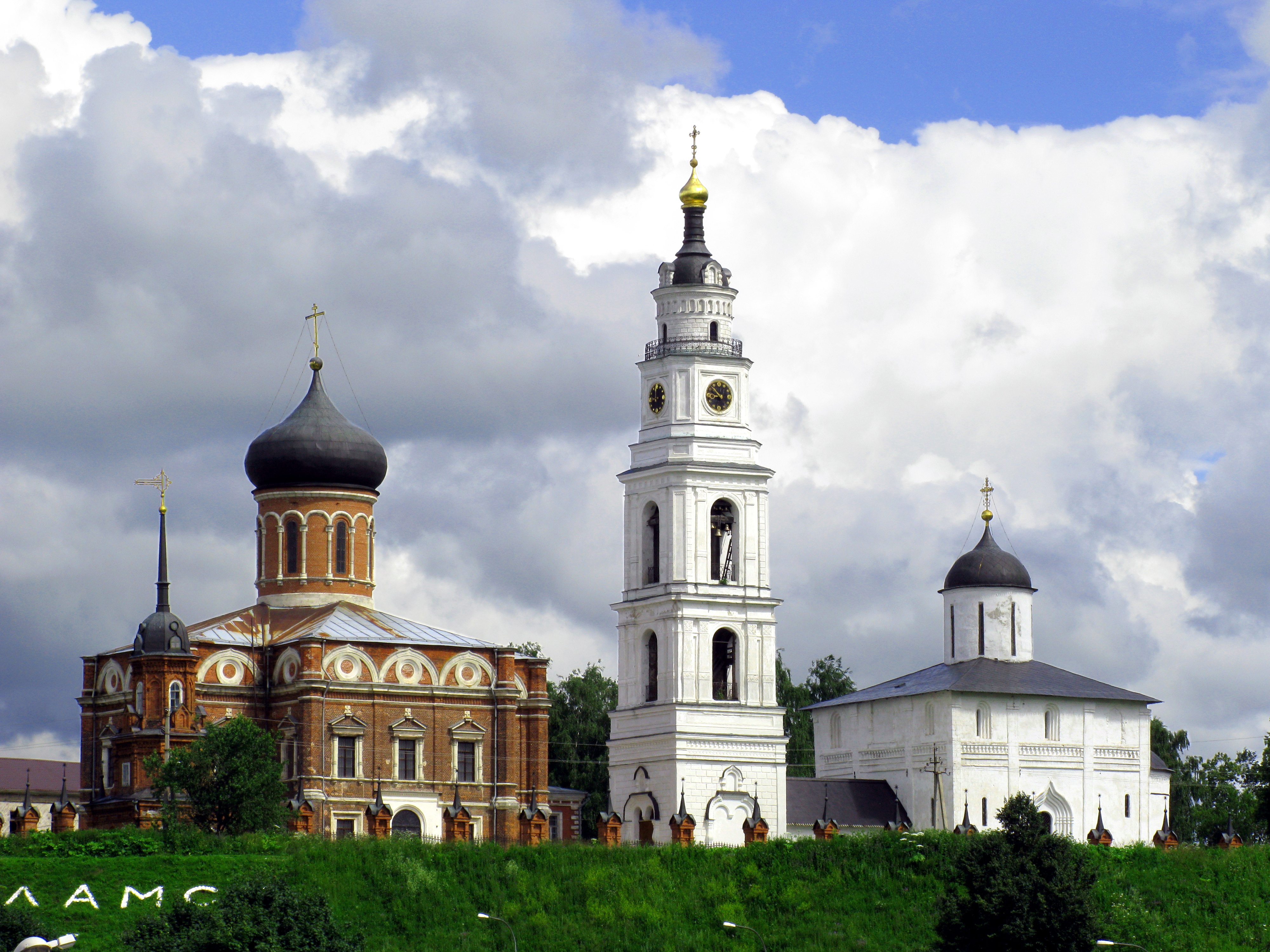
Волоколамский кремль

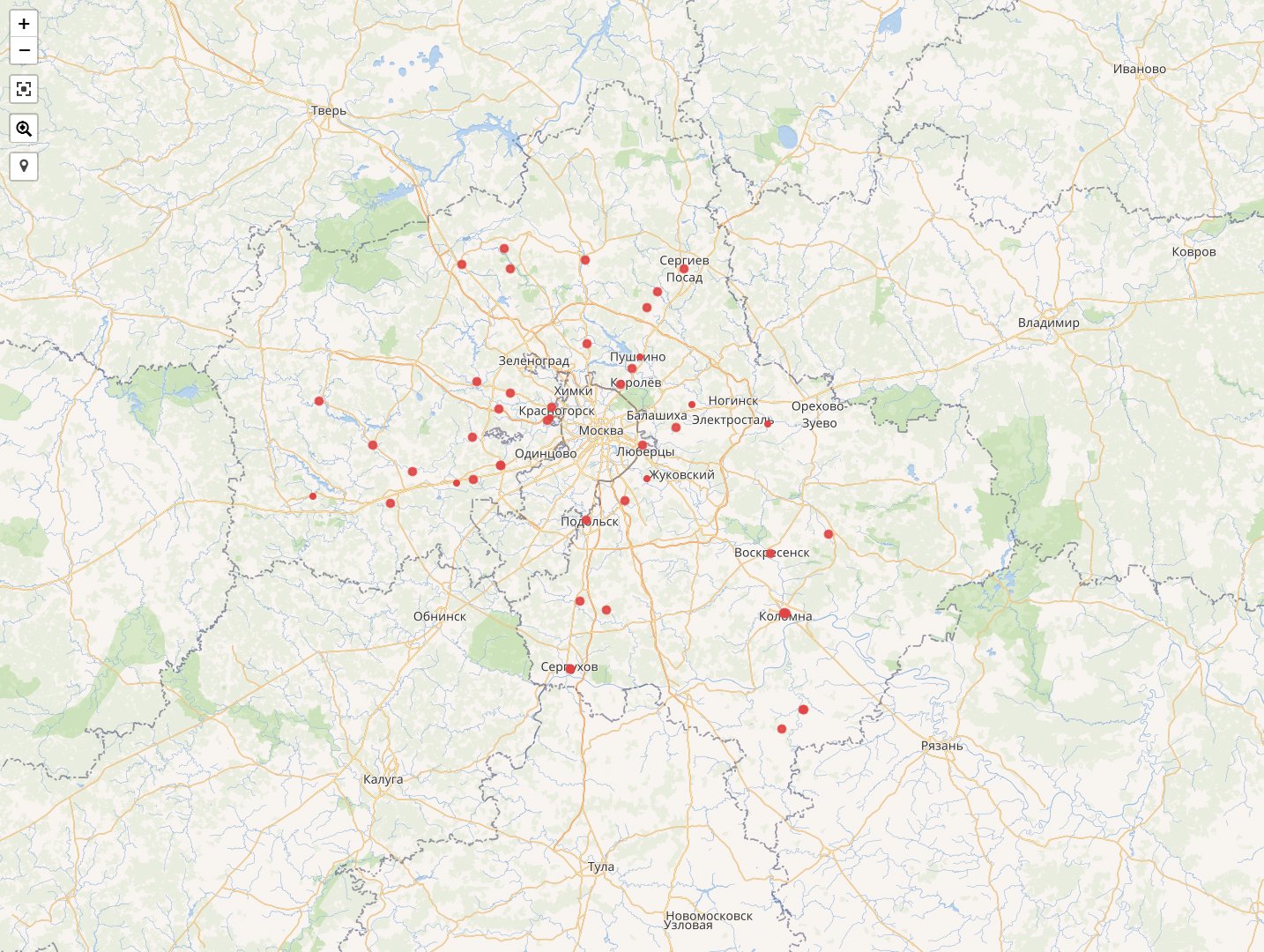
(Изображение выше становится интерактивным при клике, затем необходимо нажать на синюю кнопку «Пуск» и, после получения результатов, заменить в выпадающем меню режим Table на Map.) Интерактивная карта расположения музеев Московской области, о которых существуют статьи в Русской Википедии

В Московской области действуют многочисленные музеи (всего 89 в 2013 году, из них 7 федеральных). Некоторые из них организованы на территориях монастырей (Троице-Сергиева лавра, Иосифо-Волоцкий монастырь, Покровский Хотьков монастырь, Саввино-Сторожевский монастырь, Николо-Угрешский монастырь и др.), действуют дома-музеи, музеи на памятных местах сражений (Бородино, Дубосеково) и краеведческие музеи (во многих городах области). Крупнейший музей Подмосковья расположен в Серпухове — Серпуховский историко-художественный музей.
В Московской области расположены известные усадебные комплексы. В числе наиболее значительных — Архангельское, являющееся одновременно и крупным музеем-заповедником с богатой коллекцией западноевропейского и русского искусства XVII—XIX веков; литературный и художественный центр музей-заповедник «Абрамцево»; Мелихово — усадьба, принадлежавшая в конце XIX века классику русской литературы А. П. Чехову; Захарово и Большие Вязёмы, входящие в историко-литературный музей-заповедник А. С Пушкина; дом-музей композитора П. И. Чайковского в Клину; Мураново, принадлежавшее поэту Ф. И. Тютчеву; Шахматово, хранящее память о поэте А. А. Блоке; музей-усадьба Д. И. Менделеева, «Боблово» — музей в деревне Боблово Клинского района. Всего в области более 360 усадеб.
В числе основных проблем, с которыми в настоящее время сталкиваются учреждения культуры в Московской области, — слабая материально-техническая база, устаревание библиотечного фонда, отсутствие отвечающих современным требованиям театральных площадок; многие учреждения нуждаются в капитальном ремонте.

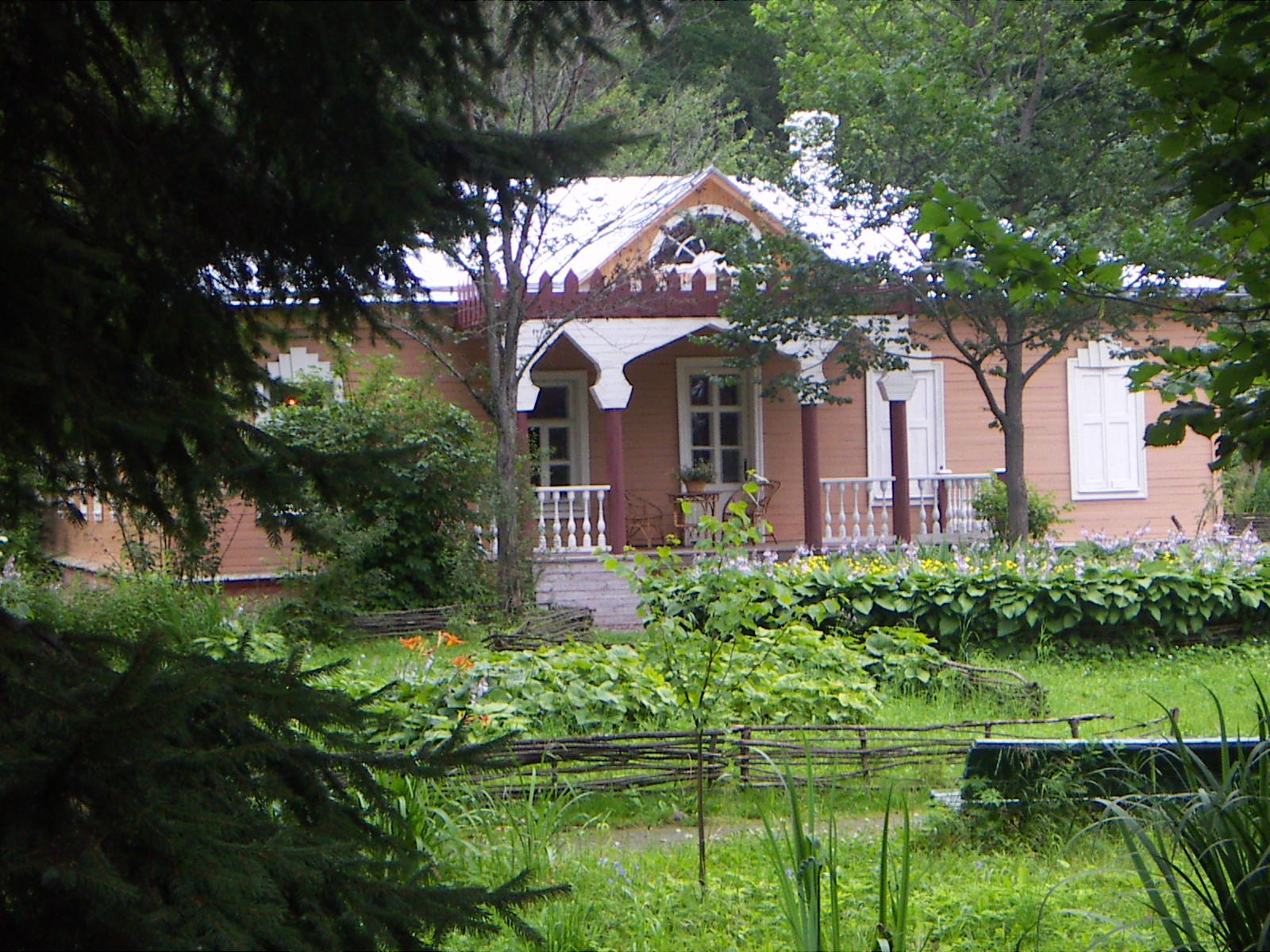
Усадьба А. П. Чехова Мелихово
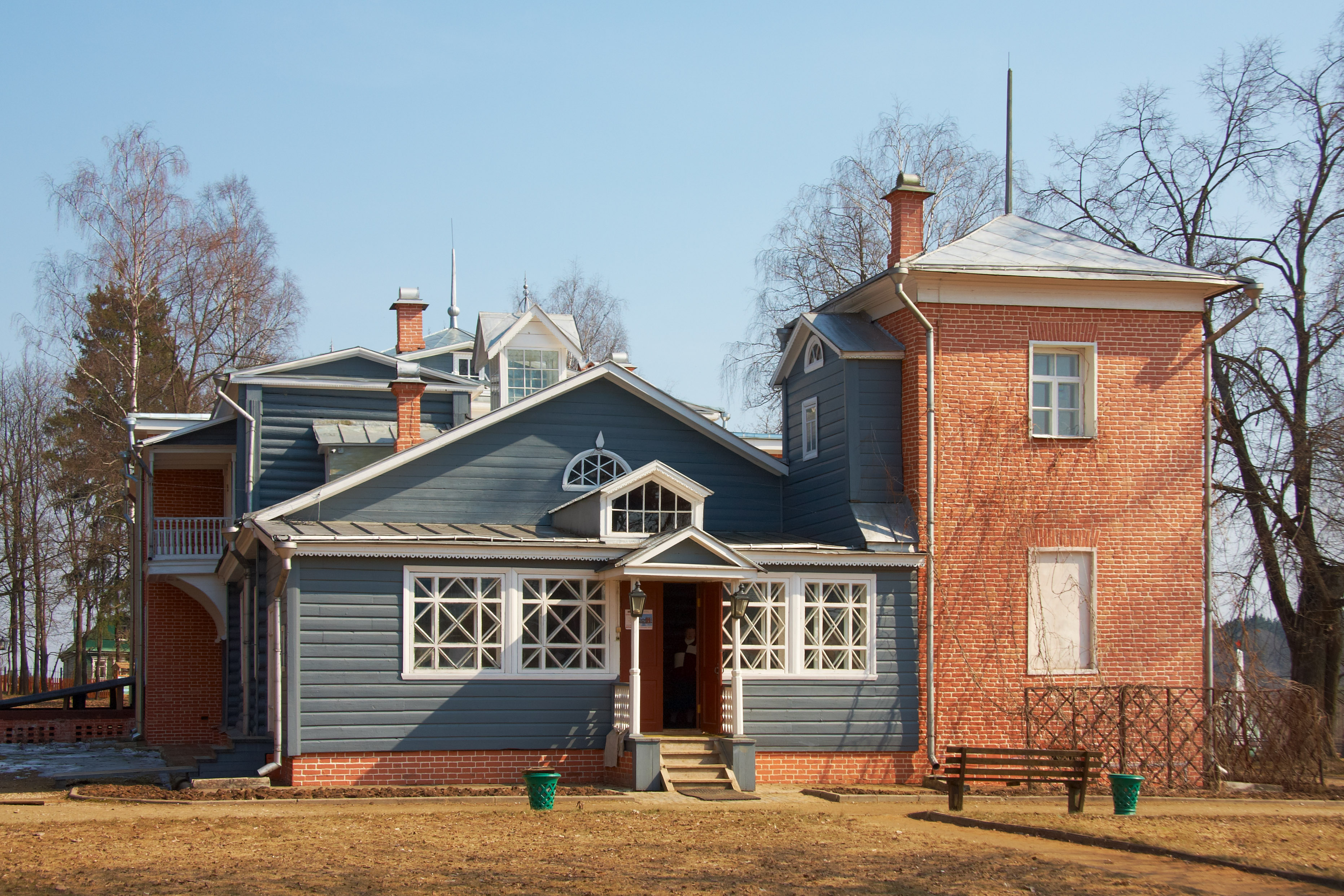
Усадьба Ф. И. Тютчева Мураново
Усадьба А. А. Блока Шахматово
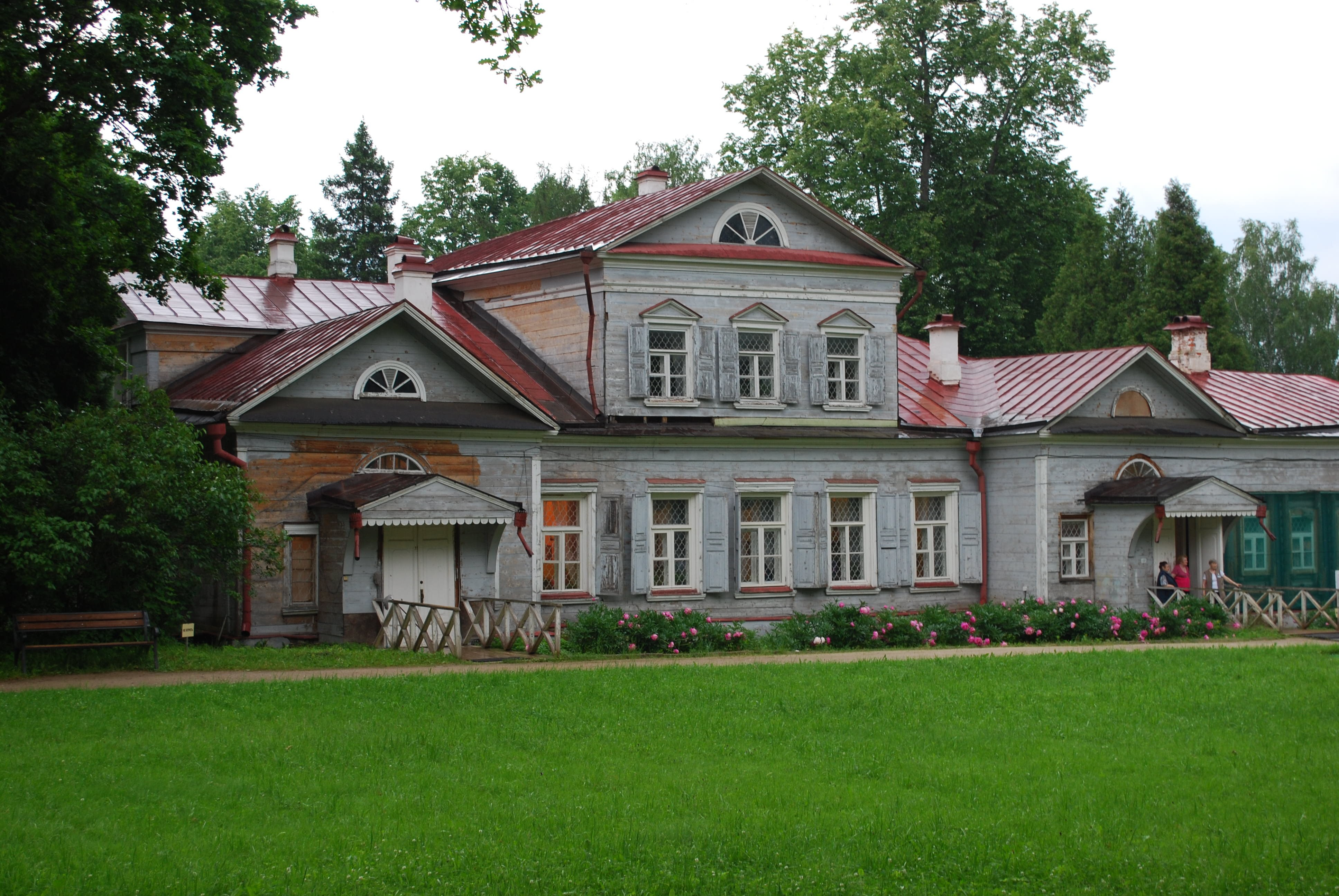
Усадебный дом в Абрамцеве

## Нумизматика

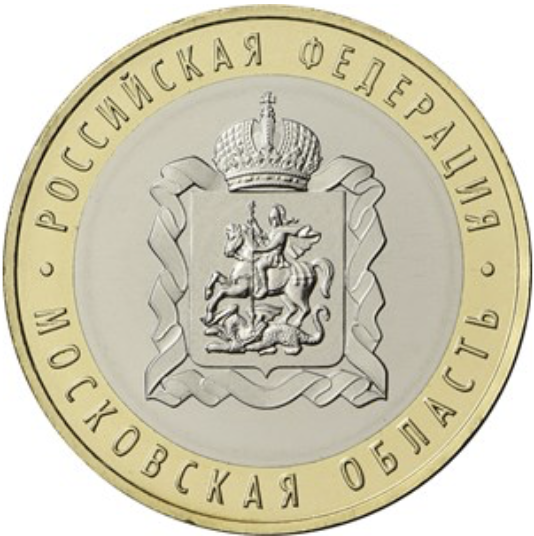
Монета Банка России — 10 рублей, реверс. Серия: Российская Федерация. Московская область. Сталь плакированная никелем и латунью

14 января 2020 года Банк России выпустил в обращение памятную монету из недрагоценного металла номиналом 10 рублей «Московская область» серии «Российская Федерация».

## Автомобильные коды Московской области
К Московской области относятся следующие автомобильные коды: 50, 90, 150, 190, 250, 550, 750, 790.